# Sbarco in Sicilia
Lo sbarco in Sicilia (nome in codice operazione Husky) è stata un'importante campagna militare svoltasi nel contesto della seconda guerra mondiale. L'operazione fu attuata dagli Alleati sulle coste siciliane nelle prime ore del 10 luglio 1943, con l'obiettivo di aprire un fronte nell'Europa continentale e invadere e sconfiggere il Regno d'Italia, concentrando in un secondo momento i propri sforzi contro la Germania nazista. Dopo la caduta di Pantelleria (operazione Corkscrew), fu la prima grande operazione delle truppe alleate sul suolo italiano durante la guerra e segnò l'inizio della campagna d'Italia.
Lo sbarco in Sicilia costituì una delle più grandi operazioni anfibie della seconda guerra mondiale. Vi presero parte due grandi unità alleate: la 7ª Armata statunitense al comando del generale George Smith Patton e l'8ª Armata britannica al comando del generale Bernard Law Montgomery, riunite nel 15º Gruppo d'armate sotto la responsabilità del generale britannico Harold Alexander. Le due armate sbarcarono nella zona sud-orientale della Sicilia con il compito di avanzare in contemporanea all'interno dell'isola: la 7ª Armata di Patton avrebbe dovuto avanzare verso Palermo e occupare la parte occidentale dell'isola, mentre l'8ª Armata di Montgomery avrebbe dovuto marciare lungo la parte centro-orientale della Sicilia verso Messina, compiendo in linea teorica un'azione a tenaglia che avrebbe dovuto imprigionare le forze dell'Asse, raggruppate nella 6ª Armata italiana comandata dal generale Alfredo Guzzoni.
Dal punto di vista tattico la campagna ebbe un esito deludente per gli Alleati, che non riuscirono a impedire la ritirata delle truppe italo-tedesche del generale Hans-Valentin Hube (che ai primi di agosto subentrò a Guzzoni) verso l'Italia continentale. Da un punto di vista strategico-politico, invece, la campagna fu molto positiva, l'invasione della Sicilia ebbe decisiva influenza in Italia: favorì la destituzione di Benito Mussolini, la caduta del fascismo e il successivo armistizio di Cassibile, con cui le forze armate italiane cessarono le ostilità contro gli anglo-statunitensi.

## Premesse
Sin dalla fine del 1941, soprattutto sotto la spinta del capo di Stato sovietico Iosif Stalin, il cui esercito (l'Armata Rossa) era allora duramente impegnato a contrastare l'avanzata della Wehrmacht sul fronte orientale, gli Alleati tennero una serie di conferenze con l'obiettivo di pianificare l'apertura di un secondo fronte in Europa per alleggerire la pressione tedesca a est. In una prima conferenza di Washington (Arcadia), cui presero parte il primo ministro britannico Winston Churchill e il presidente degli Stati Uniti Franklin Delano Roosevelt, fu stabilito che un attraversamento in forze della Manica nel 1942 sarebbe stato difficile. Solo durante la seconda conferenza di Washington (giugno 1942), dopo la visita in occidente del ministro degli esteri sovietico Vjačeslav Michajlovič Molotov, i massimi vertici politico-militari alleati decisero di affrontare la questione del "secondo fronte". La delegazione britannica si scontrò subito con quella statunitense, che aveva nel suo capo di stato maggiore, generale George Marshall, un convinto assertore della teoria che l'attacco all'Europa occupata dovesse passare dalla via più breve e diretta: uno sbarco sulle coste settentrionali francesi. La discussione fu subito aspra e alla fine prevalsero i britannici, che convinsero Marshall e Roosevelt a organizzare un'offensiva contro le forze collaborazioniste francesi in Algeria e Marocco e, quindi, chiudere in una morsa (con l'8ª Armata britannica del generale Bernard Law Montgomery proveniente da est) tutte le forze dell'Asse schierate in Nordafrica, compreso il famoso Deutsches Afrikakorps del feldmaresciallo Erwin Rommel.

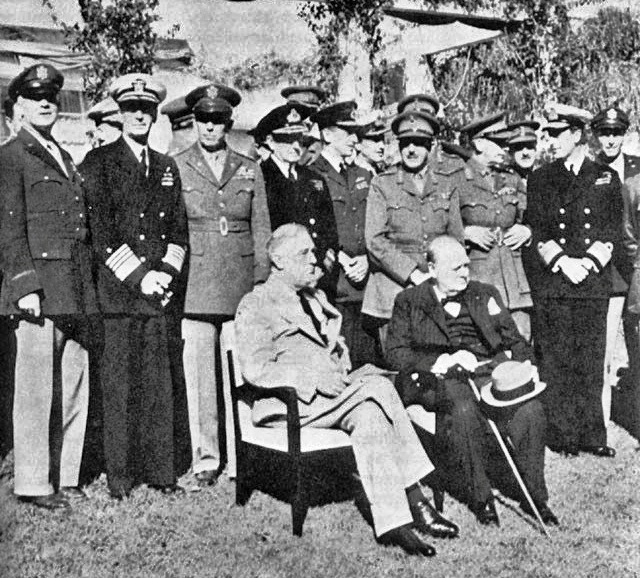
I dirigenti politico-militari anglo-americani durante le conferenza di Casablanca

I sovietici criticarono la scelta strategica, ritenendo che essa non avrebbe distolto un numero sufficiente di forze tedesche dal fronte orientale; Churchill cercò, con scarso successo, di convincere Stalin, promettendo che, una volta assicurato il controllo del Nordafrica, sarebbe seguita un'invasione dell'Italia (definita come il «ventre molle» dell'Asse). L'8 novembre 1942 ebbe inizio l'operazione Torch, lo sbarco in Algeria e Marocco, e nel giro di qualche mese le forze alleate cominciarono a capovolgere la situazione sia in Africa sia sul fronte orientale, mentre i bombardieri anglo-statunitensi colpivano i centri industriali della Germania e dell'Italia settentrionale. Alla fine del 1942 Churchill e Roosevelt decisero di incontrarsi nuovamente, con l'obiettivo di pianificare la strategia globale nei mesi a venire. La conferenza si tenne a Casablanca (14-24 gennaio 1943). Fin da subito si palesarono le divergenze di opinioni tra i due stati maggiori, americano e britannico: l'ammiraglio Ernest King, comandante supremo della United States Navy, premeva per concentrare gli sforzi statunitensi sul fronte del Pacifico; il generale Alan Brooke, capo di stato maggiore britannico, era invece fedele al concetto del Germany first (strategia secondo la quale gli Alleati avrebbero dovuto impegnarsi a sconfiggere anzitutto il Terzo Reich e solo dopo l'Impero giapponese) e di un impegno prioritario in Europa. Ancora una volta i britannici riuscirono a imporsi perché, a differenza degli statunitensi, che mancavano di concrete alternative operative (eccettuata una generica proposta di Marshall di trasferire le truppe alleate in Gran Bretagna quando il fronte africano si fosse chiuso), avevano con sé piani particolareggiati per l'invasione della Sicilia (nome in codice Husky) o della Sardegna (Brimstone): la discussione si basò dunque su questi argomenti.
Il generale Marshall non poté non riconoscere che un attacco in Sicilia, assai meglio che in Sardegna, avrebbe comportato due evidenti vantaggi: impegnare a fondo le numerose forze dell'Asse per la difesa dell'isola e, conquistandola, rendere più navigabile il Mediterraneo, velocizzando le comunicazioni navali tra il Pacifico e l'Atlantico. Il 22 gennaio 1943, nella riunione conclusiva, si decise che a partire dal mese di giugno era autorizzata l'invasione anfibia della Sicilia; le forze alleate furono riunite sotto il comando unificato del generale Dwight Eisenhower (e del suo capo di stato maggiore Walter Bedell Smith), che prese la guida dell'Allied Forces Headquarters - Mediterranean. Eisenhower godeva della massima stima di Marshall e si era messo bene in luce durante l'operazione Torch per le sue abilità politiche e il tatto diplomatico, qualità ritenute essenziali per un comandante supremo di forze multinazionali. L'apparato militare sotto il generale americano, invece, fu spartito tra ufficiali britannici: l'esercito fu assegnato al generale Alexander, la marina all'ammiraglio Andrew Cunningham, l'aeronautica al Maresciallo dell'aria Arthur Tedder. Il generale Brooke accolse con grande soddisfazione questa organizzazione, che, egli riteneva, avrebbe garantito enormi libertà ai britannici, tanto da annotare sul suo diario: «avevamo spinto Eisenhower nella stratosfera e nella rarefatta atmosfera di un comandante supremo».
Durante la conferenza furono discussi anche temi squisitamente politici, soprattutto per mitigare la diffidenza di Stalin nei confronti degli Alleati. Il capo di Stato sovietico fu rassicurato dalla dichiarazione che la guerra sarebbe finita solo con la resa incondizionata della Germania nazista e dell'Italia fascista, scongiurando il timore di Stalin di un'"alleanza capitalistica" tra Germania e paesi occidentali in funzione antisovietica. La decisione circa la resa incondizionata dell'Italia fu dettata soprattutto dalla volontà politica del gabinetto di guerra britannico, che preferiva impegnare la Germania in Italia, paese tra i più deboli all'interno dell'Asse. Churchill, infatti, prevedeva la caduta del fascismo e di Benito Mussolini, e un cambiamento di alleanze da parte della monarchia sabauda, tanto da condividere con Roosevelt l'idea di escludere l'Italia dalla richiesta di resa incondizionata; il gabinetto di guerra e il capo dell'opposizione, Clement Attlee, diedero alla fine il loro netto rifiuto. Le delegazioni lasciarono Casablanca sull'onda di notizie incoraggianti: l'8ª Armata britannica era entrata a Tripoli, a Stalingrado la 6ª Armata tedesca era ormai prossima alla distruzione e l'Armata Rossa avanzava in Ucraina orientale. Il generale Marshall rimase tuttavia deluso dai risultati della conferenza, convinto della secondaria importanza di un fronte in Italia rispetto a quello principale che si sarebbe dovuto aprire in Francia. Non della stessa opinione era il ministro degli esteri italiano, Galeazzo Ciano, il quale scrisse sul suo diario: «Giunge notizia della conferenza di Casablanca. Troppo presto per dare un giudizio, ma sembra una cosa seria, molto seria. Non approvo né condivido le facili ironie della nostra stampa».
Anche in seno agli alti comandi dell'Asse ci si interrogava sul luogo in cui sarebbe stato attuato il prevedibile sbarco. In linea generale, gli italiani (e Mussolini per primo) pensavano che lo sbarco sarebbe stato effettuato in Sicilia; erano dello stesso parere il generale Vittorio Ambrosio, succeduto al maresciallo Ugo Cavallero come capo di stato maggiore italiano, e il generale Alfredo Guzzoni, comandante delle forze in Sicilia. I tedeschi invece prevedevano un'invasione della Sardegna o della Corsica e di conseguenza limitarono l'afflusso di truppe tedesche in Sicilia; peraltro, erano al corrente che le difese sull'isola erano assai modeste e ritenevano impossibile mantenerne il controllo se attaccata in forze, senza contare il concreto rischio che le forze dislocatevi potessero essere tagliate fuori. Hitler, inoltre, già cominciava a diffidare dell'alleato e preferì disporre le sue divisioni in modo che fossero pronte a intervenire o per contrastare manovre alleate o per rispondere energicamente a un'eventuale defezione italiana.

## Pianificazione

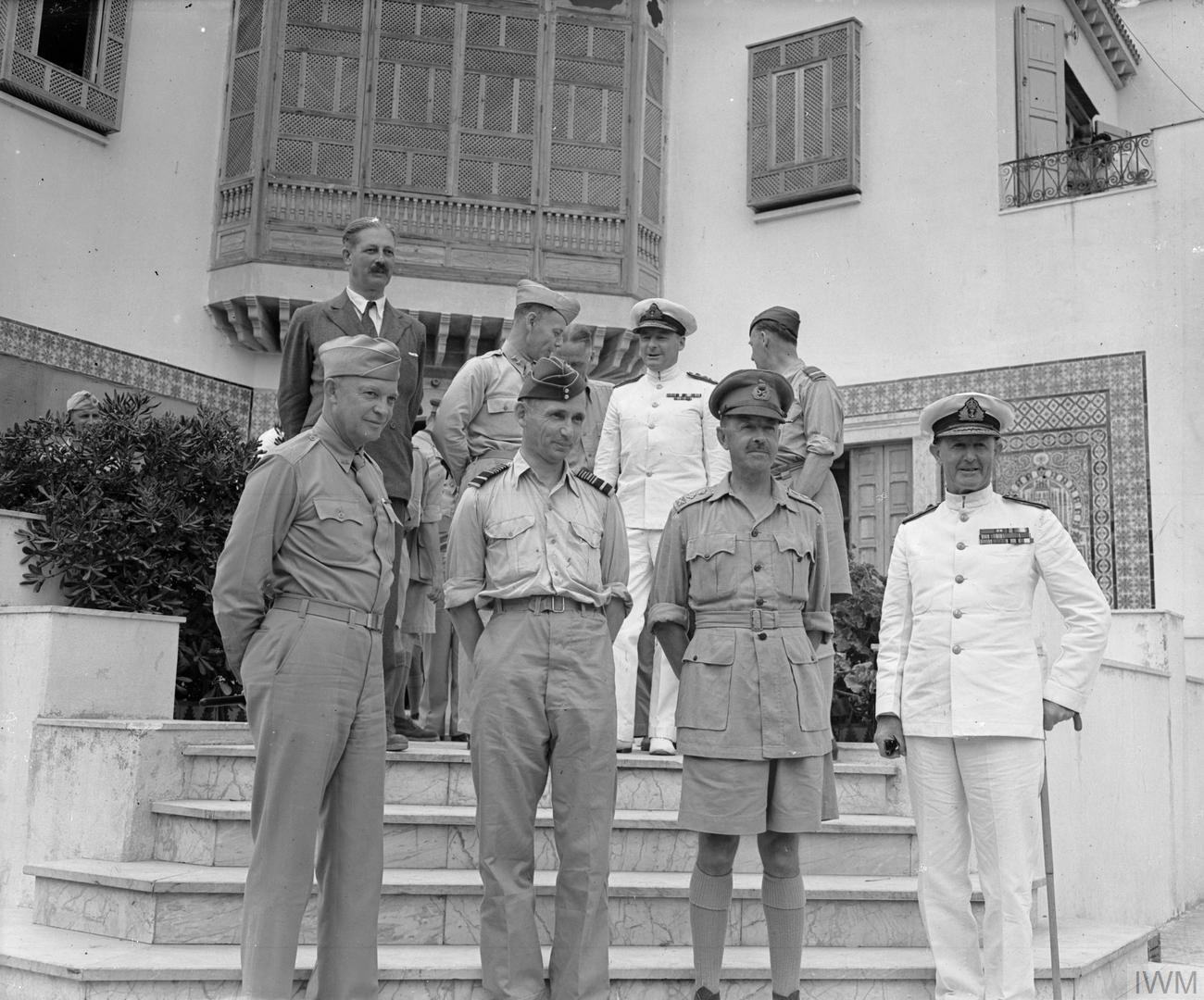
I comandanti alleati di Husky: nella fila in basso (da sinistra) Eisenhower, Tedder, Alexander e Cunningham; nella fila in alto Harold Macmillan, Bedell-Smith e Philip Wigglesworth

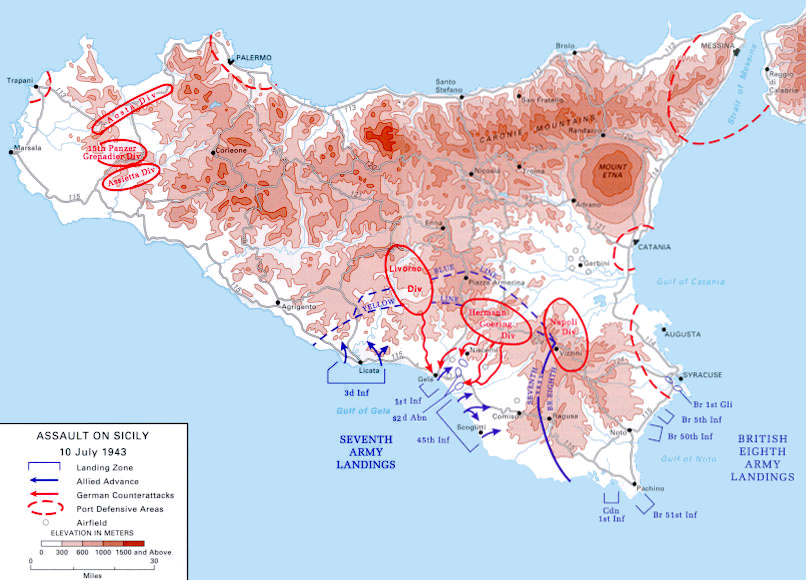
Il piano di sbarco e la dislocazione delle forze italo-tedesche in Sicilia

Durante i primi giorni di gennaio 1943, venne costituito un gruppo strategico, la HQ Force 141 del generale Charles Gairdner, insediatasi nell'École Normale Bouzareah, nei pressi di Algeri, per studiare i piani d'invasione anglo-statunitensi. Dopo il rientro di Roosevelt a Washington, la preparazione dello sbarco fu accelerata; i capi dello stato maggiore congiunto confidavano in tempi rapidi e Marshall indicò ad Eisenhower la fine di marzo o al massimo la prima decade di aprile come data limite per gli sbarchi. Il generale ordinò ai suoi di attivarsi per effettuare uno sbarco in primavera, anche se era ben consapevole che le previsioni meteorologiche indicavano quale periodo più adatto quello compreso tra il 28 giugno e il 10 luglio 1943, perché illune.
A metà febbraio fu deciso che gli sbarchi sarebbero stati attuati da due armate: l'8ª britannica del generale Montgomery e la neocostituita 7ª statunitense al comando dell'aggressivo generale Patton. Inizialmente l'HQ 141 prevedeva molteplici sbarchi da effettuarsi nei primi tre giorni di operazioni, allo scopo di catturare i porti ritenuti fondamentali (Siracusa e Palermo) e imporre all'aviazione italo-tedesca una dispersione che avrebbe nociuto all'efficacia della sua reazione, proteggendo in questo modo la flotta come richiesto dall'ammiraglio Cunningham. Le truppe aviotrasportate a disposizione sarebbero state invece paracadutate in Calabria, bloccando l'afflusso di rinforzi dell'Asse attraverso lo Stretto di Messina. Questo progetto iniziale tuttavia fu sottoposto a severe critiche e venne perciò ampiamente rivisto: fu deciso di concentrare gli sbarchi nel sud-est dell'isola, attorno a Comiso, dove peraltro esistevano parecchi aeroporti. Il generale Alexander non aveva molta fiducia nella capacità combattiva delle truppe statunitensi e decise che gli sbarchi sarebbero stati eseguiti dalla sola 8ª Armata; una divisione statunitense avrebbe tenuto il lato sinistro della costa selezionata per l'attacco anfibio e i lanci aviotrasportati sarebbero avvenuti in Sicilia, al fine di effettuare una diversione subito dietro le zone di sbarco.
Dopo una prima analisi del piano, gli stati maggiori di Londra e Washington stabilirono di eseguire gli sbarchi nella penisola di Pachino e vicino a Sciacca: se fossero riusciti, le truppe avrebbero potuto marciare subito su Palermo. Il 6 aprile questa variante divenne operativa, ma fu subito respinta dal generale Montgomery, che la considerò «senza alcuna speranza di successo»; egli si lamentò ripetutamente con il generale Alexander, rifiutò quello che considerava un eccessivo frazionamento degli sbarchi e propose di far prendere terra all'8ª Armata tra Pachino e Avola, di modo che Siracusa e Augusta fossero rapidamente occupate, con immediato vantaggio e semplificazione delle operazioni di rifornimento. Previde anche uno sbarco in forze degli americani a Gela, cui doveva essere demandata la difesa del fianco sinistro britannico e la conquista degli aeroporti nella zona di Comiso. Era un piano logico e chiaro, anche se poco ambizioso e privo di audacia: non contemplava infatti il possesso immediato dello strategico stretto di Messina, preferendo invece agevoli sbarchi a terra, la costituzione di teste di ponte dove ammassare una grande quantità di uomini e mezzi, e quindi una metodica penetrazione nell'entroterra. Montgomery non contemplò la possibilità di sorprendere il nemico, sacrificando qualunque "azzardo" a favore di un progetto di sicura riuscita con "rischi calcolati".

Decine di carri M4 Sherman attendono di salire sugli LST nel porto di La Pêcherie, in Tunisia, due giorni prima del D-Day

Il piano definitivo per Husky fu in sostanza quello insistentemente proposto dal generale britannico. Coinvolgeva sette divisioni (quattro britanniche e tre statunitensi) che sarebbero sbarcate nella Sicilia sud-orientale in ventisei punti lungo 150 chilometri di costa. Le truppe sarebbero state precedute da aliquote di due divisioni aviotrasportate, un'innovazione che costrinse gli Alleati ad attaccare durante il secondo quarto di luna di luglio, quando il chiarore sarebbe stato sufficiente per permettere ai paracadutisti di vedere senza compromettere la sicurezza della flotta lungo la rotta d'avvicinamento finale. Nel complesso furono schierate tredici divisioni. Il 2 maggio, ad Algeri, si svolse la riunione definitiva, che fissò al 10 luglio la data dell'operazione. Il generale Alexander comunicò a Montgomery che «il suo piano è stato approvato dal comandante in capo» e il generale britannico fu messo a capo della East Task Force (ETF) formata in tutto da sei divisioni, mentre Patton assunse il comando della West Task Force (WTF) con cinque divisioni. Al contempo, si diede la massima accelerazione allo sforzo organizzativo, congiunto ad una complessa azione di depistaggio e inganno sulle reali intenzioni degli Alleati, denominata operazione Mincemeat ("carne tritata"). All'interno dell'alto comando italiano prevaleva intanto il pessimismo: a Roma, durante un vertice militare, il generale Mario Roatta spiegò che lo sbarco previsto dagli Alleati si poteva ostacolare, ma non impedire; l'ammiraglio Arturo Riccardi, capo di stato maggiore della Regia Marina, escluse in partenza qualsiasi azione delle sue forze da battaglia contro la flotta nemica..
Nel frattempo migliaia di imbarcazioni alleate si stavano riunendo lungo le coste meridionali del Mediterraneo, «la flotta più gigantesca di tutta la storia mondiale», come osservò l'ammiraglio statunitense Henry Kent Hewitt. La flotta fu suddivisa in due task force, la Eastern Naval Task Force e la Western Naval Task Force; la prima, formata soprattutto da navi della Mediterranean Fleet, era comandata dall'ammiraglio britannico Bertram Ramsay e distribuita nei porti di Libia ed Egitto; la seconda, formata soprattutto da navi provenienti dalla United States Eighth Fleet, era comandata dall'ammiraglio Hewitt e basata in sei porti algerini e tunisini. Infine, una divisione canadese sarebbe giunta direttamente dal Regno Unito. La 7ª Armata contava circa 80 000 uomini; l'8ª Armata ne aveva più o meno altrettanti; altri, di rinforzo ad entrambe, sarebbero sbarcati successivamente. Tutte le unità dovevano riunirsi il 9 luglio in mare, al largo di Malta; per nascondere agli italo-tedeschi l'assembramento di quasi 3 000 navi si contava sull'effetto sorpresa, sulle operazioni di depistaggio come Mincemeat e su severe restrizioni imposte dalla censura alle lettere che gli uomini scrivevano alle famiglie. Un importante vantaggio strategico derivò in particolare dalla supremazia aerea alleata, che rese in pratica impossibili efficaci ricognizioni, incursioni o azioni di interdizione alla Luftwaffe e alla Regia Aeronautica. A tale scopo, a partire dal 2 luglio, i campi di aviazione in Sicilia furono sottoposti ad attacchi massicci e continui, che indebolirono sensibilmente le forze aeree dell'Asse.

### Mincemeat e Ultra

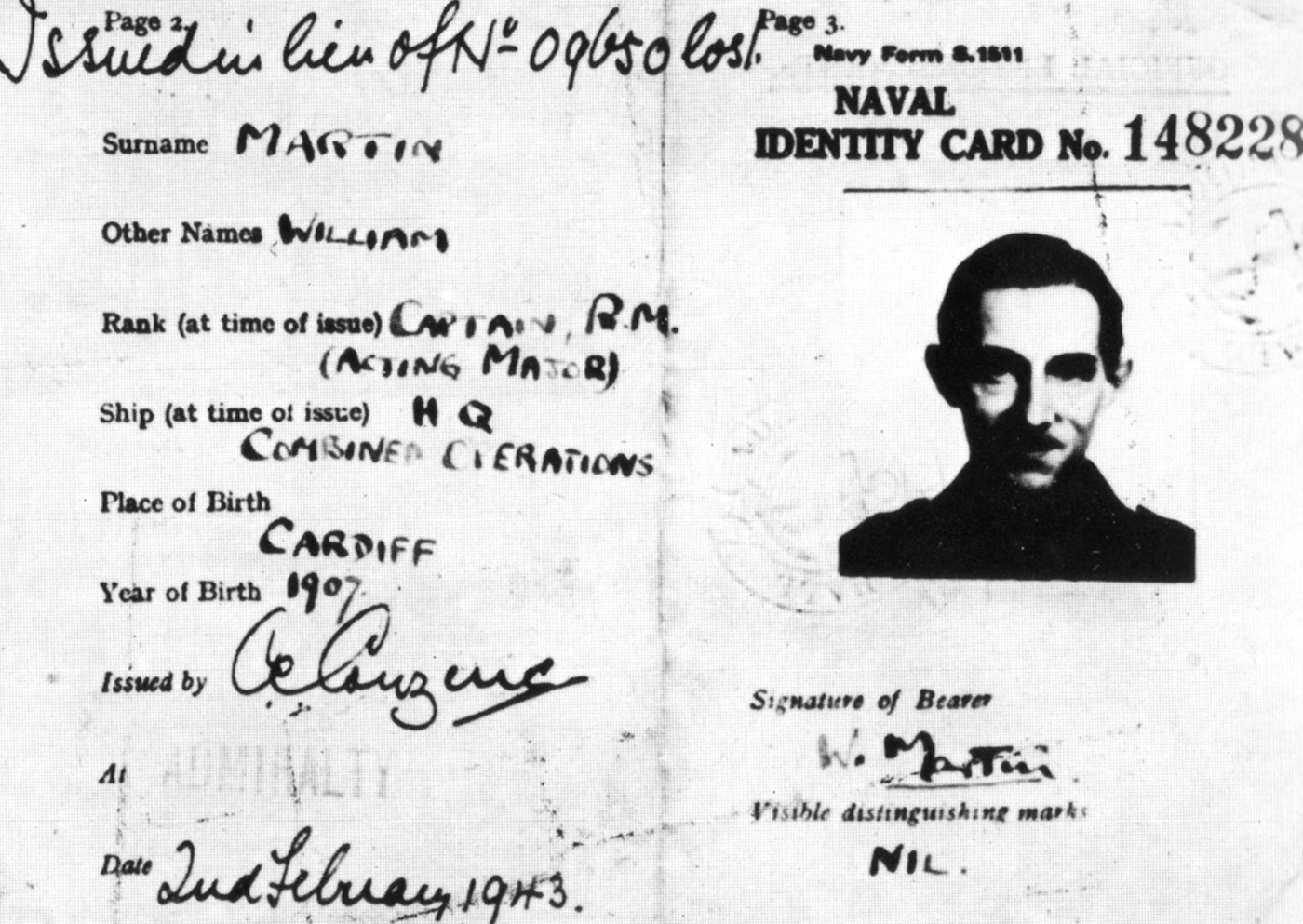
La carta d'identità del fantomatico maggiore William Martin

Tra i preparativi per la complessa invasione anfibia vi fu anche una serie di azioni di depistaggio per confondere i tedeschi sul reale obiettivo degli sbarchi. Una flotta anglo-americana salpò dalla Gran Bretagna verso la Norvegia, per indurre i tedeschi a credere che lì sarebbe stato aperto il secondo fronte. Nel Mediterraneo altre navi da guerra britanniche si diressero verso la Grecia, per poi invertire la rotta nella notte e puntare su Malta. Inframmezzate a queste finte vi erano azioni di carattere propagandistico per intaccare il morale degli italiani, come il lancio di otto milioni di volantini ai primi di luglio; alcuni contenevano il messaggio «La Germania combatterà fino all'ultimo italiano» e altri mostravano le città d'Italia che potevano essere raggiunte dai bombardieri alleati basati in Nordafrica, con la scritta «Ringraziate Mussolini». I britannici costituirono un'armata fittizia, la 12ª, ufficialmente schierata in Egitto e incaricata di invadere la Grecia in estate: vennero costruiti mezzi da sbarco, camion e pezzi d'artiglieria in legno e cartone; l'operazione peraltro fu inutile, giacché le ricognizioni italo-tedesche sull'Egitto furono rare a causa della supremazia aerea degli Alleati e della scarsità di mezzi aerei dell'Asse. Sempre per confondere il nemico, gli Alleati fecero anche trapelare la notizia che, alle operazioni della 12ª Armata, sarebbero stati affiancati gli sbarchi dell'8ª Armata sulle coste meridionali della Francia e della 7ª Armata in Sardegna e Corsica.
Infine fu organizzata una manovra di depistaggio particolarmente complicata (operazione Mincemeat): il sommergibile HMS Seraph rilasciò davanti alle coste spagnole il cadavere di un uomo morto tempo prima di polmonite, con al polso una valigetta piena di documenti riguardanti il fittizio sbarco in Grecia; il corpo fu ripescato dinanzi alla città di Huelva e identificato (grazie alle carte che aveva indosso) come il fantomatico maggiore britannico William Martin, componente dello stato maggiore di Lord Louis Mountbatten. Le autorità spagnole passarono subito all'Abwehr il materiale e gli agenti tedeschi solo apparentemente furono ingannati: l'alto comando della Wehrmacht a Berlino si preparò a contenere eventuali sbarchi Alleati anche in Sardegna e nel Peloponneso, mentre i comandi italo-tedeschi in Italia non si impensierirono più di tanto e non si verificarono spostamenti di truppe dalla Sicilia verso altre località, o una particolare riduzione dell'afflusso di rinforzi nell'isola.
Al contempo, lo spionaggio britannico si impegnò nella raccolta di informazioni, costituendo al Cairo un ufficio dove raccogliere tutta la posta spedita dall'Italia ai soldati prigionieri. Le lettere erano state sottoposte alla censura italiana, ma gli analisti dell'Intelligence Service vi reperirono ugualmente numerose utili notizie: riuscirono a dedurre riferimenti allo schieramento dei reparti italiani, ai trasferimenti di truppe, al morale della popolazione abbattuto dai pesanti bombardamenti, ai provvedimenti del regime e ai razionamenti dei viveri; in Italia erano carenti i generi di prima necessità, l'industria bellica era intralciata da scioperi, le linee di comunicazione erano parzialmente danneggiate e mancava anche l'illuminazione nelle case private.
Grazie a Ultra e alle squadre di agenti segreti ad Algeri e Malta, il generale Eisenhower era molto ben informato sulle forze del nemico e sulla loro dislocazione. Al momento dell'approvazione del piano di Montgomery, il comandante supremo conosceva inoltre le difficoltà della Regia Marina, l'unica forza navale dell'Asse di una certa consistenza: mancava di radar efficienti, non disponeva di sufficienti riserve di combustibile e non era riuscita a ultimare l'unica portaerei in cantiere, l'Aquila. La Regia Aeronautica, indebolita dalla perdita di circa 2 000 velivoli negli ultimi dieci mesi di guerra, non rappresentava un grave ostacolo e non era in grado di eseguire esplorazioni a lungo raggio sugli ancoraggi della flotta alleata.

### Il ruolo dell'intelligence e l'AMGOT

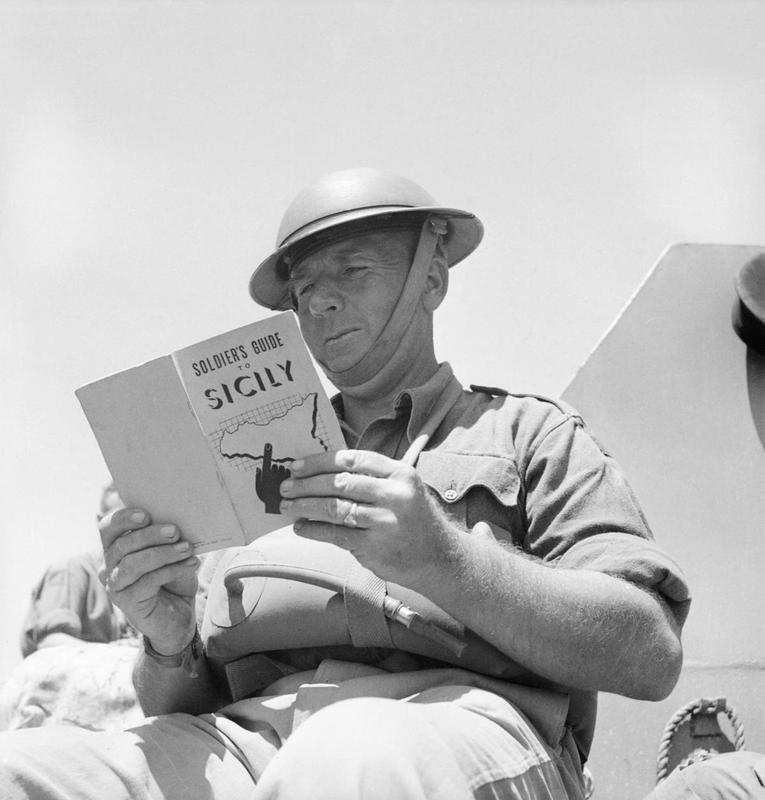
Per aiutare i soldati nella comprensione del territorio e dei costumi dei siciliani venne preparata una guida in inglese chiamata Soldier's guide to Sicily

L'attacco all'Italia fu deciso dagli anglo-americani a Casablanca nel gennaio 1943; tuttavia fin dall'autunno 1942 il presidente Roosevelt aveva assegnato al colonnello William Joseph Donovan il comando dell'Office of Strategic Services (OSS), con l'obiettivo di raccogliere informazioni per future operazioni militari nella penisola. L'ufficiale mise al comando della "sezione Italia" l'agente Earl Brennan, che disponeva di molti contatti nell'ambiente antifascista italiano. Fu Brennan che propose di creare una sezione per lo spionaggio in Italia e, a tale scopo, ottenne il permesso da Donovan di reclutare sei agenti di origine italiana, tra cui due avvocati (Victor Anfuso e Vincent Scamporino) che avrebbero dovuto fornire informazioni utili agli Alleati; a capo di costoro fu posto il militare Biagio Massimo Corvo, figlio di emigranti siciliani antifascisti. Nell'inverno 1943 la "sezione Italia" dell'OSS si stabilì ad Algeri e i sei agenti iniziarono la loro azione di spionaggio e raccolta informazioni sulle difese costiere siciliane, i campi minati in mare, le sedi di comando, i piani e la dislocazione delle truppe, le loro dotazioni. Presto il gruppo allargò anche agli Stati Uniti la propria rete di collaboratori, attraendo immigrati di prima e seconda generazione legati sia a organizzazioni di destra sia di sinistra moderata. L'OSS pensava, oltre allo sbarco in Sicilia, anche all'Italia del dopo Mussolini e, in questo contesto, l'azione della squadra di Corvo riallacciò i rapporti tra gli immigrati negli Stati Uniti e i loro conoscenti in Sicilia.
In contemporanea era stato istituito l'Allied Military Government of Occupied Territories (AMGOT), al comando del generale Alexander e con gli affari civili delegati al maggiore generale Francis Rennell Rodd, a cui solo formalmente era sottoposto il colonnello italo-americano Charles Poletti. Quest'ultimo, nominato direttore degli Affari civili, godette di notevole libertà nella scelta degli uomini che avrebbero dovuto amministrare l'isola. Riguardo all'attività di Poletti, nel dopoguerra, sono state divulgate storie fantasiose circa la collaborazione tra Alleati e mafia siciliana, con il coinvolgimento del boss Lucky Luciano che avrebbe usufruito della libertà concessagli dal governo statunitense in cambio del suo impegno a creare un movimento di resistenza in Sicilia prima dell'invasione. La collaborazione di Luciano, come quella di Calogero Vizzini e di Giuseppe Genco Russo, che secondo alcune teorie avrebbero poi avuto campo libero nella gestione politico-economica dell'isola in riconoscimento dell'appoggio fornito, non sono supportate da prove concrete e una commissione d'inchiesta del Senato italiano, riunita nel dopoguerra, non trovò riscontri. La presenza di mafiosi nelle cariche pubbliche siciliane a partire dalla fine dell'estate 1943 si spiega soprattutto con il caos provocato dall'invasione, nonché con la mancanza di una politica ben definita prima dell'insediamento dell'AMGOT: questo periodo di transizione favorì i mafiosi che, al momento dell'arrivo degli Alleati, riuscirono a farsi rilasciare dalle carceri spacciandosi per prigionieri politici antifascisti. Le autorità fasciste furono estromesse e il vuoto di potere fu rapidamente riempito da esponenti mafiosi, che ricostruirono una rete di controllo del mercato nero, dato che la struttura della mafia in Sicilia, i suoi contatti e la sua forza politica e sociale erano rimasti sempre attivi e dinamici nonostante la propaganda fascista affermasse il contrario.

## Operazioni preliminari

### La campagna aerea

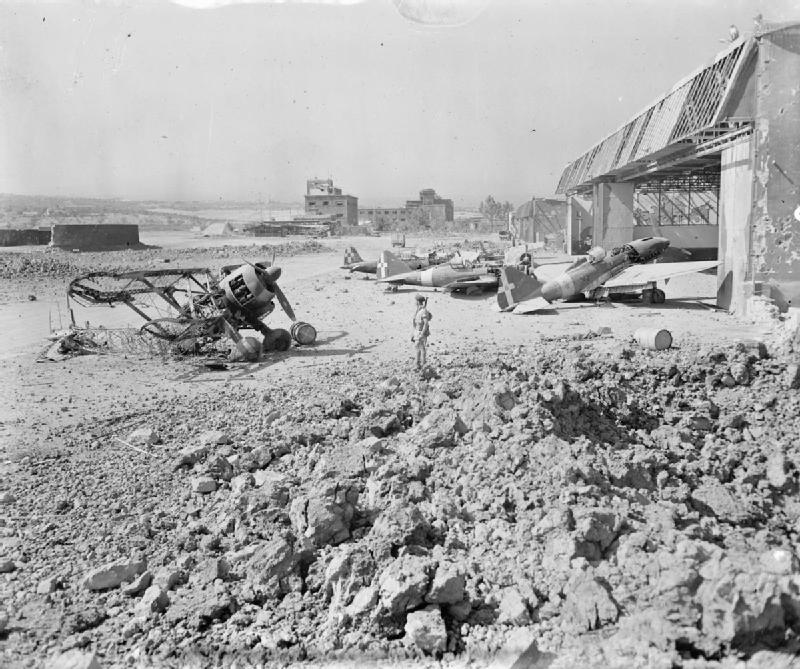
I devastanti effetti dei bombardamenti aerei sugli hangar dell'aeroporto di Catania. In primo piano i resti di un biplano Fiat C.R.42

Devastazioni nel centro storico di Messina, giugno 1943

Verso la metà del giugno 1943 il Mediterranean Air Command (MAC) cominciò ad applicare il sistema degli attacchi senza tregua alle principali vie di comunicazione, ai porti e agli aeroporti dell'Italia meridionale e insulare, talvolta mantenendo un obiettivo sotto bombardamento per ventiquattr'ore consecutive. In Algeria, Tunisia, Libia, Egitto e Malta affluirono oltre mille nuovi velivoli anglo-statunitensi di rinforzo a quelli già presenti e il Bomber Command del maresciallo Arthur Harris dislocò a Hosc Raui in Libia il 462º Squadrone australiano di bombardieri quadrimotori Handley Page Halifax; a Malta furono inoltre costruiti nuovi aeroporti, base per 600 velivoli militari e da trasporto nonché per i moderni Supermarine Spitfire e cacciabombardieri muniti di razzi ad alto esplosivo da 25 e 60 libbre, molto efficaci nel bombardamento in picchiata su piccole navi e ferrovie.
Nonostante lo spiegamento imponente di flotte aeree e i duri colpi sopportati dalla rete di comunicazioni e dalle industrie italiane, il traffico navale dalla Calabria per la Sicilia registrava ancora, nell'estate 1943, una capacità teorica giornaliera di trasporto pari a circa 40 000 uomini completi di equipaggiamento bellico o di 7 500 uomini e 750 automezzi. La paralisi dei collegamenti con la Calabria fu uno dei maggiori assilli di Eisenhower e lo stretto di Messina divenne l'obiettivo primario della Northwest African Air Forces del generale Spaatz, con precedenza assoluta sugli aeroporti sardi e siciliani. Il 6 giugno intense incursioni colpirono pesantemente tutti i centri prospicienti lo stretto, infliggendo gravi distruzioni soprattutto a Reggio Calabria; il giorno dopo Messina fu martellata per tutto il giorno; il 12 e il 13 giugno i Consolidated B-24 Liberator della 9th United States Air Force colpirono entrambe le sponde dello Stretto e il 18 una forza di 76 Boeing B-17 Flying Fortress devastò Messina, senza riuscire a danneggiare seriamente gli scali dei traghetti. Il 19 e il 20 i B-24 si accanirono nuovamente su Reggio Calabria e bombardarono anche Villa San Giovanni, scardinando le rotaie sulle quali viaggiavano i treni carichi di rinforzi, armi e munizioni per la Sicilia: i genieri italo-tedeschi, tuttavia, li ripristinarono in brevissimo tempo. Il 21 l'attacco fu ripetuto su Villa, Reggio Calabria e Messina dai velivoli del Middle East Air Command; quindi il 25 giugno Messina fu ancora obiettivo di 130 B-17 appartenenti al 2º, 97º, 99º e 301º Gruppo, che sganciarono 272 tonnellate di bombe sia nella zona del porto sia nella zona residenziale; le notti del 26, 28, 29 e 30 giugno i Vickers Wellington colpirono ancora Messina, Reggio e Villa San Giovanni. In quel periodo nacque tra gli aviatori alleati la cruda espressione Messina in a mess ("Messina nei guai").

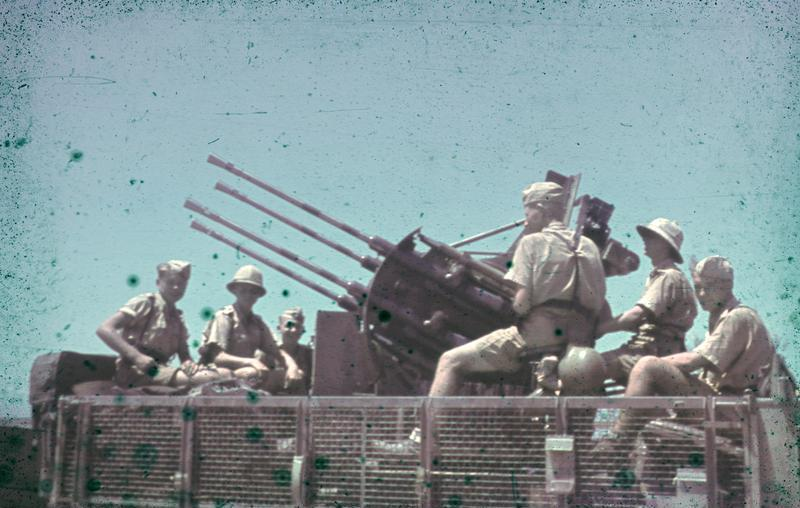
Complesso quadrinato di cannoni contraerei FlaK 38 da 20 mm (Flakvierling) in postazione sull'Etna

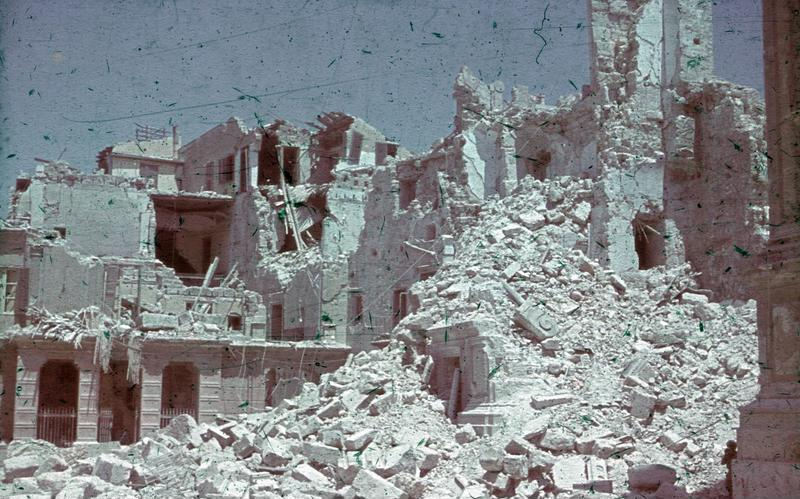
Distruzioni a Palermo in una fotografia di Horst Grund, luglio 1943

Anche le città costiere della Sicilia furono bombardate. Siracusa fu colpita duramente dai Wellington il 18 giugno e dai cacciabombardieri il 20, mentre Catania ebbe una sessantina di morti il 9 e altre vittime il 12 e il 13 giugno. Il 20 giugno il governo italiano diede tre settimane agli abitanti delle città costiere siciliane e di Napoli per sfollare, dato che le coste meridionali, compresa quella adriatica, erano state dichiarate zone di guerra. Sulla punta nord-occidentale della Sicilia furono bersagliati gli aeroporti di Borizzo e Milo nei pressi di Trapani (che subì otto bombardamenti in 12 giorni) e di Boccadifalco in provincia di Palermo; la città stessa fu bombardata il 12 e il 15, nella notte del 27 e infine il 30 dai B-17. Nell'ultima decade del mese i Wellington della Strategical Air Force della NAAF si concentrarono sulle linee di comunicazione costiere a sud di Napoli, Salerno e Battipaglia, quest'ultima colpita il 21 dai bimotori North American B-25 Mitchell: si ebbero 55 morti tra la popolazione e nessun ordigno centrò i bersagli. Il 30 l'attacco su Battipaglia si ripeté e questa volta furono distrutti binari, vagoni e tonnellate di materiale bellico.
Gli Alleati disponevano ormai di una netta superiorità aerea nei cieli italiani e, mentre i preparativi per Husky volgevano al termine, l'aviazione intraprese lo sforzo finale di preparazione: tra il 1° e il 9 luglio furono lanciate circa 10 000 sortite, aumentate a 25 000 entro la fine del mese ed estese a tutta la penisola centro-meridionale. L'importante base aerea di Gerbini fu rasa al suolo tra il 3 e il 9 luglio da ripetuti bombardamenti per complessive 1 379 tonnellate di bombe, che resero inservibili sette delle dodici piste del complesso; stessa sorte toccò ai complessi di Comiso, Boccadifalco e Castelvetrano, mentre la base aerea di Sciacca e Milo ebbero danni relativamente minori. I bombardamenti sulle città italiane cessarono momentaneamente il 10 e l'11 luglio, poiché il grosso delle squadriglie fu impegnata nel supporto agli sbarchi e alle prime avanzate delle truppe. Il 12 ripresero i pesanti attacchi sulle città dello stretto e anche su Catanzaro e Catania. Al contempo il maresciallo Harris, su richiesta del Mediterranean Allied Air Force troppo coinvolto nell'appoggio tattico alle divisioni anglo-americane, pianificò una campagna di bombardamenti dei centri ferroviari dell'Italia settentrionale allo scopo di impedire l'afflusso di rinforzi verso sud.

### L'occupazione delle Pelagie

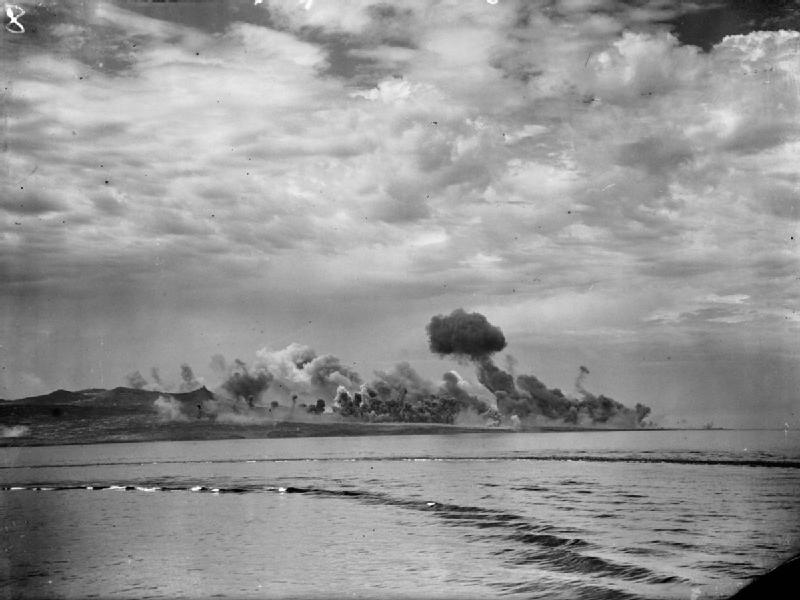
Gli effetti del bombardamento alleato sulle strutture portuali di Pantelleria

L'operazione Husky fu preceduta l'11 giugno 1943 dalla presa dell'isola di Pantelleria, primo lembo di terra italiana a cadere in mano alleata, a cui fece seguito la conquista delle tre isole Pelagie. Il 13 si verificò poi la presa di Lampedusa, contemporanea all'occupazione dell'isola di Linosa; infine, il 14 giugno, cadde l'isola Lampione. In tre settimane di attacchi aerei, i bombardieri anglo-statunitensi rovesciarono sulla sola Pantelleria - lunga 12 chilometri e larga 7 - quasi 6 000 tonnellate di esplosivi; in certe aree fu possibile stimare che caddero all'incirca 293 bombe per chilometro quadrato. Quando le navi da guerra anglo-statunitensi si presentarono davanti all'isola per supportare lo sbarco, furono accolte dal completo silenzio delle batterie italiane: l'ammiraglio Gino Pavesi, comandante militare dell'isola, aveva infatti già ottenuto da Mussolini il permesso di arrendersi e dunque gli 11 399 soldati della guarnigione caddero prigionieri senza nemmeno sparare un colpo. Un simile evento indusse Mussolini a pronunciare, il 24 giugno, il famoso discorso in cui dichiarò: «Bisognerà che non appena il nemico tenterà di sbarcare, sia congelato su quella linea che i marinai chiamano del "bagnasciuga", [...] di modo che si possa dire che essi hanno occupato un lembo della nostra patria, ma l'hanno occupato rimanendo per sempre in posizione orizzontale, non verticale!».
Al contrario, la facilità dell'operazione generò nei vertici alleati illusioni riguardo all'efficacia dei bombardamenti, instillando soprattutto nei vertici dell'aeronautica il convincimento che le future battaglie si sarebbero potute vincere con il solo uso dell'aviazione. Fu il maresciallo Tedder a spegnere facili entusiasmi: «Vedo che Pantelleria sta diventando una vera e propria sciagura per noi». La repentina resa preoccupò non poco Hitler, che da quel momento si convinse che la Sicilia sarebbe stato il vero obiettivo degli Alleati e che sugli italiani non si potesse contare. A metà giugno inviò come ufficiale di collegamento con la 6ª Armata italiana in Sicilia il generale Fridolin von Senger und Etterlin. Il 25 giugno von Senger si incontrò a Roma per un primo colloquio con il feldmaresciallo Albert Kesselring (Oberbefehlshaber Süd) e il giorno seguente si recarono a Enna, sede del quartier generale della 6ª Armata, per incontrarvi il comandante generale Alfredo Guzzoni, il quale si dimostrò molto pessimista e convinto che solo le truppe tedesche avrebbero consentito una seria resistenza. Guzzoni auspicò che le truppe tedesche fossero posizionate sulla costa sudorientale, ricevendo l'ennesimo rifiuto di Kesselring, che era dell'opinione che le forze meglio equipaggiate del distaccamento tedesco dovessero presidiare la parte occidentale dell'isola, lasciando le unità in fase di ricostituzione dalla campagna del Nordafrica nel delicato settore fra Caltagirone e Vizzini.

## Le forze in campo

### Gli Alleati e i loro obiettivi
Gli Alleati riuscirono ad assemblare per l'invasione una imponente flotta combinata sotto il comando dell'ammiraglio Cunningham, costituita da 2 590 navi da trasporto di tutti i tipi (1 614 britanniche, 945 statunitensi, dieci olandesi, nove polacche, sette greche, quattro norvegesi e una belga), 1 800 mezzi da sbarco circa e 280 navi da guerra che avrebbero trasportato, rifornito e protetto le due armate alleate. La Royal Navy schierò sei navi da battaglia: la HMS Nelson, la HMS Rodney, la HMS Warspite e la HMS Valiant avrebbero appoggiato lo sbarco, mentre le altre due (HMS Howe, HMS King George V) sarebbero rimaste di riserva qualora la squadra italiana fosse uscita in mare. Eventualità giudicata molto remota, tant'è vero che a presidiare lo stretto per garantirsi da una possibile incursione erano stati posizionati soltanto sei sommergibili britannici e due polacchi; altri sette furono posizionati vicino alla costa meridionale della Sicilia. I britannici potevano contare inoltre su due portaerei (HMS Formidable, HMS Indomitable), nove incrociatori (HMS Orion, HMS Newfoundland, HMS Mauritius, HMS Uganda, HMS Aurora, HMS Penelope, HMS Euryalus, HMS Cleopatra, HMS Sirius, HMS Dido) e ventisette cacciatorpediniere. Le forze di appoggio diretto contavano due monitori, l'incrociatore HMS Delhi, otto cacciatorpediniere, quattro cannoniere, cinque mezzi da sbarco trasformati in batterie galleggianti e sei mezzi da sbarco con lanciarazzi. La United States Navy contribuì con cinque incrociatori leggeri (USS Boise, USS Savannah, USS Philadelphia, USS Brooklyn, USS Birmingham) e 25 cacciatorpediniere; tra questi figuravano anche unità appartenenti a paesi occupati: il polacco ORP Krakowiak e il greco Adrias.

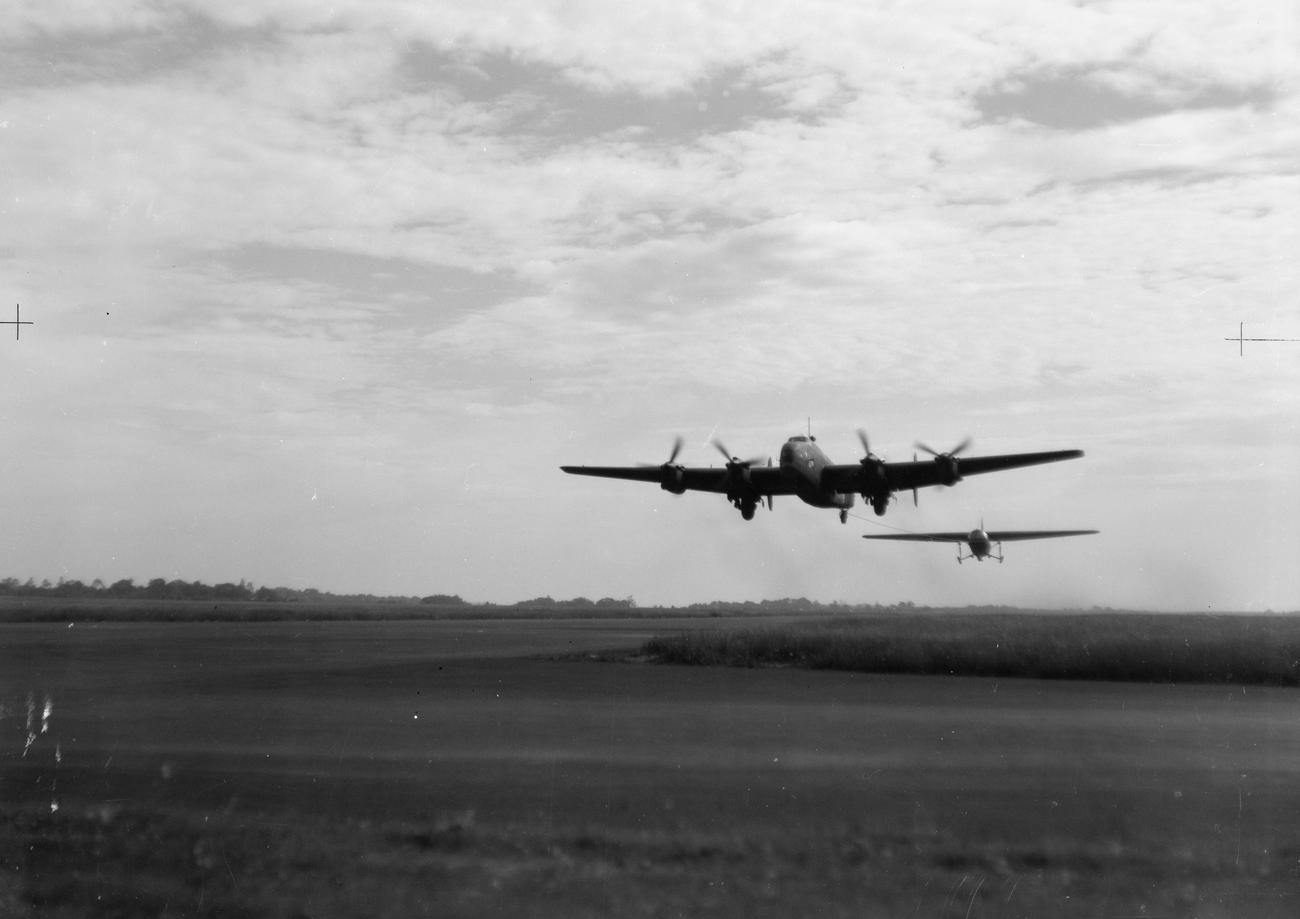
Un Handley Page Halifax, con al traino un aliante Horsa, lascia la base RAF di Portreath in Cornovaglia, diretto in Nordafrica per prendere parte a Husky

La flotta godeva del potente supporto della MAAF del maresciallo Tedder, forte di circa 4 900 velivoli di cui 3 200 bombardieri, cacciabombardieri e caccia di prima linea, appartenenti a 146 squadroni statunitensi e 113 britannici, a cui si aggiungevano 226 Douglas C-47 Dakota/Skytrain statunitensi e 134 tra Handley Page Halifax e bimotori Armstrong Whitworth A.W.41 Albemarle, apparecchi destinati a portare in battaglia i paracadutisti.
Il corpo di spedizione alleato schierava circa 160 000 uomini ed era articolato sulla 7ª Armata statunitense del generale Patton e sull'8ª Armata di Montgomery, inquadrate nel 15º Gruppo d'armate sotto il comando del generale Alexander. Le due armate, secondo i piani operativi, dopo aver rastrellato le loro zone di sbarco avrebbero dovuto stringere in una morsa le forze nemiche, impedendo loro l'attraversamento dello Stretto. I piani di Husky prevedevano quindi lo sbarco di 67 battaglioni di fanteria, con circa 800 uomini ciascuno, distribuiti in 26 punti del litorale siciliano per una lunghezza di 170 chilometri. La forza di Montgomery (ETF) era costituita dalla 50th (Northumbrian) Infantry Division del generale Sidney Kirkman e dalla 5th Infantry Division del generale Horatio Berney Ficklin: le due unità costituivano il XIII Corpo d'armata (generale Miles Dempsey). La 51st (Highland) Infantry Division del generale Douglas Neil Wimberley, la 231ª Brigata del generale Robert Urquhart e la 1st Canadian Infantry Division del generale Guy Simonds formavano il XXX Corpo d'armata agli ordini del generale sir Oliver Leese, incaricato di occupare la penisola di Pachino. Lo sbarco di queste divisioni sarebbe stato anticipato dal lancio della 1ª Brigata della 1st Airborne Division al comando del maggiore generale George Hopkinson (i celebri "diavoli rossi"), pronta ad al-Qayrawan e in altri aeroporti tunisini, nonché dall'infiltrazione di tre squadroni di British Commandos. Infine, negli acquartieramenti di Tripoli e Tunisi si trovava il X Corpo d'armata composto dalla 46th e 78th Infantry Division, il cui impiego era previsto nella seconda fase dell'invasione. L'8ª Armata di Montgomery doveva approdare su un tratto di costa che andava da Capo Passero, all'estremità sud-orientale dell'isola, al golfo di Noto, vicino a Siracusa. La 51ª Divisione sarebbe sbarcata nei pressi di Punta delle Formiche a Capo Passero, protetta alla sua sinistra dalla 1ª Divisione canadese e coadiuvata a destra dalla 231ª Brigata di fanteria; le due divisioni avrebbero quindi diretto verso Pachino e il suo campo di aviazione, mentre la 231ª Brigata si sarebbe diretta a nord verso Noto. Nei pressi di Avola avrebbe preso terra la 50ª Divisione britannica, mentre la 5ª Divisione e il 3º Gruppo commando avrebbero attaccato Cassibile per poi dirigersi su Siracusa. Alla periferia del grande porto dovevano atterrare nelle prime ore del 9 luglio gli uomini della 1ª Divisione aviotrasportata.
Il nerbo della WTF del generale Patton, ossia il II Corpo d'armata del generale Omar Bradley, era composto da due divisioni: la 1st Infantry Division (Big Red One), veterana della campagna tunisina e sotto il comando del generale Terry Allen, e la 45th Infantry Division del generale Troy Middleton, al battesimo del fuoco. La seconda forza d'attacco era costituita dalla 3rd Infantry Division del generale Lucian Truscott, mentre la 2nd Armored Division del generale Hugh Gaffey aveva funzione di riserva sulle navi d'appoggio. Gli obiettivi della 7ª Armata erano stati così suddivisi: la flotta statunitense, che nei dintorni di Malta si era divisa in tre tronconi, doveva sbarcare tre divisioni nel golfo di Gela, una mezzaluna lunga circa 60 chilometri. La 3ª Divisione avrebbe preso terra all'estremità più occidentale nei pressi di Licata, la 45ª Divisione sarebbe sbarcata lungo la costa tra Scoglitti e Gela, la 1ª Divisione avrebbe preso terra direttamente in città, al centro della mezzaluna. Anche in questo caso, le forze da sbarco sarebbero state precedute dagli uomini dell'82nd Airborne Division del generale Matthew Ridgway che, decollando dai campi di Qayrawan, si sarebbero lanciati nei dintorni di Niscemi e Ponte Olivo, con l'obiettivo di neutralizzarne l'aeroporto

### L'Asse e i piani difensivi
La Sicilia, divisa in due distretti militari dalla linea immaginaria che correva da est di Cefalù a est di Licata, era sotto la responsabilità del generale d'armata Alfredo Guzzoni, comandante in capo della 6ª Armata, formata da due corpi d'armata: il XII del generale Mario Arisio, dal 12 luglio rimpiazzato dal pari grado Francesco Zingales, aveva la giurisdizione sulla Sicilia occidentale e comprendeva la 28ª Divisione fanteria "Aosta" (generale Giacomo Romano), la 26ª Divisione fanteria "Assietta" (generale Erberto Papini), tre divisioni costiere - la 208ª (Giovanni Marciani), la 202ª (Gino Ficalbi) e la 207ª (Ottorino Schreiber) - più il 136º Reggimento costiero autonomo. Il XVI Corpo d'armata del generale Carlo Rossi, a difesa della Sicilia orientale, era formato dalla 54ª Divisione fanteria "Napoli" (Giulio Cesare Gotti Porcinari), dalla 4ª Divisione fanteria "Livorno" (Domenico Chirieleison), da due divisioni costiere - la 206ª (Achille d'Havet) e la 213ª (Carlo Gotti) - più due brigate costiere. La divisione "Aosta" schierata su Trapani, l'"Assietta" su Marsala e la "Napoli" orientata verso la pianura di Catania non possedevano un adeguato parco mezzi che consentisse loro di manovrare efficacemente e lo stesso generale Guzzoni non si aspettava che le sue forze potessero opporre un apprezzabile freno all'avanzata alleata. La Divisione "Livorno", invece, visto che era stata coinvolta nell'operazione C3 poi abortita, poteva contare su preparazione notevole, adeguato armamento e autoparco sufficiente. Ma, in generale, le divisioni in Sicilia si segnalavano per il mediocre livello d'addestramento e la grave penuria di mezzi; particolarmente inaffidabili erano giudicate le divisioni "Assietta" e "Aosta".

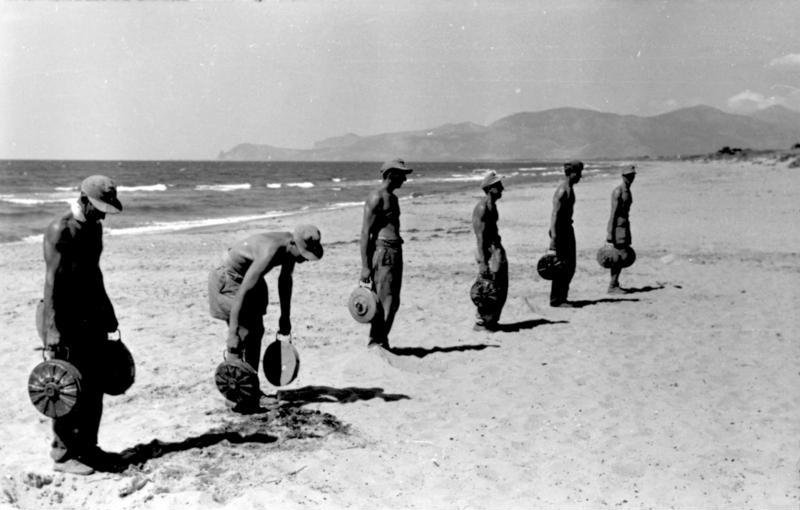
Soldati tedeschi posano mine anticarro sulla spiaggia

Le divisioni costiere, unità ad hoc pensate espressamente per difendere le spiagge, contavano circa 10 000 uomini e quelle ordinarie di fanteria circa 14 000: la 6ª Armata contava perciò circa 200 000 effettivi, ai quali si aggiungevano 28 000 tedeschi. Le grandi unità erano coadiuvate dai cosiddetti "gruppi mobili" e "gruppi tattici", costituiti da uomini presi dalle divisioni per supplire al vuoto delle riserve, che costituivano due reggimenti bersaglieri, alcune compagnie motociclisti, due battaglioni di semoventi L40 armati del pezzo 47/32 Mod. 1935, un battaglione guastatori, un battaglione Arditi e tre legioni di camicie nere. Questi gruppi avevano il compito di soccorrere le prime linee e rintuzzare le penetrazioni nemiche, ritenute altamente probabili giacché le deboli divisioni costiere presidiavano l'intero perimetro con una enorme dispersione: trentasei uomini per chilometro. A inficiare ulteriormente le capacità belliche del pur imponente schieramento italiano contribuivano le gravi deficienze di artiglierie, mezzi corazzati e motorizzati. Le truppe costiere, che per prime avrebbero dovuto contrastare l'assalto anfibio, soffrivano di una penuria allarmante di uomini, tanto che a fronteggiare l'8ª Armata (nella zona tra il porto di Catania, Porto Ulisse e Cassibile, circa 132 chilometri di costa) vi era la sola 206ª Divisione costiera con otto battaglioni, 215 fucili mitragliatori, 474 mitragliatrici, 34 mortai Mod. 35 da 81 mm, 56 cannoni (uno ogni 7 chilometri), 15 000 mine e due linee di filo spinato. Le artiglierie contavano 120 cannoni di medio calibro, 48 di piccolo calibro e il 10º Raggruppamento al comando del colonnello Ugo Bedogni, forte di 24 nuovi semoventi M.41 da 90/53, oltre a un battaglione di L40.

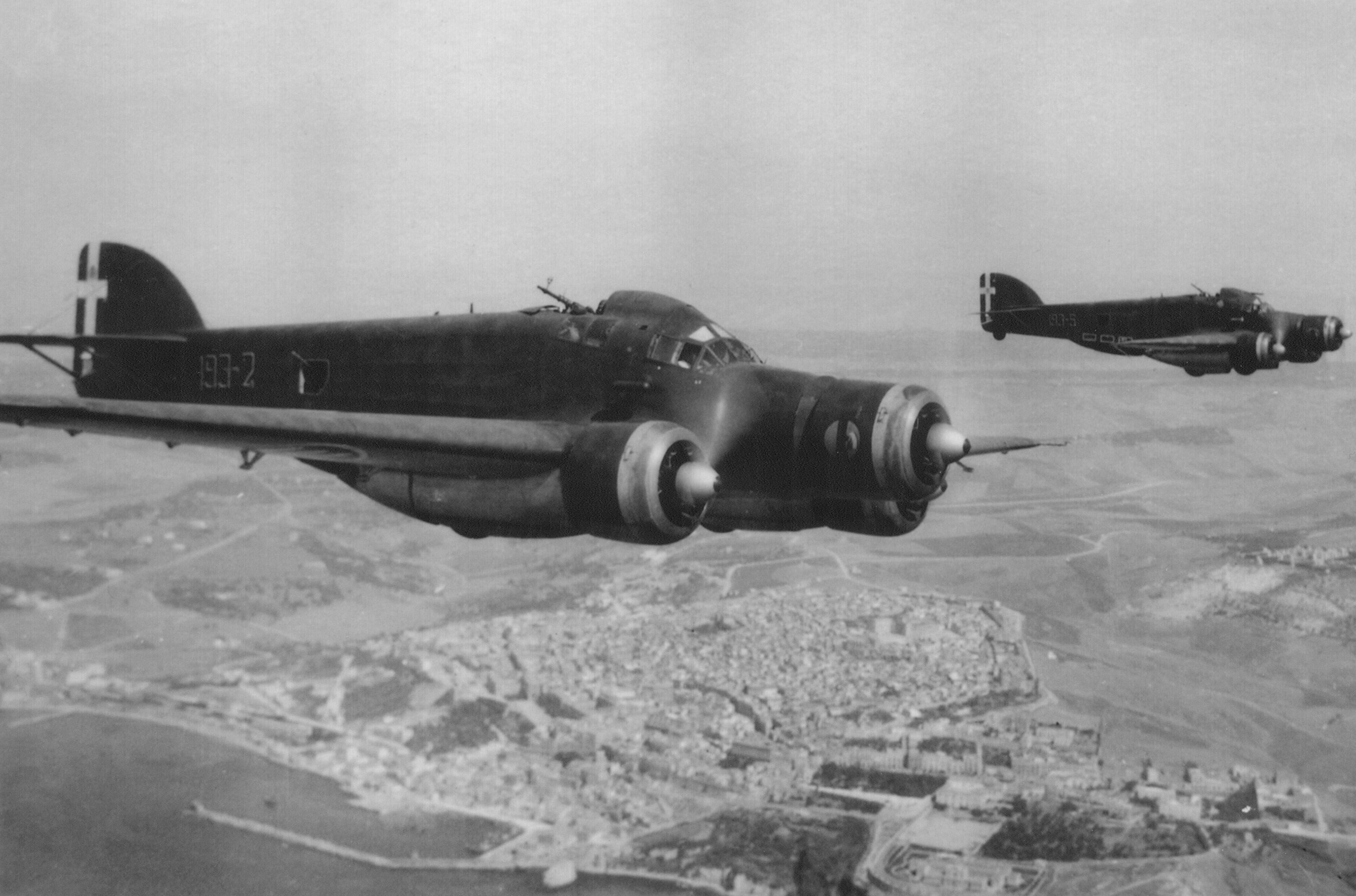
Due bombardieri Savoia Marchetti S.M. 79 della Regia Aeronautica sorvolano le coste meridionali della Sicilia

La situazione strategica delle forze italo-tedesche era complicata dalla confusa gestione del comando. La fanteria, la marina e la milizia italiane si erano litigiosamente spartiti i comandi e i pochi cannoni; dal generale Guzzoni dipendevano nominalmente sia l'ammiraglio Pietro Barone (capo della marina in Sicilia e comandante della piazza militare marittima di Messina-Reggio Calabria), sia il generale Adriano Monti, responsabile della poca aviazione della Regia Aeronautica e dei dodici aeroporti siciliani. Sotto Guzzoni fu posto anche il generale Friedrich-Wilhelm Müller, il comandante delle forze tedesche (15. Panzergrenadier-Division del generale Eberhard Rodt, Fallschirm-Panzer-Division 1 "Hermann Göring" del generale Paul Conrath, Kampfgruppe Schmalz del Generale Wilhelm Schmalz) e il luogotenente generale della MVSN in Sicilia Enrico Francisci. Nelle ore convulse dell'invasione tale frazionamento risultò in un coordinamento difettoso e fece mancare una collaborazione effettiva tra i comandi italo-tedeschi. Dal 26 giugno questo contingente tedesco, che riuniva anche circa 30 000 uomini della Luftwaffe, della sussistenza e dell'amministrazione, rispondeva al generale von Senger und Etterlin, inviato da Hitler come ufficiale di collegamento con la 6ª Armata. Dopo lo sbarco giunsero rinforzi tedeschi: il 12 luglio arrivò il 3º Reggimento della 1. Fallschirmjäger-Division e il 18 luglio la 29. Panzergrenadier-Division. Per dirigere tutte le forze tedesche, il 16 luglio fu trasferito in Sicilia il comandante in capo del XIV Panzerkorps, General der Panzertruppen Hans-Valentin Hube, che da quel momento diresse tutte le operazioni dell'Asse e relegò von Senger a un ruolo di collegamento con Guzzoni.

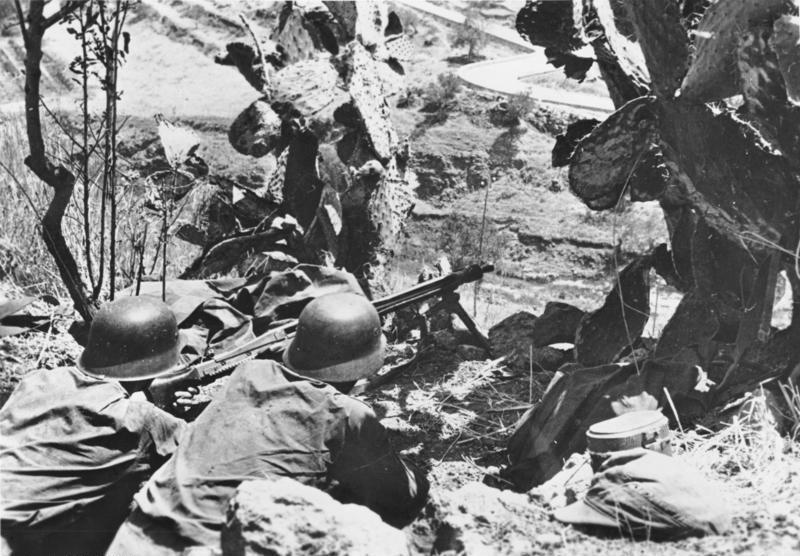
Mitraglieri tedeschi appostati su una gobba del terreno: l'arma è una MG 42

La Regia Marina, all'estate 1943, aveva oramai esaurito ogni energia; i tentativi di Mussolini di guadagnare tempo per mobilitare l'economia e potenziare le difese del paese erano palesemente falliti. Nel giugno 1943 ci fu un'impennata di perdite di naviglio mercantile (120 000 tonnellate circa) e, anche se l'Asse fosse riuscita a mantenere la Sicilia, il completo annientamento della marina mercantile italiana era ormai certo. Il capo di stato maggiore ammiraglio Riccardi disponeva ancora di tre corazzate, tre incrociatori e otto cacciatorpediniere, forze penalizzate dalla cronica mancanza di combustibile; in sostanza avrebbe potuto schierare a difesa dell'isola solo dieci motosiluranti. Nonostante questo, durante le fasi dell'evacuazione delle forze dell'Asse dall'isola, la Regia Marina riuscì a trasferire dalla Sicilia alla Calabria fra i 70 000 e i 100 000 uomini, 10 000 automezzi, 135 cannoni, 47 carri armati e 17 000 tonnellate di materiali, perdendo solo diciassette unità minori, nonostante la incontrastata supremazia alleata in cielo e mare.
Completamente insufficienti erano infine le forze aeree dell'Asse: nei vari aeroporti dell'Italia centro-meridionale erano schierati circa 800 velivoli tedeschi e 700 italiani, ma alla battaglia aerea sui cieli siciliani presero parte solo circa 200 aerei della Regia Aeronautica e 320 tedeschi. Poco prima dello sbarco giunsero sull'isola i piloti italiani del 4º Stormo che si impegnarono strenuamente e affiancarono i reparti da caccia della Luftflotte 2, comandata dal feldmaresciallo Wolfram von Richthofen. I tedeschi disponevano delle unità del Jagdgeschwader 27 e del Jagdgeschwader 77, che erano formate da piloti veterani ma nettamente inferiori numericamente, nonostante l'immediato rinforzo di formazioni dello Jagdgeschwader 51 trasferite dalla Sardegna.

## Gli sbarchi

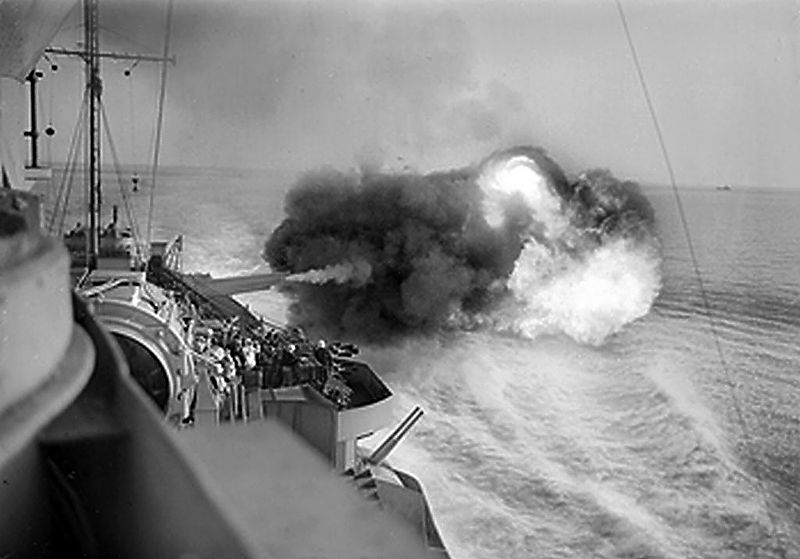
La HMS Warspite apre il fuoco contro le coste siciliane poco prima degli sbarchi anfibi

Nel pomeriggio dell'8 luglio i meteorologi al lavoro nelle Lascaris War Rooms, a Malta, avevano constatato che una massa d'aria polare avrebbe attraversato l'Italia diretta verso la Jugoslavia, con venti forti da nord-ovest per venerdì pomeriggio, che avrebbero probabilmente creato difficoltà di navigazione alle flotte alleate, la cui partenza era prevista nella notte tra venerdì e il D-Day, fissato per sabato 10 luglio. Venerdì, verso le 12:00, mentre la flotta si avvicinava al punto di incontro a Malta, il vento iniziò a spirare con forza e rese difficoltosa la navigazione soprattutto agli LCT, LCI e LST, che nel tardo pomeriggio si trovarono ad affrontare una vera e propria tempesta; alcuni uomini caddero in mare. Alle 18:00 i venti avevano raggiunto i 37 nodi e anche i cacciatorpediniere di scorta ebbero seri problemi di navigazione a causa dei cavalloni, ma le previsioni assicuravano che la tempesta si sarebbe presto placata: a sera, in effetti, il fortunale diminuì d'intensità e poco dopo la mezzanotte il vento calò a meno di dieci nodi, permettendo ai radar della nave ammiraglia della flotta da sbarco statunitense, la nave d'assalto anfibio USS Monrovia, di individuare la costa siciliana a meno di 22 chilometri di distanza. Il pilota del sommergibile HMS Seraph raccontò dopo la guerra che: «Fin dove il binocolo notturno mi permetteva di vedere, scorsi centinaia di navi avanzare ordinatamente, ciascuna nella posizione assegnata». La Monrovia, che aveva a bordo il generale Patton, il giorno 11 fu danneggiata nella sala motori da due bombe lanciate da uno Stuka che la mancarono di poco, facendo saltare delle saldature, e dovette rientrare ad Algeri con un carico di prigionieri italiani.
Nonostante il brutto tempo, prima un sommergibile, poi un ricognitore italiano e infine il comando della Luftflotte 2 comunicarono che sei convogli si stavano dirigendo su Capo Passero e su Gela. Alle 19:30 il generale Guzzoni ordinò lo stato di emergenza. Poco più tardi dagli aeroporti tunisini decollarono le centinaia di bombardieri che avrebbero trasportato fin sopra la Sicilia 2 075 paracadutisti britannici comandanti dal maggiore generale Hopkinson e 3 400 statunitensi guidati dal colonnello James Maurice Gavin.

### I lanci aviotrasportati

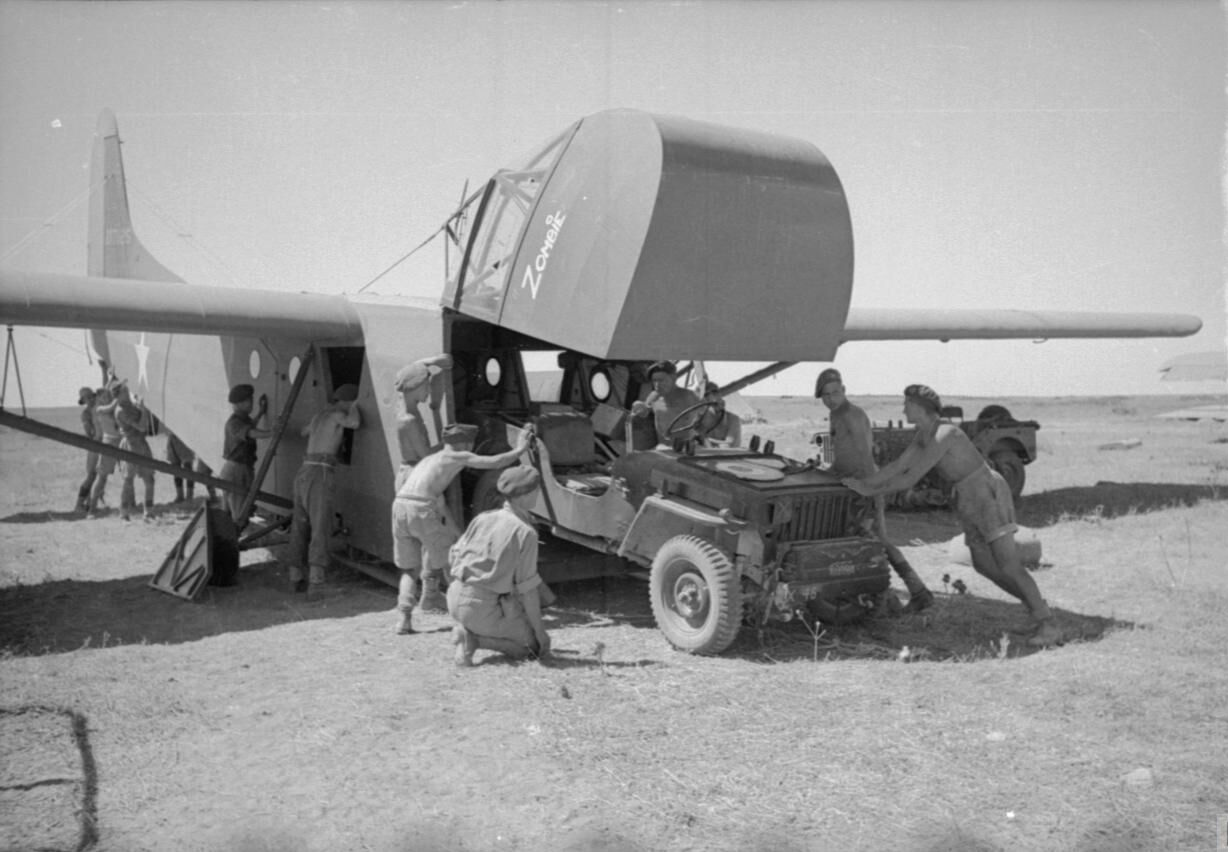
Uomini della 1st Airlanding Brigade in Tunisia, mentre caricano una jeep su un aliante Waco CG-4

Nella notte tra l'8 e il 9 luglio gli uomini del 505º Reggimento del colonnello Gavin salirono sui 226 Dakota. Il loro obiettivo era occupare i principali nodi stradali dietro Gela e impedire alle forze dell'Asse di attaccare con immediatezza e in massa le truppe della 1ª Divisione, che dovevano sbarcare, secondo i piani, alle 2:45. I soldati dell'82ª Divisione aviotrasportata erano inesperti, non avevano mai effettuato lanci notturni su vasta scala e anche quelli diurni erano stati funestati da numerosi incidenti, tanto che Gavin aveva ritenuto opportuno ridurre il numero delle esercitazioni a causa dei molti feriti. Anche i piloti degli aerei erano in pratica digiuni di addestramento al volo notturno, durante il quale era facile perdere quota, e la gran parte non aveva mai effettuato operazioni di sganciamento di carichi superiori al quintale e mezzo. Dalle basi di Qayrawan i piloti sorvolarono Malta e quindi virarono verso nord-nord-ovest puntando su Gela, ma il forte vento e la mancanza quasi totale di sicuri punti di riferimento disgregarono la formazione aerea, con solo una frazione dei bombardieri che raggiunse i punti di lancio prestabiliti; numerosi furono, invece, gli aviatori che scambiarono Siracusa per Gela, mentre altri ancora persero completamente la rotta e fecero scendere i paracadutisti in tutta la Sicilia sud-orientale, a volte anche a oltre cento chilometri di distanza dall'obiettivo. Alcuni, addirittura, si ritrovarono nel settore britannico e, visto che non si era pensato di imporre a tutte le truppe alleate le medesime parole d'ordine, furono accolti dal fuoco amico quando tentarono di comunicare con le unità anglo-canadesi.

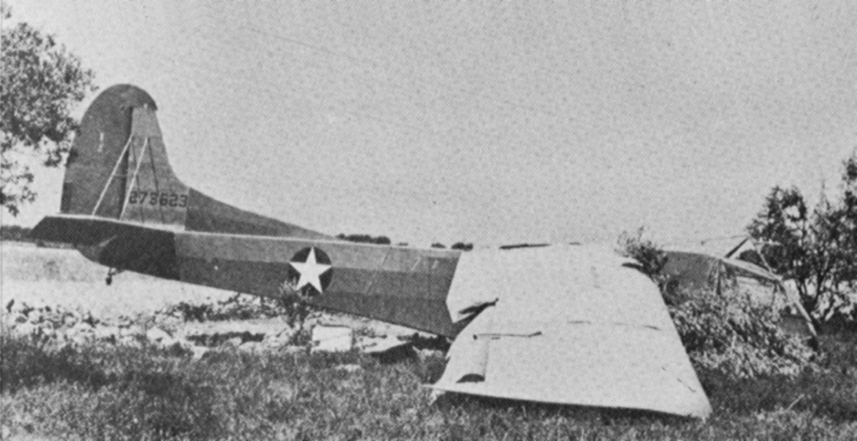
I resti di un Waco in Sicilia

Soltanto 425 uomini atterrarono nell'entroterra di Gela e di questi soltanto 200 si trovarono nella piana Lupo, una posizione fondamentale per proteggere gli sbarchi. Nonostante alcune azioni ardite e locali successi, il generale Ridgway dichiarò abortita l'operazione a causa dell'eccessiva ambizione, dello scarso addestramento e delle circostanze sfavorevoli.
Nel settore britannico fu impiegata per la prima volta in modo organico la 1st Airlanding Brigade della 1ª Divisione aviotrasportata del generale Hopkinson, fino ad allora coinvolta solo in operazioni di commando: si trattava di un reparto di fanteria da sbarco aereo trasportata su alianti, che doveva lanciarsi nei pressi di Siracusa nella notte tra il 9 e 10 luglio e assicurarsi Ponte Grande sul fiume Anapo, di alto valore strategico per la rapida avanzata della fanteria sulla città. Anche in questo caso l'operazione fu inficiata da contrattempi e dai venti contrari che spiravano sul canale di Sicilia; si ripeterono inoltre i problemi di pilotaggio, dovuti a un addestramento frettoloso e superficiale: in molti casi i piloti sganciarono gli alianti al traino dei bombardieri in posti molto distanti dall'obiettivo e gli stessi aviatori sugli alianti furono preda delle condizioni atmosferiche e della contraerea. Dei 144 alianti agganciati a 109 Dakota e trentacinque Albemarle (molti Waco più qualche Airspeed Horsa britannico), solo 55 atterrarono in Sicilia, spesso con esiti drammatici, mentre almeno 60 caddero in mare perché sganciati troppo lontani dalla costa; i rimanenti furono abbattuti oppure sparirono senza lasciare traccia. Perciò al cruciale assalto a Ponte Grande partecipò un solo plotone e non i previsti 500 uomini: la piccola unità agì con determinazione, prese il ponte e tolse le cariche di esplosivo predisposte. Al mattino di sabato 10 luglio il plotone era cresciuto fino a contare ottantasette uomini, ma i continui attacchi italiani portati dal 75º Reggimento Fanteria della Divisione "Napoli" al comando del colonnello Francesco Rocco e i tiri di mortaio mieterono molte vittime e a metà pomeriggio appena quindici uomini erano ancora in grado di combattere. Alle 16:00 circa i superstiti paracadutisti britannici si arresero e furono condotti a Siracusa, dove furono subito liberati da una pattuglia della 5ª Divisione britannica sbarcata nella notte. Per il comando supremo alleato l'operazione fu un successo, perché il Ponte Grande era rimasto intatto, ma si dovettero registrare oltre 600 morti, più della metà dei quali annegati.

### Il settore britannico

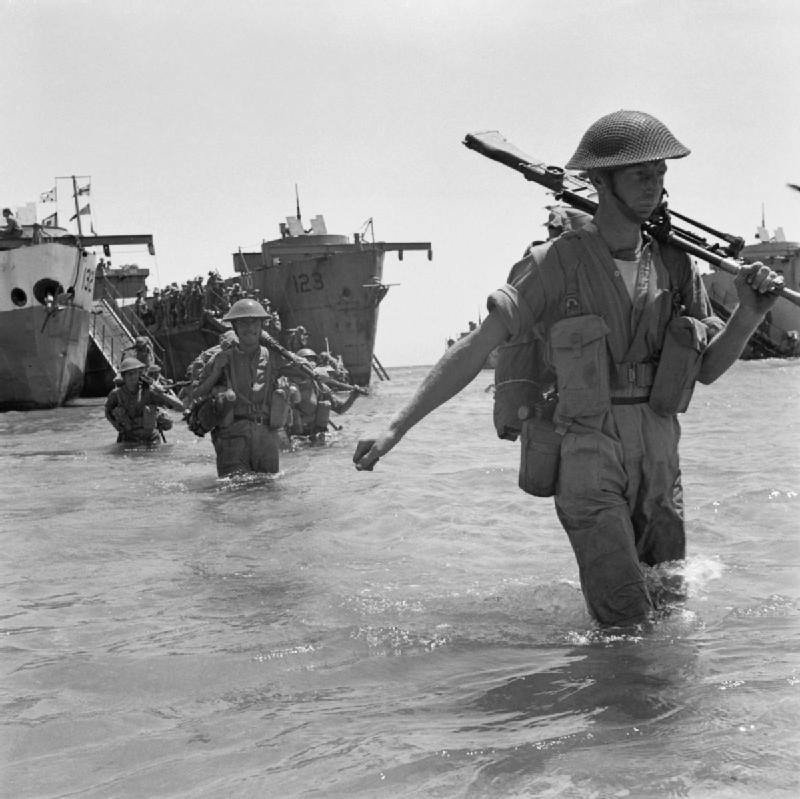
Truppe britanniche prendono terra sulle spiagge siciliane, 10 luglio 1943

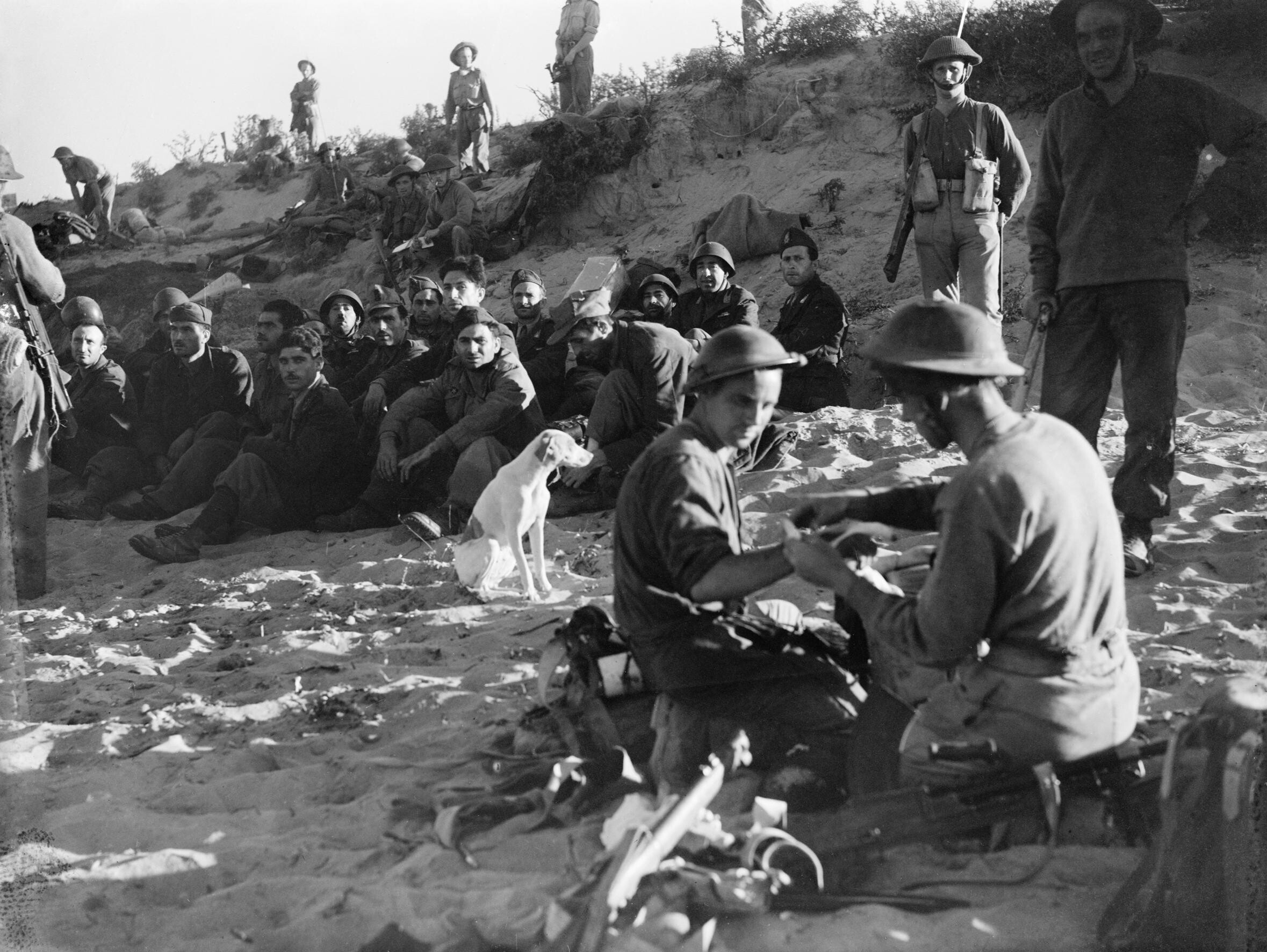
Prigionieri italiani e feriti britannici su una spiaggia del settore dell'8ª Armata

Il mattino presto del 9 luglio la ETF britannica si avvicinò alle coste della Sicilia e le navi da battaglia Nelson, Rodney, Warspite e Valiant iniziarono a sparare bordate sulle fortificazioni a riva; furono coadiuvate dalle numerose salve di razzi da 127 mm lanciati dagli LCT, che ebbero effetti devastanti non tanto sugli obiettivi quanto sul morale delle truppe italiane che, terrorizzate da una simile preparazione, si arresero ancor prima che l'ondata d'assalto britannica fosse sbarcata. I primi a toccare terra furono i commando mentre la 1ª Divisione canadese approdò sull'ala sinistra, nella penisola di Pachino, su un fronte di 10 chilometri; le tre divisioni britanniche (50ª, 51ª e 5ª) si diressero verso le spiagge a est e a nord. L'elemento caratterizzante degli sbarchi britannici fu senza dubbio il disordine e l'inesperienza degli uomini; i comandi della 50ª Divisione al largo di Avola ammisero una «certa confusione e mancanza di controllo»: i mezzi da sbarco persero la rotta, molti girarono intorno alle rispettive navi appoggio varie volte prima di rendersi conto della loro posizione e procedere con le operazioni. Un elemento che contribuì al caos complessivo fu il fatto che la maggior parte delle navi da trasporto avevano gettato l'ancora a 19 chilometri dalla costa invece degli 11 previsti, ingenerando notevole confusione tra le truppe e tagliandole fuori dal collegamento radio. Dopo aver preso terra, le unità della 50ª Divisione furono accolte da fuoco di artiglieria molto limitato, si ebbero poche vittime e trascurabili problemi sulle spiagge. Entro la mattinata i britannici conquistarono sia Noto sia Avola, quest'ultima difesa da circa settanta uomini del 374º Battaglione del maggiore Fontemaggi.
Più a est, nel settore della 5ª Divisione, un reparto di Commando dei Royal Marines entrò a Cassibile e una pattuglia del 2º Battaglione del Reggimento Northamptonshire liberò quindici "Diavoli rossi" prigionieri degli italiani mentre venivano condotti a Siracusa; toccò quindi agli uomini del 2º Battaglione del reggimento Royal Scottish Fusilier riconquistare Ponte Grande, poco prima che fosse fatto esplodere dagli italiani. Alle 21:00 i carri e le avanguardie della 17ª Brigata penetrarono a Siracusa accolti con stupore dalla popolazione: la notizia degli sbarchi si era diffusa fin dal mattino, ma durante tutto il pomeriggio la popolazione non aveva più avvertito nessun rumore della battaglia e si era diffuso il convincimento che il nemico fosse lontano.
Sul fronte d'invasione da Punta Castellazzo a Marzamemi, il XXX Corpo d'armata del generale Leese incontrò ben poca resistenza. La 51ª Divisione, presa terra nei pressi di Punta delle Formiche, superò facilmente il 243º Battaglione del tenente colonnello Cataldi, incaricato di presidiare i 34 chilometri di costa fra Vendicari e Punta Castellazzo: il reparto si sfaldò nei primi minuti di combattimento e numerosi soldati fuggirono, gettando via le armi; la divisione poté subito procedere verso Pachino. Sulla spiaggia di Marzameni, invece, il plotone del sottotenente Vincenzo Barone difese la posizione fino all'ultimo, venendo poi completamente annientato; anche i capisaldi del 430º Battaglione resistettero fino a sera inoltrata ed episodi di strenua resistenza si ebbero pure alla foce del torrente Cassibile, nelle località di Torre Cuba, Santa Teresa Longarini e Fontane Bianche. Tuttavia, la sproporzione in uomini ed equipaggiamenti giocò a sfavore dei difensori, che furono soverchiati. Sul fianco sinistro la 1ª Divisione canadese, appoggiata da una brigata dei Royal Marines, prese il campo d'aviazione di Pachino, malamente difeso dal 122º Reggimento del colonnello D'Apollonio. Nello stesso settore la 231ª Brigata del generale Urquhart penetrò in profondità fino a incontrare, nel pomeriggio, le avanguardie del XII Corpo d'armata italiano, il quale contrastò con un nutrito tiro d'artiglieria gli invasori: la sua resistenza fu spezzata dall'intervento dei cannoni navali e dalle squadriglie di Spitfire.
A metà mattinata il generale Achille d'Havet, comandante della 206ª Divisione costiera, entrò in azione con le ultime forze residue, ovvero il gruppo mobile F di stanza a Rosolini e il gruppo tattico "Sud" di stanza a Ispica, composto in gran parte da camicie nere: si trattava di poco più di 1 000 uomini, appoggiati da 38 mitragliatrici e sedici cannoni, ma carenti nelle dotazioni controcarri (appena otto pezzi) e nell'appoggio blindato, avendo solo dieci obsoleti carri armati leggeri. La formazione improvvisata combatté contro il grosso della 51ª Divisione, forte di cinquanta pezzi controcarro e che poté beneficiare del supporto sia di 156 carri armati medi M4 Sherman, sia delle numerose navi da guerra a ridosso della costa. Nonostante l'evidente disparità di forze, le truppe italiane si batterono ostinatamente fino al pomeriggio inoltrato, quando le pesanti perdite costrinsero il generale d'Havet a ordinare il ripiegamento.

### Il settore statunitense

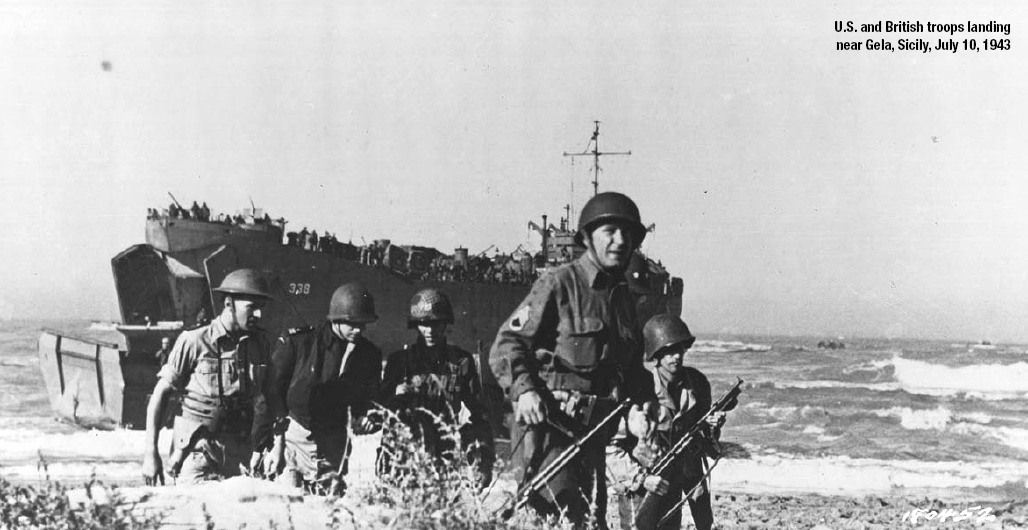
Sbarco di truppe statunitensi sulle spiagge di Gela

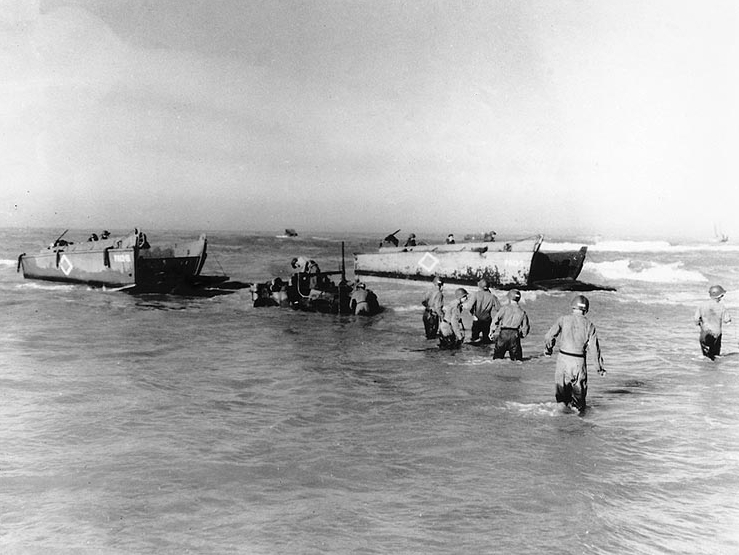
Truppe statunitensi sbarcano a Gela da due LCVP messi in mare dalla nave trasporto d'attacco USS Joseph T. Dickman

La 1ª Divisione fanteria del generale Lucas e due battaglioni ranger ("Forza X") erano stati incaricati di sbarcare nelle sei cale lungo gli 8 chilometri del litorale di Gela. Arrivate a circa 100 metri dalle spiagge, le imbarcazioni d'assalto che recavano a bordo il 26º Reggimento furono rapidamente inquadrate dalle artiglierie costiere e diversi LCVP furono colpiti e incendiati; gli italiani procedettero inoltre a far saltare in aria buona parte dei 300 metri del molo di Gela e iniziarono a sparare razzi illuminanti. Poco dopo i cacciatorpediniere e gli incrociatori di supporto aprirono il fuoco, cercando di distruggere i proiettori e ridurre al silenzio le batterie. Dalle 03:35, cinquanta minuti in ritardo rispetto alla tabella di marcia, i soldati statunitensi misero piede a terra in una sequenza confusa e disordinata: il tiro italiano e le correnti avevano scompaginato le formazioni e non pochi battelli approdarono a diversi chilometri dai punti prestabiliti oppure, tratti in inganno dalle secche, fecero scendere troppo al largo gli uomini che, gravati dall'equipaggiamento, annegarono. Tuttavia reparti di genieri raggiunsero la riva e si dedicarono metodicamente a recidere il filo spinato e creare varchi sicuri nei campi minati, operando sotto il fuoco delle mitragliatrici e i chiarori dei proietti illuminanti.
Giunta l'alba, ai comandanti statunitensi divenne chiaro che l'operazione si stava svolgendo nel caos più totale, in terra come in mare. Le condizioni atmosferiche, inoltre, non erano migliorate e grossi cavalloni avevano causato la rottura delle catene delle àncore di numerosi LST, i cui ponti si erano allagati; più vicino alla costa, un gruppo di LCI si era arenato su alcuni affioramenti a 30 metri dal litorale, obbligando gli uomini a raggiungerlo a bordo di canotti e senza alcuna copertura dal tiro italiano. La situazione non era però drammatica, giacché la resistenza nemica era diseguale; inoltre si dimostrarono particolarmente utili e apprezzati i DUKW, camion anfibi a tre assali con serbatoi galleggianti e doppia elica: più manovrabili e meno ingombranti dei mezzi da sbarco, garantirono l'afflusso di uomini, armi, rifornimenti e munizioni alle spiagge. La principale difficoltà che rallentò gli sbarchi a Gela fu rappresentata dagli insidiosi campi minati che costellavano le spiagge (Yellow Beach e Green Beach), sui quali decine tra DUKW, camion e bulldozer saltarono in aria; i rottami accumulati intralciarono poi il sopraggiungere delle successive ondate che, onde evitare ulteriori problemi, furono deviate poco più a sud su Red Beach. Qui, dalle 05:00 circa, sbarcarono gli uomini del 16º Reggimento fanteria appartenenti alla seconda ondata, che rimasero presto invischiati in una stretta testa di ponte congestionata da veicoli e truppe e bersagliata dalle batterie italiane, accortesi del nuovo cuneo statunitense.
La reazione dei difensori si palesò anche in cielo: all'alba un gruppo di velivoli tedeschi attaccò l'isolato cacciatorpediniere USS Maddox, che si trovava 25 chilometri al largo, in pattugliamento anti-sommergibile, che incassò alcune bombe da uno Junkers Ju 88, affondando in pochi minuti con solo ventiquattro superstiti tra l'equipaggio. Al mattino la situazione si stabilizzò e due reggimenti della 1ª Divisione riuscirono ad avanzare fra le dune a est di Gela, mentre i ranger della Forza X si spinsero dentro l'abitato, dove reparti della divisione "Livorno" opposero resistenza nei pressi della cattedrale e attorno a una batteria navale al margine occidentale della città. Dopo un paio d'ore di accaniti scontri e l'intervento dell'incrociatore leggero Savannah (che costrinse alla resa la batteria), Gela fu dichiarata sicura.

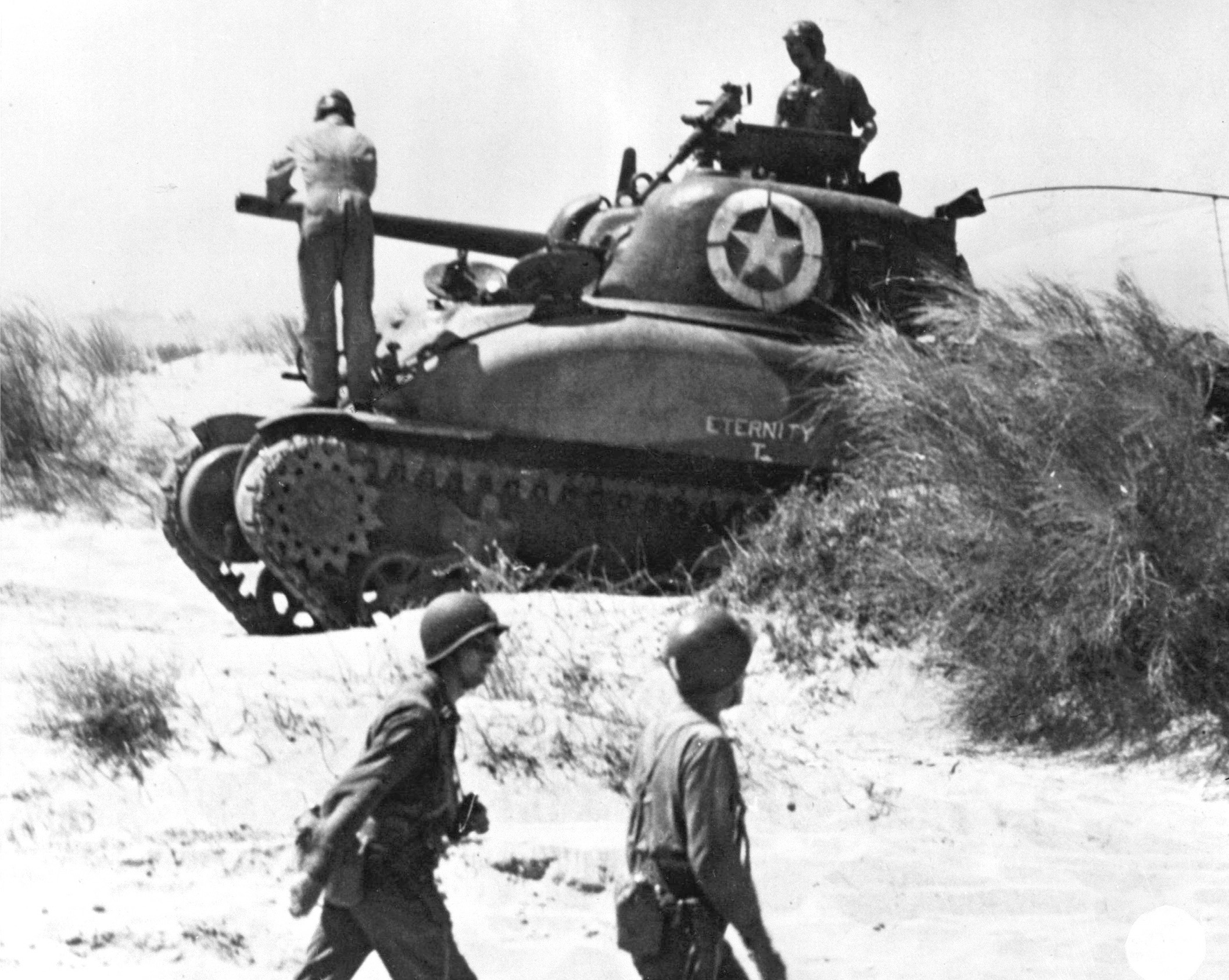
Sherman "Eternity" si fa strada verso l'interno dal settore Red Beach 2

Lo sbarco 25 chilometri più a ovest avvenne nelle spiagge a est e a ovest di Licata; fu decisamente più spedito e ordinato. La "JOSS Force", acronimo di Joint Operations Support System Task Force, guidata dal maggior generale Lucian Truscott comandante la 3ª Divisione, il battaglione ranger e il gruppo di carri della 2ª Divisione corazzata, incontrò debole resistenza; l'artiglieria italiana si manifestò con tiri sporadici e imprecisi e le spiagge non erano neppure minate. La costituzione della testa di ponte costò perdite umane tutto sommato lievi, limitate ai settori sulle ali dove i reparti lottarono contro la caparbia 18ª Brigata fanteria italiana, messa in rotta dal pesante fuoco navale. L'operazione fu inoltre facilitata da una spessa cortina fumogena stesa dalle navi e dal distruttivo cannoneggiamento preparatorio. Alle 02:57 la Green Beach, coincidente con la baia della Mollarella e la spiaggia Poliscia, fu calcata dai primi ranger e, nel volgere di un'ora, approdarono dieci battaglioni appoggiati da plotoni di carri armati. La resistenza variò a seconda delle spiagge; secondo la storia ufficiale statunitense, la resistenza maggiore fu incontrata sulle spiagge Red e Blue, dove i soldati statunitensi furono accolti da intenso fuoco di fucileria e di artiglieria (che comunque non impedì il raggiungimento degli obiettivi assegnati), mentre la resistenza fu scarsa sulle spiagge Green e Yellow. Nel giro di alcune ore tutte le spiagge vennero occupate e furono fatti prigionieri 2 000 italiani. Alle prime luci dell'alba, su un colle sopra Licata, sventolava la bandiera statunitense e alle 09:18 la flotta annunciò il completamento dell'obiettivo. Il generale Lucian Truscott sbarcò a mezzogiorno in punto per prendere personalmente il comando e installare il proprio quartier generale nel Palazzo La Lumia. Le forze navali soffrirono più perdite e difficoltà: il dragamine USS Sentinel, attaccato e fatto incagliare da alcuni caccia, ebbe sessanta tra morti e feriti, mentre i due cacciatorpediniere Swanson e Roe, inviati a investigare un contatto radar sospetto, entrarono in collisione dinanzi Torre di Gaffe e dovettero entrambi rientrare, non senza difficoltà, a Biserta.

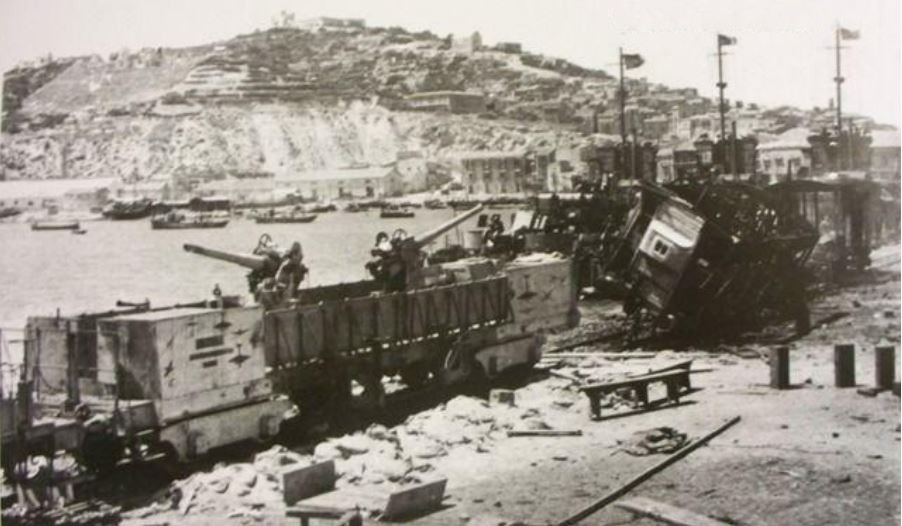
Il treno armato della Regia Marina T.A. 76/2/T distrutto dalle bordate del cacciatorpediniere USS Bristol al largo di Licata

La 45ª Divisione fanteria del maggior generale Middleton fu ostacolata nell'assalto anfibio al settore di Scoglitti da un mare particolarmente mosso, con onde alte fino a 4 metri che flagellavano le formazioni di navi d'assalto e imbarcazioni in avvicinamento all'insenatura aperta della cittadina, spazzata da forti venti occidentali. I cacciatorpediniere Knight e Tillman utilizzarono per la prima volta in combattimento munizioni al fosforo bianco, che accecarono e terrorizzarono i difensori italiani nelle casematte e nelle postazioni di artiglieria; le bordate degli incrociatori, più al largo, completarono il cannoneggiamento pre-sbarco. I venti e le correnti, nonché l'imperizia evidente dei piloti (i timonieri che si erano addestrati per mesi erano stati riassegnati al fronte del Pacifico all'ultimo momento), fecero sì che la prima ondata ponesse piede a terra nel posto sbagliato. Il mare mosso e la pur modesta reazione d'artiglieria italiana gettarono nel panico i marinai, che scorrazzavano lungo la costa per cercare un approdo ritenuto più calmo oppure le spiagge prestabilite, nascoste a intervalli dagli spruzzi delle onde e dal fumo del bombardamento.
Nelle disordinate manovre due LCI cozzarono e andarono a fondo, portando con loro trentotto uomini, mentre il 180º Reggimento fanteria fu sparso su 20 chilometri di costa; in un breve lasso di tempo numerosi mezzi da sbarco di vario tipo giacquero distrutti o allagati lungo la riva, incagliati al largo in banchi di sabbia non segnalati o spiaggiati dalla violenza del mare. Le operazioni di sbarco e scarico rifornimenti furono intralciate, più che dal tiro dei pezzi italiani, da una diffusa inefficienza: presto il fronte d'invasione della 45ª Divisione, diviso nelle spiagge Green Beach 2 e Yellow Beach 2, fu intasato da una tale quantità di equipaggiamenti, veicoli e imbarcazioni sfasciate, cannoni e reparti mischiati tra loro che fu giocoforza chiuderle e deviare le successive ondate in nuove località, dove furono inviati in tutta fretta nuclei di genieri. Costoro si misero subito all'opera, demolendo ostacoli, filo spinato e stendendo reti metalliche prefabbricate sulla sabbia, allo scopo di facilitare la trazione dei veicoli.
Alla sera del 10 luglio le tre divisioni americane avevano stabilito e consolidato teste di ponte tra Licata e Scoglitti senza soverchie difficoltà; a terra si trovavano 50 000 uomini e 5 000 veicoli. Le perdite furono limitate e il nemico sembrava disorientato e demotivato, anche se fino a quel momento le truppe statunitensi non avevano ancora incontrato unità combattenti tedesche.

### Fallimento dei contrattacchi dell'Asse

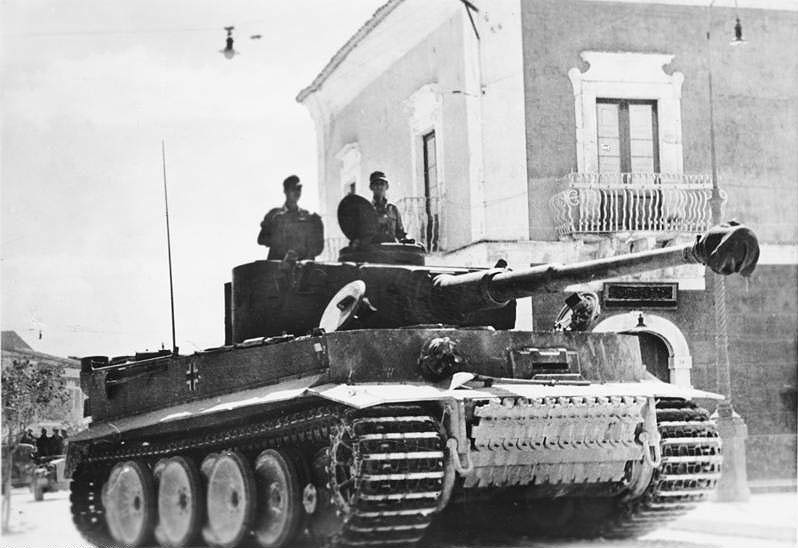
Tiger della divisione corazzata Hermann Göring in Sicilia

Poco dopo le ore 05:00 erano giunte al generale von Senger le prime informazioni sugli sbarchi alleati; tuttavia solo alle ore 07:00 arrivarono conferme e furono identificati nel settore di Gela l'area più pericolosa e il centro di gravità dell'azione nemica; pertanto il generale Guzzoni diede l'ordine al cosiddetto "gruppo mobile E" della divisione "Livorno" di contrattaccare scendendo da Niscemi su Gela. Il generale italiano prevedeva di impiegare a Gela anche la divisione corazzata "Hermann Göring", ma né von Senger né il generale Paul Conrath ebbero notizia dei piani del comando della 6ª Armata. La divisione tedesca era in stato di allarme fin dalle 22:00 del 9 luglio su iniziativa personale del generale Conrath, che non aveva comunicazioni dirette con Guzzoni: il comandante della "Hermann Göring" parlò per telefono con von Senger e i due ufficiali decisero, senza cercare alcun coordinamento con gli italiani, che la divisione corazzata contrattaccasse al mattino del 10 luglio. Conrath divise le sue forze in due Kampfgruppe che si misero in movimento alle ore 04:00: il Kampfgruppe del colonnello Urban, equipaggiato con i carri armati pesanti Panzer VI Tiger I, sarebbe dovuto avanzare lungo la strada secondaria che confluiva a Piano Lupo con la strada statale 115, mentre l'altro Kampfgruppe sarebbe sceso fino a nord di Biscari. I piani prevedevano di sferrare il contrattacco alle ore 09:00, ma il movimento delle truppe meccanizzate fu rallentato dall'azione dell'aviazione alleata, dalla confusione presente nelle retrovie e dalle difficoltà provocate dall'aspro territorio, attraversato solo da strade disagiate e strette.
La divisione corazzata "Hermann Göring" aveva subito gravi perdite in Tunisia ed era stata riorganizzata con soldati giovani; nonostante la sua fama di unità d'élite, era inesperta ed ebbe notevoli difficoltà durante la marcia di avvicinamento, che si svolse lentamente e nella confusione: a causa di errori tattici non venne mantenuto il necessario coordinamento tra i panzer e la fanteria meccanizzata e l'attacco alla fine venne sferrato con cinque ore di ritardo rispetto ai piani. Il Kampfgruppe corazzato scese da Niscemi verso sud e si scontrò a Piana Lupo con reparti della 1ª Divisione di fanteria e con i paracadutisti americani, mentre il secondo Kampfgruppe avanzò da est oltre il fiume Acate, ma l'attacco tedesco del 10 luglio si concluse con un pesante e costoso fallimento.

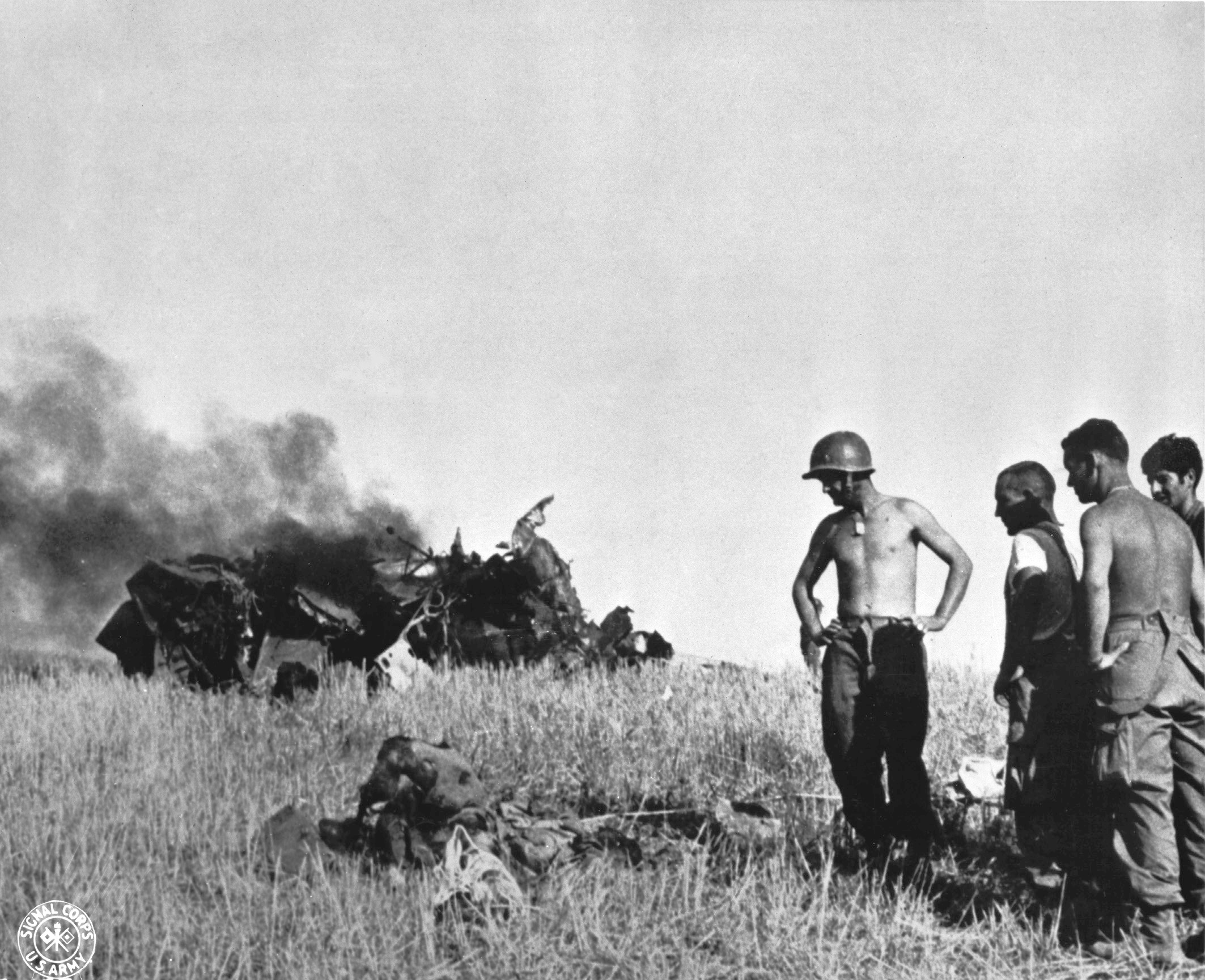
Soldati americani dinanzi al corpo di un pilota tedesco nei pressi di Gela, 12 luglio 1943

I panzer che discendevano da Niscemi furono duramente colpiti dal fuoco della fanteria e dei paracadutisti americani, sostenuti dal tiro dei cannoni delle navi alleate alla fonda nel golfo di Gela e, dopo aver subito perdite, ripiegarono verso nord; a est, il secondo Kampfgruppe della "Hermann Göring" perse i contatti con il grosso dei reparti del generale Conrath e il suo primo attacco fu respinto da un reggimento della 45ª Divisione di fanteria americana. Il secondo attacco del Kampfgruppe orientale fu meglio organizzato e in un primo momento i tedeschi ottennero qualche successo: un reggimento di fanteria americano fu sbaragliato e il suo comandante, colonnello Schaefer, catturato. Tuttavia ben presto intervenne un secondo reparto americano e i tedeschi vennero nuovamente respinti; ci furono fenomeni di panico e confusione tra i reparti della "Hermann Göring" in ritirata.
Il primo serio contrattacco italiano si ebbe intorno alle 10:30, quando una colonna di trentadue carri armati leggeri Renault R35 avanzò verso sud da Niscemi, ma finì in un'imboscata tesale da un centinaio di paracadutisti dell'82ª Divisione e poi dal fuoco dell'incrociatore USS Boise. Venti corazzati riuscirono a raggiungere la strada statale 115 per Gela, ma furono presi di mira dai cannoni del 16º Reggimento fanteria, e i carri italiani si ritirarono precipitosamente verso l'interno. Altri venti blindati italiani sulla statale 117, provenienti dalla base di Ponte Olivo, si diressero verso Gela ma furono colpiti dai proiettili da 127 mm del cacciatorpediniere Shubrick; solo dieci raggiunsero Gela, ma furono accolti dai bazooka e dai pezzi anticarro da 37 mm dei ranger statunitensi che obbligarono gli italiani a ritirarsi. Il monitore Abercrombie bombardò Niscemi con i suoi pezzi da 381 mm con lo scopo di bloccare le forze nemiche e prevenire ulteriori contrattacchi. Verso mezzogiorno Gela era ormai in mano statunitense.

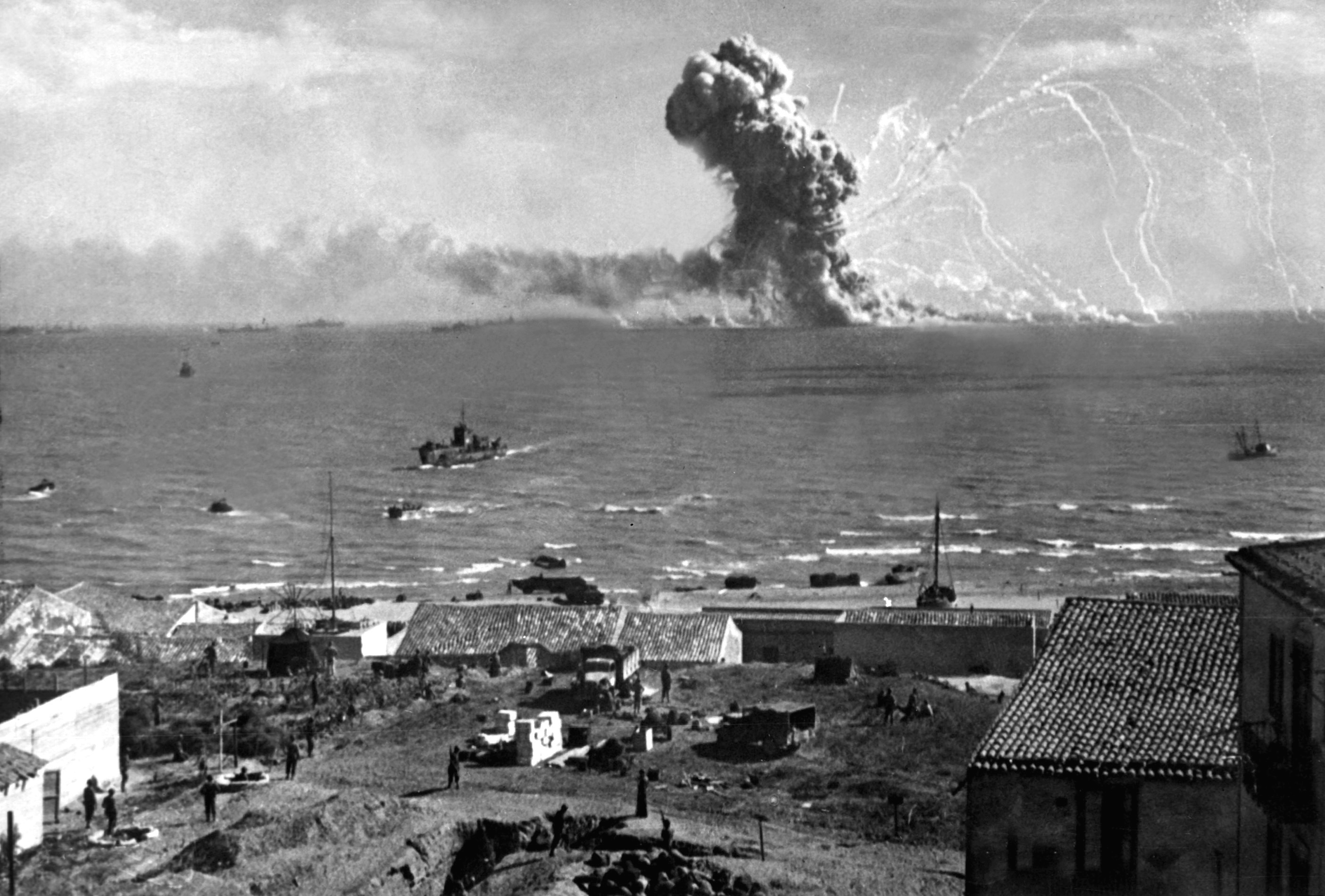
L'affondamento della nave tipo "Liberty" Robert Rowan, colpita l'11 luglio da un bombardiere tedesco dinanzi Gela

Nelle ore successive gli Alleati si impegnarono a rinforzare le teste di ponte; Truscott riuscì a rimettere in funzione il porto di Licata e far affluire i suoi carri armati, sul fianco destro la 45ª Divisione avanzò prendendo in consegna dai paracadutisti i centri di Vittoria e Santa Croce Camerina, un battaglione occupò Ragusa, dove avrebbe dovuto congiungersi con i canadesi che, tuttavia, non si fecero vedere. La zona più critica per gli statunitensi si rivelò il centro, dove la 1ª Divisione di Allen, nel tentativo di tenere Piano Lupo, veniva continuamente bersagliata dall'aviazione e dall'artiglieria dell'Asse, che ostacolava così le operazioni di scarico dei mezzi. Preoccupato per la situazione, Patton aveva richiesto per l'11 luglio l'invio del 504º Reggimento aviotrasportato dell'82ª Divisione per rinforzare la 1ª Divisione di fanteria. Il lancio di circa 2 300 uomini sarebbe avvenuto poco prima la mezzanotte, ma, nonostante le raccomandazioni, molti uomini, sia sulle navi sia a terra, non erano stati messi a conoscenza dell'arrivo dei velivoli amici: tutte le unità nei pressi di Gela erano sotto attacco da due giorni e in pochi erano stati addestrati a identificare correttamente i velivoli, soprattutto di notte. Alle 20:40 il primo C-47 sorvolò la testa di sbarco e gli aerei accesero i lampeggianti gialli di riconoscimento, ma a un certo punto una mitragliatrice sparò una raffica e, di riflesso, dalle spiagge e dalle navi si levò feroce il fuoco di contraerea. Le formazioni aeree si sparpagliarono nel tentativo di sfuggire al fuoco amico, ma ventitré aerei furono abbattuti e altri trentasette danneggiati: le vittime furono stimate in 410 in quello che viene ricordato come uno degli episodi più gravi di fuoco amico nelle guerre moderne.

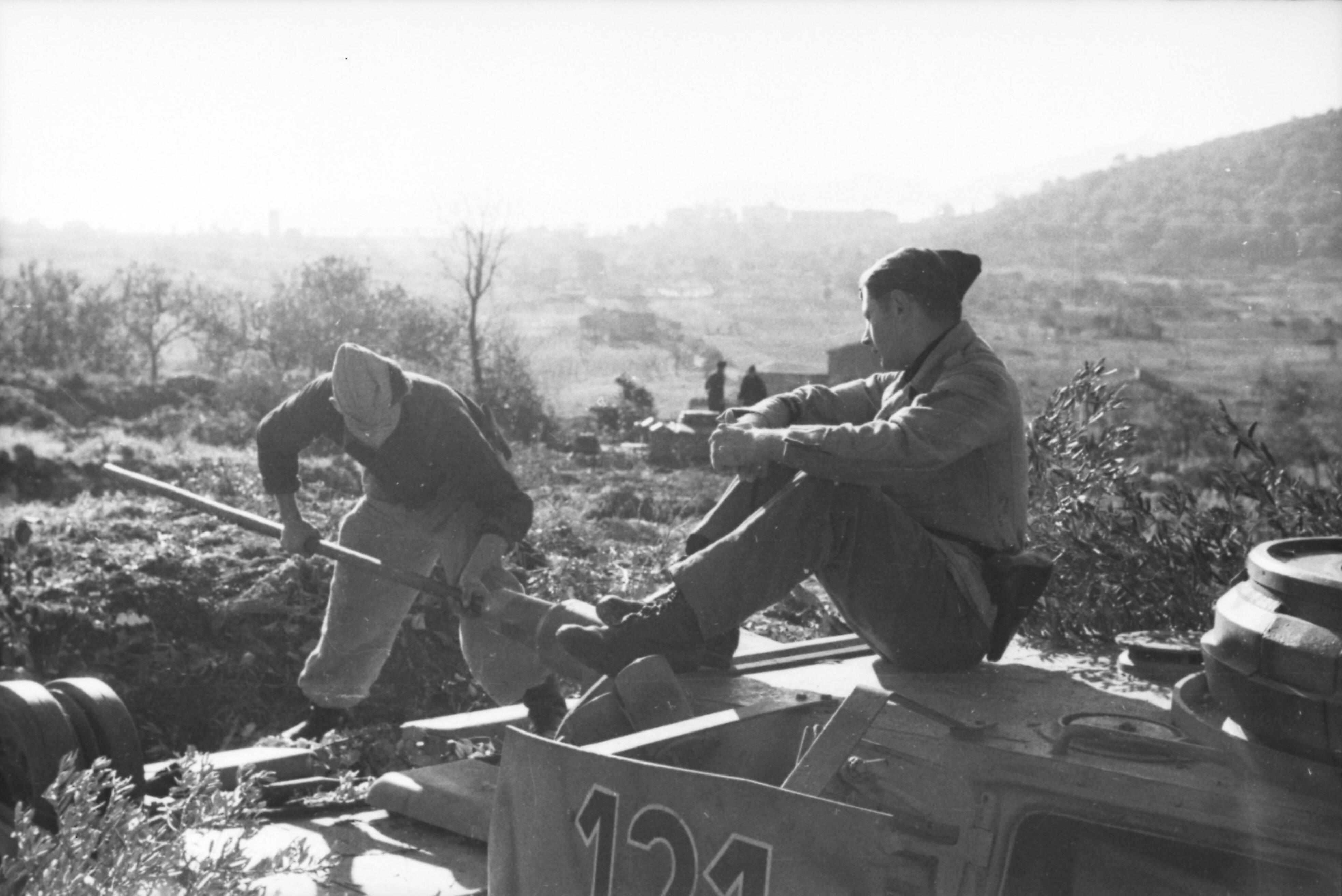
Personale tedesco durante la manutenzione di un Panzer III nell'entroterra siciliano

Durante la stessa notte dell'11 luglio i generali Guzzoni e von Senger si incontrarono per valutare la situazione: il generale tedesco propose di ritirare la 15. Panzergrenadier-Division dalla Sicilia occidentale e concentrare tutte le forze per un nuovo attacco alla testa di ponte americana; da Roma il feldmaresciallo Kesselring convenne con von Senger e ordinò di riprendere gli attacchi con tutte le forze italo-tedesche disponibili contro le truppe sbarcate a Gela. Il generale Guzzoni era pessimista e riteneva preferibile una ritirata metodica verso l'Etna, ma alla fine dovette obbedire alle disposizioni provenienti dagli alti comandi. La mattina della domenica 11 luglio 1943 il generale Conrath, che aveva riorganizzato le sue forze, ripartì all'attacco con tre colonne separate della "Hermann Göring" contro gli americani a Gela, mentre il generale Guzzoni diede ordine alla "Livorno" di attaccare Gela da ovest, per poi ricongiungersi con i panzer della "Hermann Göring" per avanzare congiuntamente contro la testa di ponte. Gli uomini di Conrath attaccarono in direzione di Gela alle 06:15, scontrandosi con i ranger di William Darby a Piano Lupo e con un paio di battaglioni del 26º Reggimento lungo la statale 117 fra Gela e l'aeroporto di Ponte Olivo, in mano alleata: gli statunitensi mantennero le posizioni e anche l'attacco della "Livorno" fu bloccato, ma la pressione maggiore fu esercitata da Conrath su Piano Lupo, dove egli stesso comandava le operazioni. Nel frattempo i paracadutisti di Gavin arrivarono da est, lungo la statale 115 Vittoria-Gela, e si scontrarono contro preponderanti forze nemiche che furono respinte; i corazzati di Conrath continuarono lentamente ad avanzare contro la testa di ponte, spingendosi con alcune unità fino a due chilometri dal mare, mentre i fanti della "Livorno" cominciarono ad avanzare verso Gela, difesa da due compagnie ranger. In questo frangente gli statunitensi richiesero l'appoggio dell'incrociatore Savannah, che colpì duramente gli italiani con i suoi pezzi da 152 mm, annientando definitivamente la "Livorno"; dopo poco si unirono anche il Boise e diversi altri, oltre agli obici da 105 mm, che i DUKW sbarcarono precipitosamente allo scopo di fornire la fanteria di armi capaci di minacciare i reparti corazzati del generale Conrath. Nonostante l'assenza di copertura aerea da parte della RAF, la 1ª Divisione riuscì a mettere in fuga i panzer, anche se non sfruttò l'occasione: invece che inseguire il nemico e sviluppare l'azione verso l'interno, gli Alleati si attardarono sulle spiagge, andando incontro a una possibile e pericolosa situazione di stallo.

## La battaglia per la Sicilia

### Intervento delle riserve tedesche

Postazione antiaerea della 29. Panzergrenadier-Division in azione nello stretto di Messina nell'estate 1943

Le notizie dell'invasione provocarono l'immediata reazione dell'alto comando tedesco, che mise subito in allarme la 1ª Divisione paracadutisti del generale Richard Heidrich, di riserva in Francia ad Avignone. Il giorno seguente il feldmaresciallo Kesselring giunse in volo sull'isola per riunirsi con Guzzoni e von Senger presso il comando della 6ª Armata a Enna e valutare personalmente la situazione; nonostante l'indole fiduciosa, il feldmaresciallo diede un giudizio negativo dell'andamento della battaglia e ritenne inevitabile abbandonare la parte sud-occidentale dell'isola; inoltre Kesselring, che aveva già fatto intervenire i reparti scelti di paracadutisti, informò Hitler che erano necessari ulteriori rinforzi con urgenza.
Il 14-15 luglio 1943 Hitler e l'alto comando tedesco presero le prime misure operative per rafforzare lo schieramento dell'Asse in Sicilia e impedire una rapida vittoria alleata: fu predisposto l'invio di numerose batterie anti-aeree per intralciare il predominio aereo del nemico e vennero date le prime disposizioni per il trasferimento nell'isola dell'eccellente 29. Panzergrenadier-Division, che ricevette gli ordini di movimento il 18 luglio. Fu inoltre attivato il quartier generale del XIV Panzerkorps che, al comando dell'energico e determinato generale Hans-Valentin Hube, un veterano della battaglia di Stalingrado, avrebbe dovuto subito assumere il comando di tutte le forze tedesche in Sicilia. Il feldmaresciallo Kesselring si incontrò a Milazzo lo stesso 16 luglio con il generale Hube e gli diede le prime disposizioni operative.

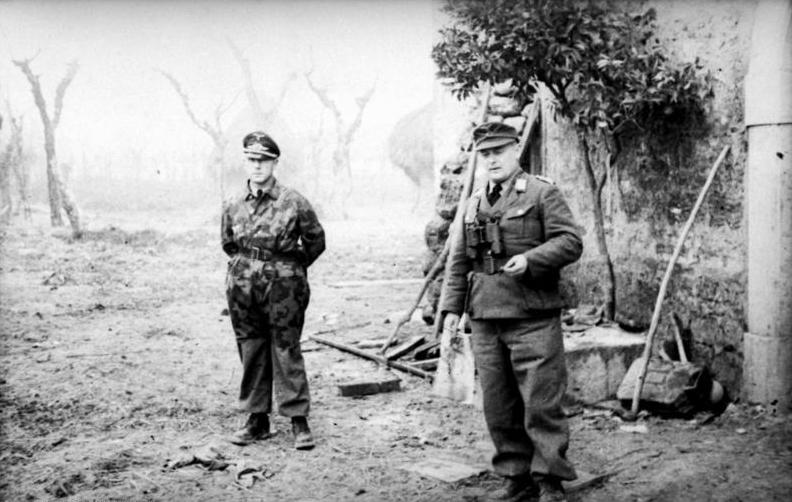
Il tenente colonnello Heilmann, a sinistra, e il generale Heidrich, a destra

Truppe tedesche attraversano su chiatte lo stretto di Messina per prendere parte alla difesa della Sicilia

Il comandante del XIV Panzerkorps avrebbe dovuto consolidare, con l'aiuto delle truppe tedesche in arrivo, una linea difensiva davanti al massiccio dell'Etna e bloccare un'ulteriore avanzata alleata. Kesselring riteneva tatticamente opportuno cedere terreno per salvaguardare le linee di comunicazione con il continente e, pur ottimista come sempre, non condivideva le opinioni di Hitler, che addirittura sperava di poter intrappolare in Sicilia le truppe alleate sbarcate tagliando le loro comunicazioni via mare; il comandante superiore tedesco promise al generale Hube ulteriori rinforzi, ma lo informò che stava prendendo in considerazione piani per una evacuazione generale: il compito del comandante del XIV Panzerkorps sarebbe stato quello di «rimandare il più a lungo possibile» la ritirata.
Hube era un generale aggressivo e non molto dotato di qualità diplomatiche: appena giunto sull'isola, aveva subito chiarito in un incontro con il generale Guzzoni che egli era responsabile solo di fronte al feldmaresciallo Kesselring e che in pratica avrebbe diretto tutte le operazioni dell'Asse nell'isola. Il comandante della 6ª Armata italiana non era in condizione di contestare le brusche affermazioni di Hube e si rassegnò ben presto a emanare solo disposizioni amministrative senza poter interferire nella condotta tattica della battaglia. Sul campo si verificarono dopo poco contrasti tra truppe tedesche e italiane: i reparti della 29. Panzergrenadier-Division, per migliorare la loro mobilità, si impadronirono con la forza, secondo gli ordini ricevuti, dei mezzi motorizzati di formazioni italiane non combattenti e vi furono scontri a fuoco tra i soldati dei due eserciti.
La sera del 12 luglio erano già atterrati a sud di Catania i paracadutisti tedeschi del 3º Reggimento dell'esperto tenente colonnello Ludwig Heilmann; questi reparti, partiti d'urgenza dalla Francia, furono lanciati con notevole precisione e si misero subito in movimento per rafforzare il fronte italo-tedesco. Due battaglioni si unirono con il kampfgruppe del colonnello Wilhelm Schmalz che sbarrava insieme ai resti della divisione "Napoli" le alture a nord-est di Augusta, mentre un altro battaglione di paracadutisti si schierò sulla destra di Schmalz in collegamento con i reparti della "Hermann Göring". Il 13 luglio arrivò direttamente sull'aeroporto di Catania un ulteriore battaglione di paracadutisti tedeschi, che si affrettò lungo la strada costiera in direzione del fiume Simeto; il reparto del capitano Laum schierò i suoi uomini due chilometri a sud dell'importante ponte di Primosole. Nel frattempo Heilmann aveva già incontrato il colonnello Schmalz, con cui aveva concordato di cooperare per difendere Lentini, che il 13 luglio fu attaccata in forze dai britannici della 50ª Divisione del generale Kirkman che tuttavia non riuscì a guadagnare terreno; anche l'attacco della 5ª Divisione britannica da sud-est fu fortemente contrastato da un reggimento di panzergenadier e da due battaglioni di paracadutisti.

### L'occupazione di Siracusa e la caduta di Augusta

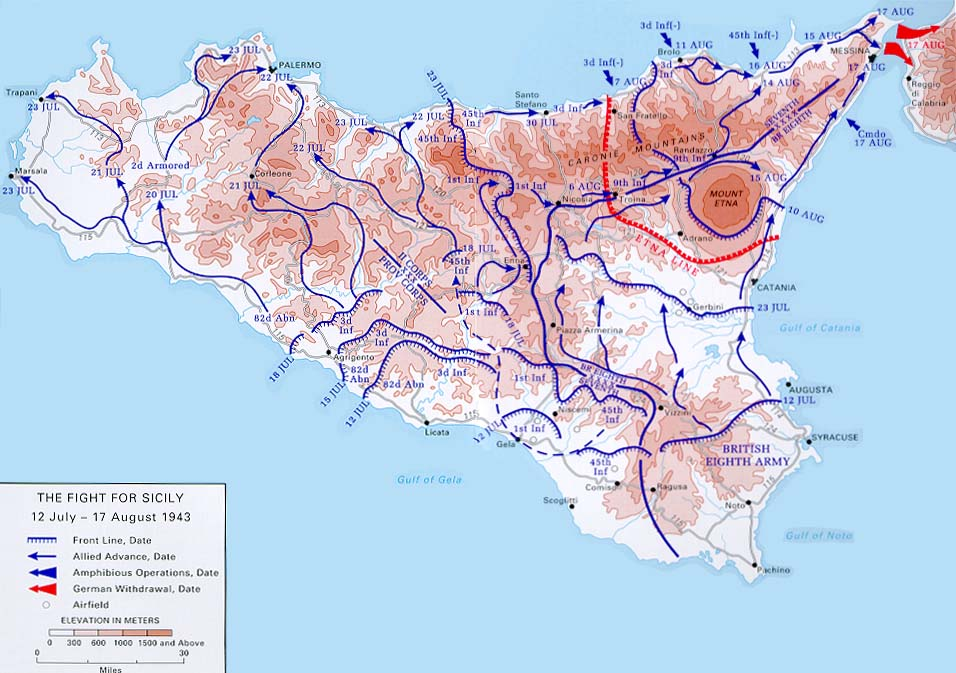
Le linee di avanzata degli Alleati in Sicilia

Il brillante successo degli sbarchi britannici aveva convinto il generale Montgomery che la situazione era molto favorevole e che sarebbe stato possibile avanzare audacemente in profondità; egli prevedeva un attacco principale verso Catania con il XIII Corpo d'armata del generale Dempsey, mentre una manovra secondaria sarebbe stata effettuata all'interno dalla Harpoon Force del generale Leese in direzione di Caltagirone, Enna e Leonforte. Montgomery era ottimista: il 12 luglio scrisse al generale Alexander che sperava «di catturare Catania intorno al 14 luglio».

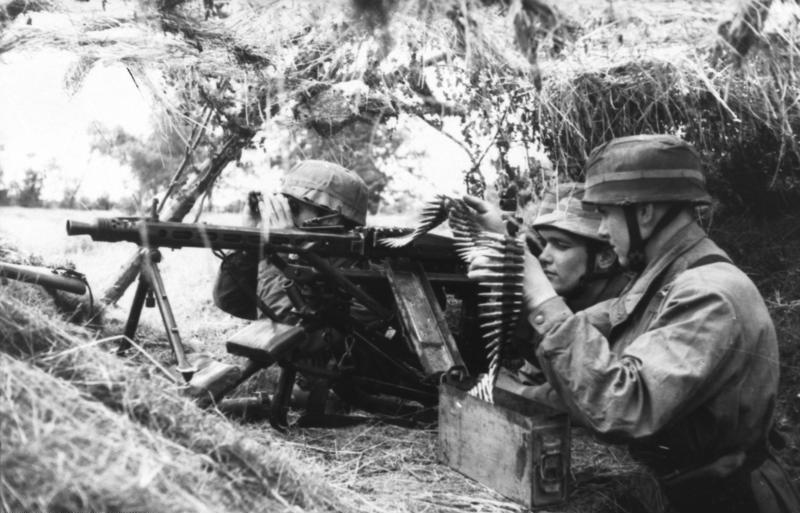
Fallschirmjäger armati di MG 42

Il 12 luglio cadde Augusta, che assieme a Siracusa rappresentava una piazza marittima di grande importanza operativa per Eisenhower, poiché questi porti dovevano servire per lo sbarco del grosso del corpo di spedizione alleato che avrebbe operato durante le fasi di avanzata verso Catania e oltre. Il fronte a mare di Augusta comprendeva il tratto litorale tra le due città portuali e rappresentava potenzialmente un serio impedimento alle operazioni alleate. Ma, nonostante i pericolosi cannoni da 381 mm, le numerose artiglierie costiere e contraeree e le fortificazioni di prim'ordine, la piazza di Augusta fu abbandonata dagli italiani senza neppur avere tentato di usare le artiglierie che impensierivano la flotta britannica. Infatti già dal 9 luglio, dopo i primi avvistamenti al largo della flotta d'invasione, secondo lo storico Giorgio Giorgerini gli uomini del presidio disertarono in massa e distrussero le fortificazioni di loro iniziativa, mentre il comandante Priamo Leonardi era assente, così quando le truppe aviotrasportate britanniche il 9 occuparono il ponte sul fiume Anapo, nell'immediato entroterra della piazzaforte, le batterie erano già deserte. La stragrande maggioranza degli italiani, dopo aver reso inutilizzabili le artiglierie e bruciato i depositi di carburante, depose le armi ancor prima che le navi britanniche si presentassero al largo di Augusta, lasciando la città e le strutture portuali pressoché abbandonate. Nell'entroterra di Augusta solo alcuni reparti italiani raccogliticci, guidati dal comandante della piazzaforte Leonardi, in collaborazione con alcuni reparti della "Göring", tentarono di contrastare sull'Anapo le truppe britanniche provenienti da Avola, ma la superiorità degli alleati fu schiacciante e, dopo aver occupato definitivamente il ponte sul fiume, il 13 entrarono ad Augusta. Quando la squadra navale dell'ammiraglio Thomas Hope Troubridge fece la prima puntata contro la piazza marittima la mattina del 12 luglio, solo uno stormo di Stuka della Luftwaffe comparve a difesa delle coste, colpendo il cacciatorpediniere Eskimo, ma nel pomeriggio, appresa l'assenza del nemico, la piccola squadra di Troubridge entrò nella intatta rada di Augusta senza incontrare resistenza.
Montgomery diede al XXX Corpo di Oliver Leese con i canadesi il compito di avanzare lungo la statale 124, detta Siracusana poiché attraversa l'hinterland di Siracusa, passando per i monti Iblei in direzione di Enna, nel tentativo di aggirare sulla destra i tedeschi e occupare l'importante snodo stradale e sede del comando della 6ª Armata italiana, mentre il XIII Corpo, con la 50ª Divisione del generale Kirkman, avrebbe attaccato lungo la costa in direzione Catania.
L'episodio di Augusta rientra nel contesto di sfascio generale in cui il Regio Esercito stava andando incontro già prima del 25 luglio, dettato dalla stanchezza della guerra, il desiderio di pace e la consapevolezza che la guerra fascista si era ormai rivelata un bluff, mentre le armate alleate rendevano sempre più evidente la loro possanza. Il 16 agosto, infatti, nel tentativo di prevenire le diserzioni di massa che si stavano prospettando in seno all'esercito in Sicilia, il comando del XIV Corpo d'Armata s'era visto costretto a emanare ordini draconiani contro i militari sbandati, i quali «specie quelli nati nell'isola, hanno abbandonato le divise acquistando abiti borghesi e hanno alterato le divise cercando di darvi una foggia borghese». Il comando aveva dichiarato disertori coloro i quali si fossero comportati in quel modo, ordinando di passarli per le armi.

### La battaglia nella piana di Catania

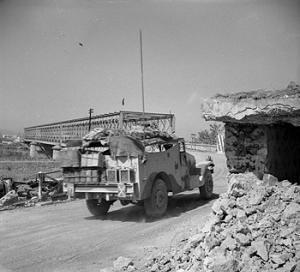
Un mezzo britannico si dirige sul ponte di Primosole dopo la conquista da parte alleata

Dopo la caduta di Augusta, tuttavia, l'avanzata dell'8ª Armata fu penosamente lenta, per diversi motivi: la strada che attraversava la piana di Catania si snodava in un territorio favorevole ai difensori e l'imponente rilievo dell'Etna permetteva agli italo-tedeschi di controllare tutti i movimenti dei britannici; inoltre, seppur molti aeroporti fossero già occupati dalla RAF, la Luftwaffe rappresentò per gli Alleati un pericolo ben maggiore di quanto non fosse la RAF per i nemici. Infine, il grosso delle difese tedesche si concentrò contro l'8ª Armata di Montgomery perché la piana di Catania rappresentava la via più breve per Messina: a tal proposito Guzzoni, von Senger e Kesselring avevano concordato un ripiegamento lento verso la posizione difensiva ancorata all'Etna, nota come "linea di San Fratello", con l'obiettivo di rallentare l'avanzata alleata e consentire l'evacuazione in forze verso le coste della Calabria.
Per prendere Catania era necessario occupare il ponte di Primosole sul fiume Simeto, un passaggio molto importante per avanzare verso la piana di Catania. Montgomery mise in atto l'operazione Fustain, condotta dalla 1ª Brigata paracadutista della 1ª Divisione aviotrasportata britannica, al comando del brigadier generale Gerald Lathbury, che avrebbe dovuto occupare il ponte e consentire il passaggio della 50ª Divisione. Nel pomeriggio del 13 luglio i paracadutisti partirono da Qayrawan, ma i "Diavoli rossi" non erano a conoscenza del fatto che ventiquattr'ore prima circa 1400 uomini del 1º Reggimento della 1ª Divisione paracadutisti tedesca erano partiti dalla loro base di Avignone per raggiungere una zona di lancio che distava all'incirca trecento metri da quella scelta dai britannici, e altri rinforzi tedeschi erano in arrivo per l'indomani.

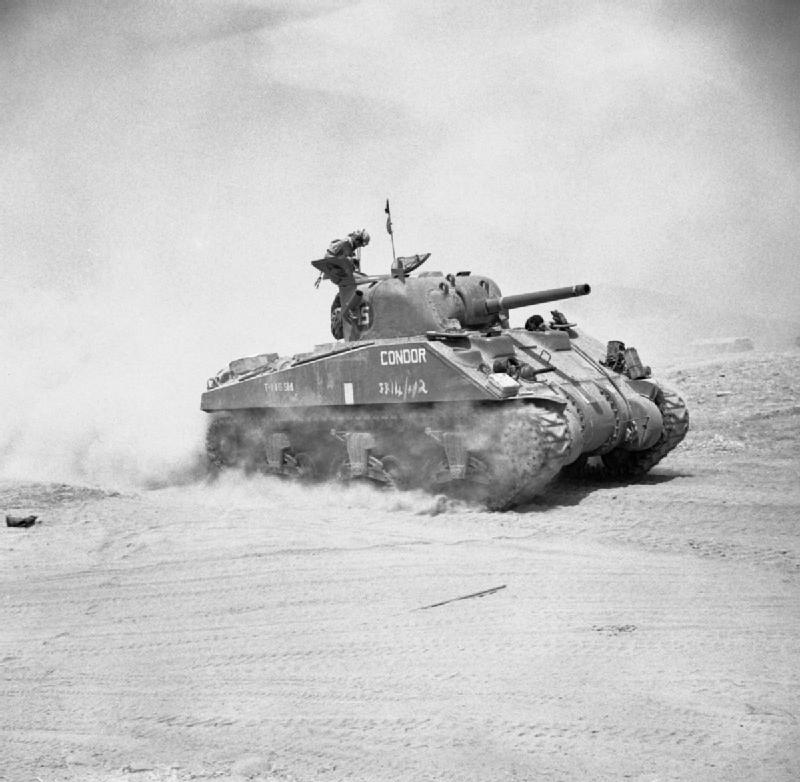
Uno Sherman britannico avanza verso Catania

Nella tarda sera del 13 luglio i Dakota giunsero in vista della Sicilia, ma prima furono accolti dalla contraerea delle navi alleate al largo di Malta, che non erano state avvertite, e quindi dal fuoco di contraerea tedesco. Molti aerei furono abbattuti, altri tornarono indietro con l'intero carico, mentre altri si dispersero, tanto che i paracadutisti e gli alianti atterrarono in una zona molto vasta, fino a trenta chilometri dall'obiettivo; meno di 200 uomini e tre cannoni anticarro giunsero sul ponte. Nonostante un'efficace resistenza, i paracadutisti britannici non poterono contrastare l'azione dei Fallschirmjäger e dei loro pezzi da 88 mm e, nel pomeriggio, dovettero ripiegare, lasciando il ponte in mano tedesca. I rinforzi britannici della 50ª Divisione furono rallentati dall'azione di retroguardia della "Hermann Göring" e quando finalmente giunsero, dopo una marcia di 32 chilometri con un caldo asfissiante, erano troppo spossati per attaccare e dovettero attendere l'arrivo dei carri Sherman del 44º Reggimento corazzato, coadiuvato dai calibri dell'incrociatore Newfoundland lungo la costa. Ci vollero comunque tre tentativi e quarantotto ore di combattimenti per sloggiare i difensori dal ponte di Primosole, con circa 500 perdite.

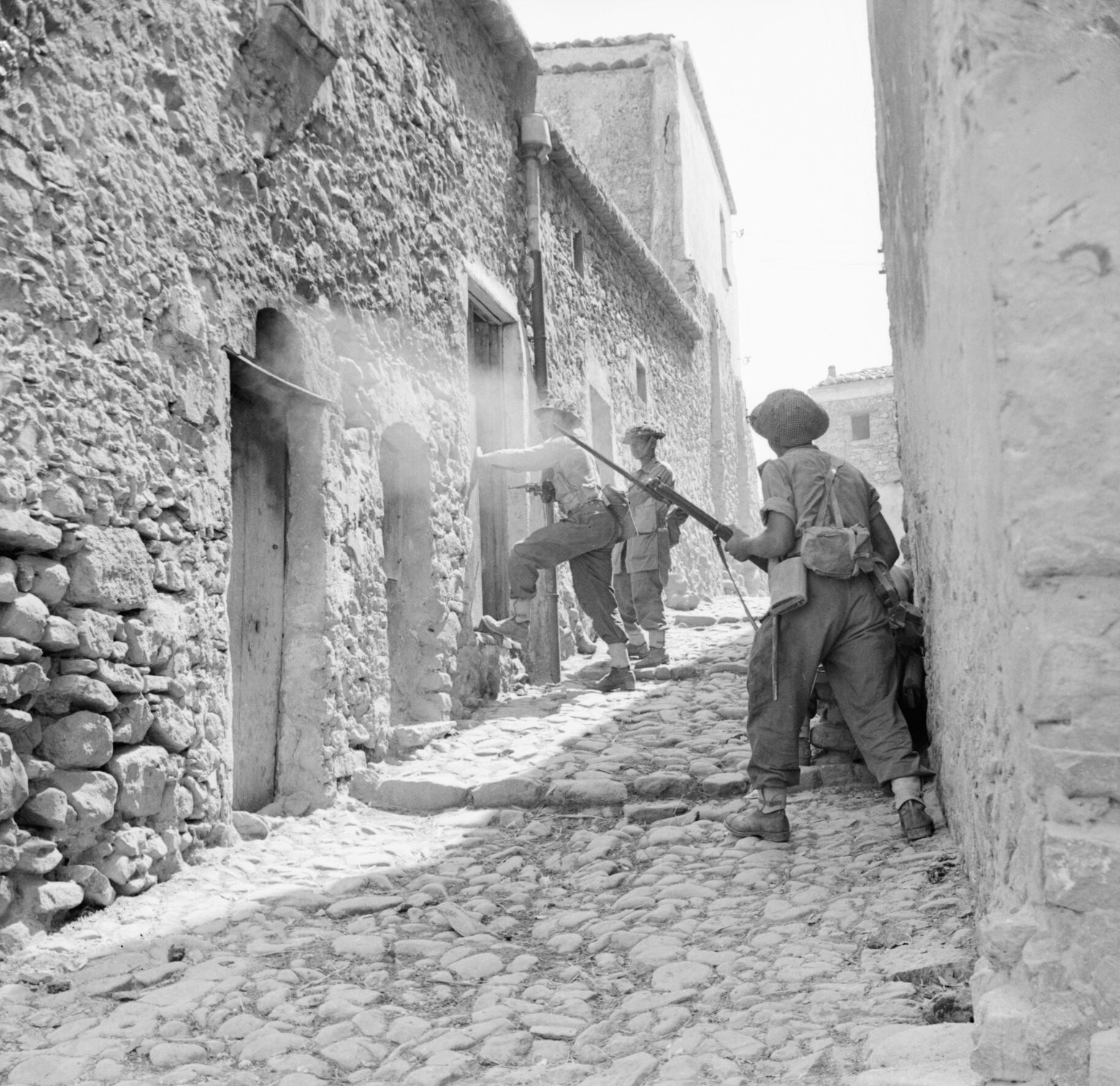
Uomini della 38th Irish Brigade, 6th Inniskillings Regiment durante le operazioni di rastrellamento di Centuripe

Superato il ponte e raggiunta la piana di Catania, la città eponima distava ora circa dieci chilometri e con i suoi aeroporti e il suo porto era ora l'obiettivo indispensabile per i rifornimenti di Montgomery. Ma gli attacchi della 5ª e della 50ª Divisione verso Catania (il cui porto, denominato E, era affidato al comando del gen. b. della riserva Azzo Passalacqua) furono sventati dai paracadutisti tedeschi e dagli uomini della "Hermann Göring" sistemati in posizione difensiva, favoriti dalle postazioni d'osservazione sopraelevate dell'Etna. Dopo una settimana di combattimenti arrivò dal Nordafrica la 78ª Divisione di fanteria britannica "Battleaxe" tenuta fino ad allora in riserva, che raggiunse il XXX Corpo di Leese: ora l'8ª Armata contava cinque divisioni e gruppi di brigata contro quattro divisioni tedesche e gli italiani ancora disposti a combattere. Assunto il 15 luglio il comando delle forze dell'Asse in Sicilia, il generale Hube, in linea con le direttive dello stesso Hitler, diede disposizioni affinché si mettessero in salvo le truppe tedesche creando una linea difensiva con l'Etna e le Madonie come bastioni naturali e Catania e Cefalù come vertici di un triangolo difensivo che culminava a Messina.
La mattina del 18 luglio Montgomery ammise che il grande balzo in avanti lungo la costa si era trasformato in uno stallo. L'8ª Armata aveva registrato 700 morti e 3 000 feriti e il generale inglese decise di ritentare una manovra d'aggiramento spostando a occidente il XII Corpo d'armata, frazionando ulteriormente le proprie forze. La 7ª Armata di Patton iniziava intanto la sua cavalcata verso Palermo, che si sarebbe conclusa il 22 luglio, data in cui Montgomery stava ancora combattendo per entrare a Catania; ciò comportò un cambiamento nei rapporti di forza tra le due armate: la 7ª Armata, le cui azioni erano prima subordinate alle forze britanniche, godeva ora di una posizione paritaria. Solo il 5 agosto Montgomery entrò a Catania dopo che la "Hermann Göring" fu autorizzata da Kesselring a lasciare la città, ma non senza aver dovuto sostenere accaniti combattimenti come durante la presa di Centuripe. I tedeschi abbandonarono la linea dell'Etna e si attestarono in posizioni più arretrate, formate soprattutto da numerosi bastioni difensivi disposti lungo tutta la penisola di Messina, iniziando nel frattempo le operazioni di evacuazione dell'isola.

### Avanzata statunitense su Palermo

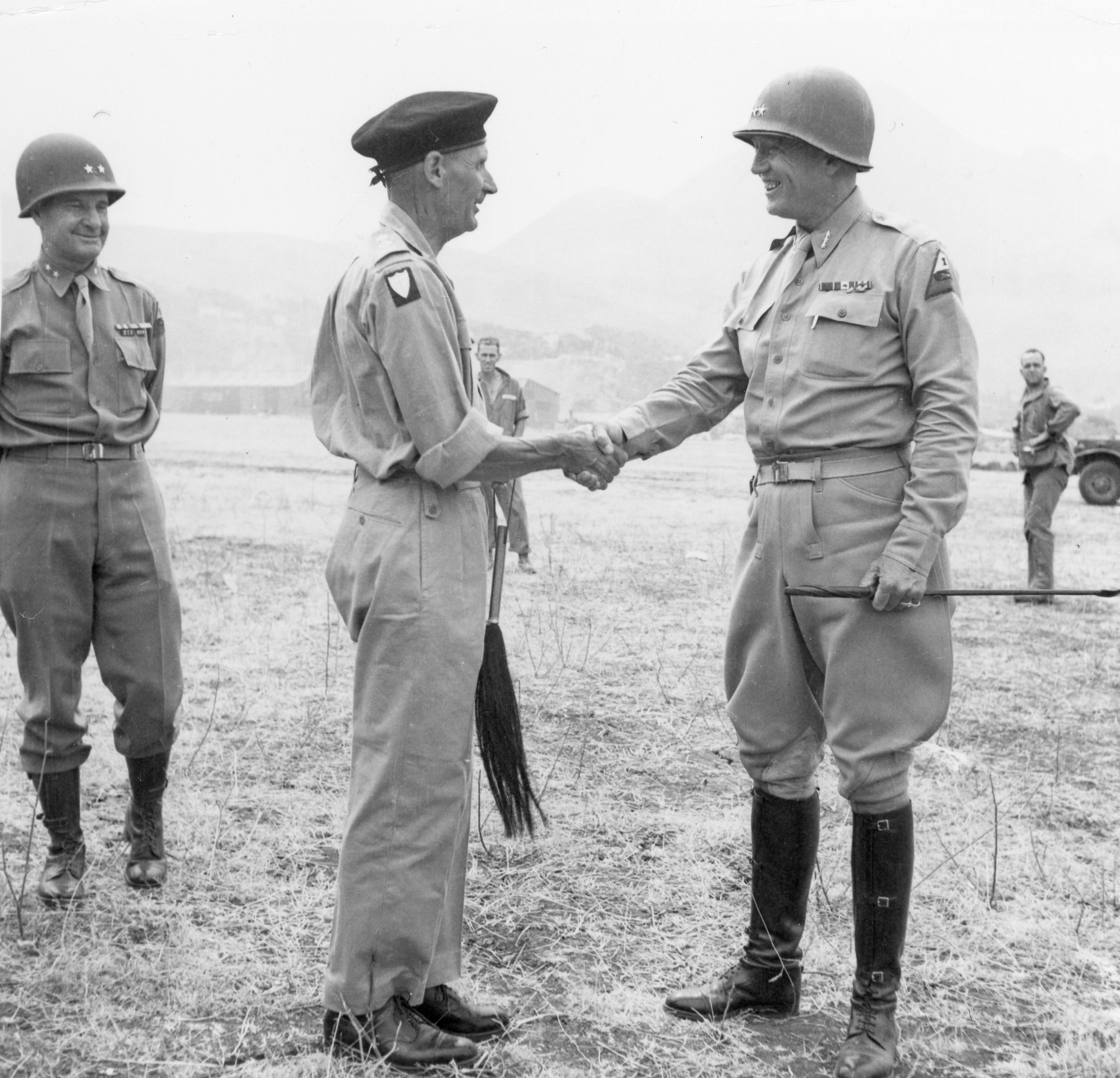
Il generale Patton riceve il 28 luglio 1943 Montgomery all'aeroporto di Palermo

Il generale Patton, aggressivo e determinato, aveva raggiunto tutti gli obiettivi iniziali previsti dal piano di operazioni alleato: il 14 luglio il 180º Reggimento della 45ª Divisione conquistò l'aeroporto di Biscari, macchiandosi però di un crimine di guerra quando in due situazioni distinte alcuni uomini del 1º Battaglione del reggimento uccisero a sangue freddo diverse decine di prigionieri, in maggioranza italiani, in quello che viene ricordato oggi come il massacro di Biscari. Il 16 luglio la fanteria americana e i ranger del colonnello William Darby conquistarono anche Agrigento e Porto Empedocle, catturando circa 6 000 prigionieri italiani. Molto irritato per il compito secondario affidatogli dal generale Alexander, Patton era deciso ad assumere un ruolo molto più attivo: il generale riteneva possibile marciare subito con la sua fanteria attraverso le montagne della Sicilia centrale e poi lanciare i mezzi meccanizzati della 2ª Divisione corazzata in un'audace avanzata direttamente su Palermo. Patton illustrò il piano al generale Truscott, comandante della 3ª Divisione fanteria, e quindi lo propose al generale Alexander, che tuttavia il 16 luglio confermò gli ordini: la 7ª Armata doveva rimanere ferma per proteggere il fianco sinistro di Montgomery impegnato nella battaglia nella piana di Catania. Durante un incontro diretto con Alexander a Tunisi il 17 luglio, il generale Patton fece forti pressioni, ma non riuscì a ottenere il suo consenso all'avanzata su Palermo.
Il generale Alexander tuttavia comprendeva che un'avanzata americana verso Enna sarebbe stata tatticamente utile, avrebbe alleggerito la pressione nemica su Montgomery, isolato la parte occidentale della Sicilia e, con la conquista di Palermo, reso disponibile un grande porto per migliorare il sostegno logistico alle sue truppe; egli ritenne anche che fosse preferibile concedere libertà d'azione al brusco generale americano e quindi finì per autorizzare un'avanzata della 7ª Armata al centro dell'isola. In realtà il generale Patton fece avanzare il II corpo d'armata del generale Bradley con due divisioni, 45ª e 1ª Divisione fanteria, in direzione di Enna come auspicato da Alexander, ma soprattutto costituì un raggruppamento provvisorio al comando del generale Geoffrey Keyes, formato dalla 3ª Divisione fanteria e dalla 2ª Divisione corazzata, che spinse direttamente verso Palermo; Patton mirava soprattutto ad ottenere un grande successo propagandistico per ambizione personale e per rivalità con Montgomery. Il generale Keyes diede inizio alla marcia su Palermo il 19 luglio; l'avanzata fu guidata dall'ottima 3ª Divisione di fanteria, bene addestrata a marciare rapidamente.

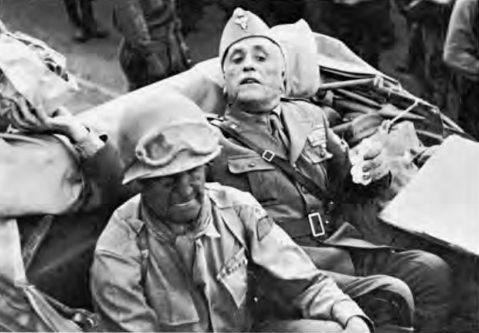
Il generale Keyes entra a Palermo insieme al generale italiano Molinero, consegnatosi prigioniero

Le truppe americane non incontrarono molta resistenza e avanzarono rapidamente, nonostante le difficoltà del terreno arido e montuoso; i reparti italiani erano in disgregazione e in gran parte si arresero: in settantadue ore la fanteria percorse circa 150 chilometri. Dopo aver occupato Corleone, fin dalla mattina del 22 luglio 1943 le avanguardie della 3ª Divisione di fanteria raggiunsero la periferia di Palermo, che appariva praticamente indifesa, a parte alcune demolizioni in corso nell'area del porto; alcune ore più tardi arrivarono anche i reparti meccanizzati della 2ª Divisione corazzata. Le difese italiane erano affidate al generale Giuseppe Molinero, che tuttavia non era intenzionato a tenere la città: la popolazione appariva favorevole agli Alleati e una delegazione di autorità locali si recò al comando dei reparti americani d'avanguardia per trattare la resa.
Nella giornata del 22 luglio alcune unità della 3ª Divisione fanteria e i carri armati del Combat Command A della 2ª Divisione corazzata del generale Gaffey entrarono a Palermo praticamente senza trovare opposizione; in mezzo alla popolazione festante, i mezzi corazzati americani presero rapidamente il controllo della situazione: il generale Molinero fu catturato e portato alla presenza del generale Keyes, che accettò la resa e poco dopo entrò in città insieme al generale italiano e si recò alle ore 19:00 nel Palazzo reale di Palermo. Il giorno dopo anche il generale Patton arrivò in città e ricevette una calorosa accoglienza dai prigionieri e dai civili italiani; i palermitani accolsero con grande soddisfazione l'arrivo degli americani. Il 24 luglio il generale Patton ritornò ad Agrigento e durante una conferenza stampa tracciò un bilancio trionfale della sua avanzata: oltre 6 000 soldati italiani erano stati uccisi o feriti e 44 000 erano prigionieri, 67 cannoni erano caduti in mano alle sue truppe. L'avanzata americana diede grande fama al generale Patton, e anche il generale Keyes ricevette riconoscimenti per la sua azione di comando; durante l'avanzata su Palermo le truppe statunitensi dimostrarono notevole addestramento e capacità nell'azione combinata di fanteria e mezzi corazzati.

### La linea di San Fratello

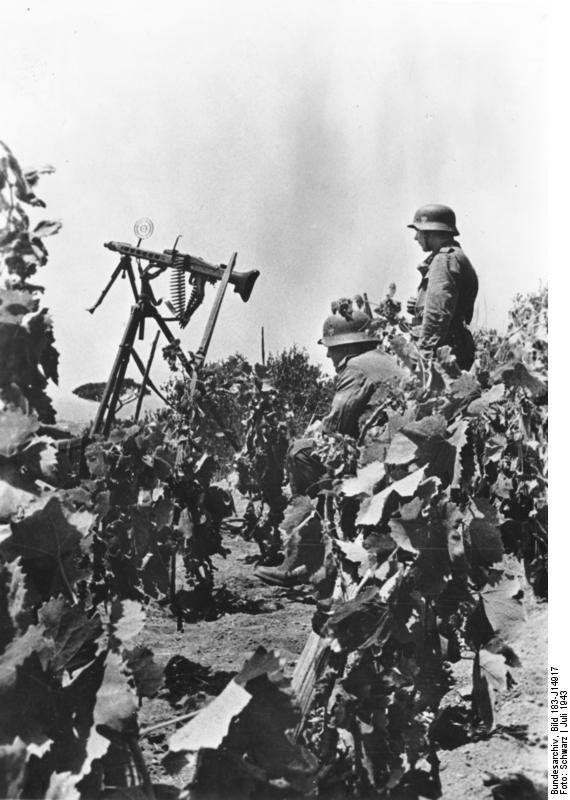
Mitraglieri tedeschi in posizione in un vigneto

La conquista di Palermo era stato un brillante successo per le truppe americane, ma dal punto di vista strategico la manovra aveva disperso l'armata di Patton: mentre il raggruppamento di Keyes era sparpagliato nella Sicilia occidentale, rimaneva disponibile per l'offensiva più importante contro le linee difensive tedesche nella Sicilia nord-orientale solo il II corpo del generale Omar Bradley che il 22 luglio era ancora impegnato a raggiungere i suoi obiettivi tattici. Mentre la 45ª Divisione del generale Middleton marciava su Termini Imerese, la 1ª Divisione del generale Terry Allen aveva occupato Enna dopo uno spiacevole incidente con le truppe britanniche del XXX Corpo del generale Leese che erano state ugualmente dirette contro la città: mentre i britannici deviavano verso est, gli americani entrarono a Enna e quindi il 23 luglio raggiunsero Petralia Sottana prima di proseguire lungo la strada 120 in direzione di Troina.
Il 27 luglio, due giorni dopo la caduta del Fascismo, il generale Hube ricevette per la prima volta l'ordine dell'alto comando tedesco di iniziare i preparativi per una ritirata generale delle sue truppe attraverso lo stretto di Messina; Guzzoni si era affrettato a garantire la sua collaborazione e la fedeltà all'Asse delle sue truppe, ma in realtà il generale italiano era favorevole alla destituzione di Mussolini e in pratica non dirigeva più la difesa della Sicilia. Hube aveva il pieno controllo della situazione e prendeva in totale autonomia le decisioni tattico-operative. Le truppe tedesche continuavano a opporre forte resistenza lungo tutto il fronte e il comandante del XIV Panzerkorps riuscì nell'ultima settimana di luglio a consolidare la sua linea difensiva che dalla piana di Catania e Adrano raggiungeva Troina e quindi continuava con la cosiddetta "linea di San Fratello" fino alla costa settentrionale dell'isola.

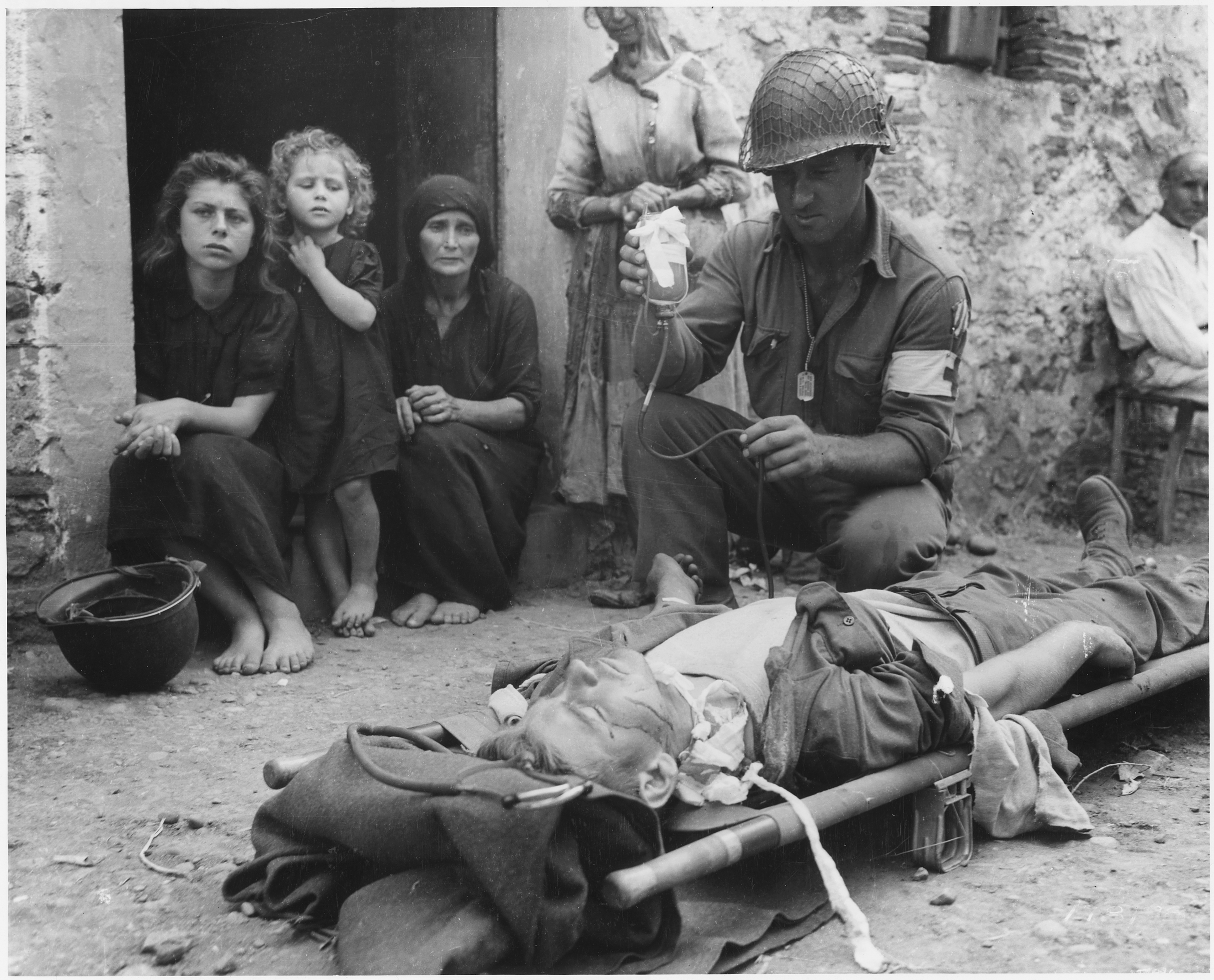
Un soldato statunitense soccorre un ferito

Il generale Hube aveva fatto intervenire la veterana 29. Panzergrenadier-Division del generale Walter Fries per difendere la linea di San Fratello, mentre l'impervio settore di Troina era sbarrato dalla 15. Panzergrenadier-Division. A sud-est di Troina fino alla piana di Catania era in combattimento la Panzer-Division "Hermann Göring" che, rafforzata dalle unità di paracadutisti, continuava a opporre forte resistenza; la situazione complessiva del fronte dell'Asse, a causa della netta inferiorità di uomini e mezzi e della mancanza di supporto aereo, rimaneva difficile e poteva sembrare anche disperata, ma i reparti tedeschi erano esperti e agguerriti e non mostravano segni di cedimento.
Anche in quest'ultima fase della campagna in Sicilia il comando alleato fu intralciato dall'accesa rivalità tra Patton e Montgomery, che si impegnarono nella cosiddetta "corsa per Messina"; in realtà gli anglo-americani subirono numerosi scacchi tattici nell'ultima fase della battaglia e furono necessari aspri combattimenti prolungati per quasi tre settimane per raggiungere lo stretto. I tedeschi si batterono con abilità per guadagnare tempo e preparare l'evacuazione, disposta infine da Kesselring l'8 agosto. Nei giorni precedenti le truppe tedesche difesero con successo la linea di San Fratello: la 29. Panzergrenadier respinse gli attacchi della 45ª Divisione di fanteria americana per una settimana e mantenne il possesso di San Fratello fino al 7 agosto, obbligando Patton a ritirare l'esausta unità e sostituirla con la 3ª Divisione di Truscott.
La 15. Panzergrenadier del generale Rodt invece combatté la violenta battaglia di Troina contro la 1ª Divisione di fanteria americana del generale Terry Allen dal 31 luglio al 5 agosto. Le truppe tedesche, rafforzate da reparti italiani della divisione "Aosta", si erano fortemente trincerate e avevano opportunamente sfruttato le asperità dell'arido terreno roccioso e quindi i primi attacchi americani furono duramente respinti. Il comando del generale Allen non si aspettava una forte resistenza e non concentrò subito i suoi reparti, che furono impiegati in successione e subirono pesanti perdite contro i capisaldi nemici; i granatieri tedeschi sferrarono numerosi contrattacchi e mantennero le posizioni fino al 5 agosto: alla fine la forze americane, rinforzate da reparti della 9ª Divisione fanteria appena sbarcati a Palermo e sostenute dal fuoco dell'artiglieria e dai bombardamenti aerei ebbero la meglio. La 15. Panzergrenadier perse il 40% dei suoi effettivi ed era completamente priva di sostegno aereo dopo che la Luftwaffe aveva abbandonato le basi siciliane; la notte del 5 agosto evacuò Troina dopo che il generale Rodt ebbe ottenuto l'autorizzazione da Hube.

### La "corsa su Messina" e l'evacuazione tedesca
Ancor prima della ritirata da Troina della 15. Panzergrenadier-Division e da San Fratello della 29. Panzergrenadier-Division, anche le linee dell'Asse a sud di Catania avevano dovuto cedere terreno di fronte alla crescente e continua pressione delle truppe britanniche del generale Montgomery. Il 4 agosto i paracadutisti del generale Heidrich e il Kampfgruppe Schmalz rinunciarono a difendere ulteriormente il settore di Primosole e abbandonarono Catania, mentre il 6 agosto altri reparti della Panzer-Division "Hermann Göring" evacuarono la città di Adrano.

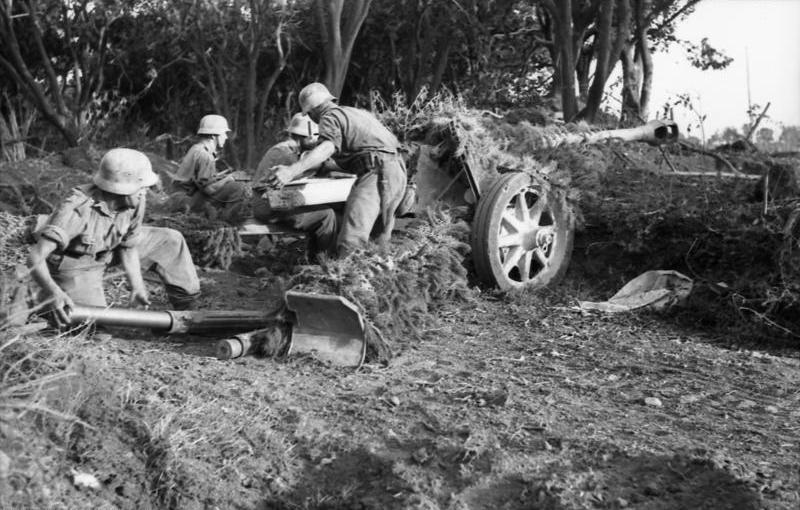
Artiglieri tedeschi in azione con il loro cannone da 7,5 cm

Lentamente ma inesorabilmente le due armate alleate iniziarono ad avanzare verso Messina, con una "corsa" tra i due generali per entrare per primi in città. L'ala destra di Montgomery, che era rimasta immobilizzata per più di due settimane nei combattimenti verso Catania, marciò lungo la statale 114, seppur in modo incostante; nel contempo l'ala destra di Patton avanzò lungo la statale 120 dell'Etna con in testa la 9ª Divisione di fanteria, che aveva sostituito una esausta 1ª Divisione, e lungo la costa sulla statale 113 con la 3ª Divisione. Più le armate si inoltravano nell'imbuto della penisola messinese, più il fronte si restringeva, consentendo ai tedeschi di impiegare sempre meno truppe a protezione della ritirata. Gli alleati, dal canto loro, per rallentare i tedeschi impiegarono massicciamente l'aviazione con lo scopo di radere al suolo i centri abitati lungo la via di ritirata: operazione che non diede risultati dal punto di vista militare, dato che il ripiegamento nemico non fu impedito, ma che provocò la morte di migliaia di civili e intralciò la stessa avanzata degli Alleati.

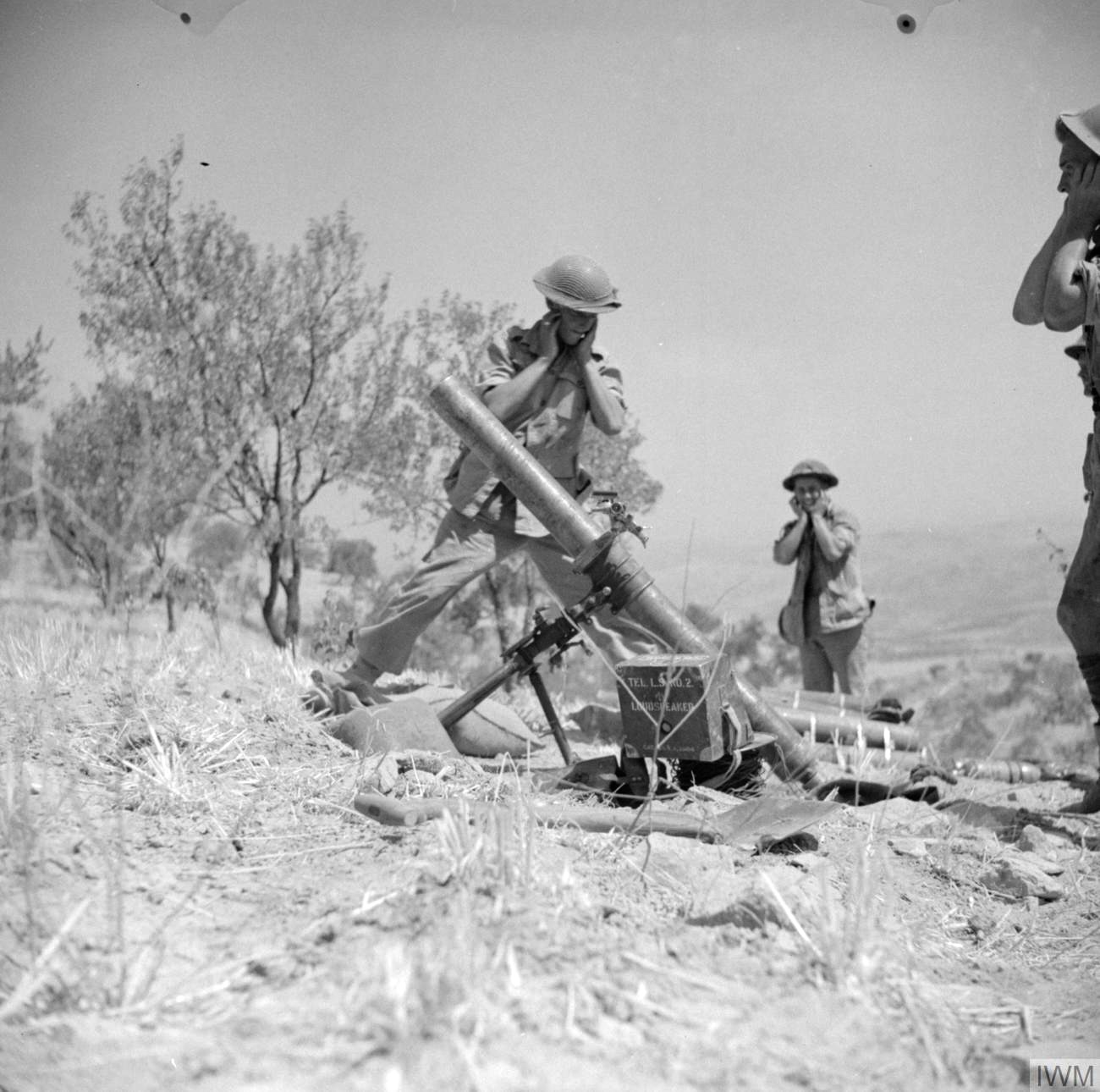
Serventi britannici di un mortaio in azione nei pressi di Adrano, 6 agosto

Il 10 agosto Patton, deciso a sfruttare il dominio alleato del mare, concordò con Bradley di effettuare uno sbarco anfibio venti chilometri dietro le linee tedesche, sulla costa antistante Brolo, con l'obiettivo di conquistare monte Cipolla che avrebbe permesso di controllare la statale e tagliare il ripiegamento della 29ª Divisione Panzergrenadier, consentendo alla 3ª Divisione di Truscott una rapida via per Messina, distante soli 60 chilometri. L'azione, frettolosa, mal organizzata e con un numero insufficiente di uomini, ebbe inizio all'una di notte del giorno successivo, con l'impiego dei soldati del 2º Battaglione della 3ª Divisione al comando del tenente colonnello Lyle Bernard: dopo quasi due giorni di furiosi e inutili combattimenti, che costarono al battaglione 177 vittime, all'alba del 12 una sentinella constatò che i tedeschi si erano ritirati a capo Calavà, dove nelle ore successive fecero saltare cinquanta metri di strada litoranea, rallentando ulteriormente l'avanzata di Patton.

Il generale Patton a colloquio col tenente colonnello Lyle Bernard, nei pressi di Brolo

La ritirata combattuta da parte delle truppe dell'Asse ebbe inizio fin dal 3 agosto, anche se l'ordine di prepararsi a evacuare l'isola era arrivato da Berlino già il 26 luglio e, per evitare di allertare gli italiani, consegnato a mano allo stesso Kesselring a Frascati: il giorno prima Mussolini era stato deposto e Hitler temeva che il governo di Badoglio prendesse a pretesto l'abbandono della Sicilia per denunciare l'alleanza. La difesa dello Stretto fu affidata all'eccentrico colonnello Ernst-Günther Baade, il quale il 10 agosto completò la sua opera che prevedeva 500 bocche da fuoco dislocate su entrambe le sponde, a difesa dei dieci approdi ben mimetizzati e allestiti per ospitare la flotta di chiatte e barche a motore coordinata dal capitano di vascello Gustav Freiherr von Liebenstein, che avrebbe condotto uomini e materiali in Calabria. I comandi italiani ebbero subito il sentore del piano di evacuazione e dal 3 agosto cominciarono anch'essi a ritirarsi con discrezione. Alle ore 18:00 di mercoledì 11 agosto, proprio mentre si combatteva a Brolo, Kesselring diede il via all'operazione Lehrgang; la prima divisione a lasciare l'isola fu la "Hermann Göring".
L'esercito tedesco attuò con successo la ritirata attraverso tre linee difensive, sfruttando il restringimento del territorio siciliano a mano a mano che ci si avvicina a Messina. Gli uomini di Hube sabotarono tutti i veicoli prima di abbandonarli ed enormi roghi bruciarono tutto ciò di cui si poteva fare a meno. Kesselring calcolò che sarebbero occorse cinque notti per evacuare tutte le truppe, ed effettivamente il 17 agosto le operazioni di evacuazione dell'isola poterono dirsi concluse con successo, senza che gli Alleati fossero riusciti a preparare un piano coordinato per bloccare lo Stretto. La Sicilia fu quindi velocemente abbandonata dai tedeschi; in queste zone si registrarono i primi eccidi contro la popolazione italiana che successivamente caratterizzeranno la ritirata della Wehrmacht in tutta Italia. A Castiglione di Sicilia il 12 agosto i tedeschi assassinarono 16 persone, rastrellandone altre 150; questo eccidio avvenne prima dell'8 settembre e tale elemento conferma come i massacri nazisti rientrassero in una precisa strategia di terrore preventiva contro la popolazione civile che si registrerà poi nel resto della penisola, tesa a scoraggiare qualsiasi tentativo di ribellione anche in assenza di atti contro le forze d'occupazione.
Lo stesso giorno gli Alleati concordarono per il 9 settembre l'inizio di "Avalanche", ossia l'invasione dell'Italia continentale, e in Sicilia Patton entrò trionfalmente a Messina: la città fu conquistata dalla 3ª Divisione di Truscott, che precedette nella corsa verso la città il generale Montgomery. La distanza tra Palermo e Messina lungo la costa è approssimativamente la stessa distanza che c'è fra Gela e Palermo, ma mentre la 7ª Armata impiegò tre giorni per coprire quest'ultima distanza, ne impiegò diciassette per raggiungere Messina, a riprova della grande efficacia dei tedeschi nelle loro azioni di retroguardia a protezione della ritirata.

### Le operazioni navali
Fin dall'inizio degli sbarchi alleati in Sicilia l'alto comando della Regia Marina rinunciò a impiegare in battaglia il nucleo centrale della flotta, sulla base di varie considerazioni: per sottrarla ai sempre più frequenti bombardamenti degli Alleati la flotta era stata concentrata nei porti della Liguria, il che comportava che qualunque reazione all'offensiva nemica sulla Sicilia sarebbe potuta avvenire a sbarchi ormai completati; il trasferimento delle unità attraverso il mar Tirreno le avrebbe poi esposte ad attacchi e perdite quasi sicure da parte degli anglo-statunitensi, stante lo schiacciante dominio dell'aria acquisito dagli Alleati e la grave penuria di unità di scorta che affliggeva la flotta italiana (dopo le perdite della campagna di Tunisia, solo una decina di cacciatorpediniere era pronta all'uso per scortare le navi della squadra da battaglia); e anche qualora le navi italiane fossero giunte a destinazione, la sproporzione delle forze in campo (due o tre navi da battaglia italiane avrebbero dovuto affrontare sei corazzate anglo-statunitensi) era tale da sconsigliare qualunque contatto con la flotta nemica. Non secondariamente, la Marina voleva risparmiare la flotta da battaglia per poterla impiegare in un ultimo sacrificio nel corso della fase successiva alla campagna di Sicilia, l'invasione dell'Italia continentale, data ormai per certa.
L'intervento delle unità maggiori italiane nel corso della campagna fu quindi episodico: nella notte tra il 16 e il 17 luglio l'incrociatore Scipione Africano, in viaggio di trasferimento da La Spezia a Taranto (operazione Scilla), fu attaccato da quattro motosiluranti britanniche nello stretto di Messina, ma respinse l'attacco affondando uno dei bastimenti nemici. Il 5 e l'8 agosto invece una sezione di due incrociatori italiani (nel primo caso Eugenio di Savoia e Raimondo Montecuccoli, nel secondo Giuseppe Garibaldi e Duca degli Abruzzi) mosse nottetempo alla volta delle acque di Palermo, già occupata dagli statunitensi, per bombardarne il porto, ma in entrambi i casi la missione fu abortita dopo che le unità furono scoperte dalla ricognizione nemica prima di arrivare a destinazione.
Il contrasto alle operazioni navali degli Alleati in Sicilia fu quindi demandato alle motosiluranti (senza successi significativi, stante anche il piccolo numero e lo stato d'usura dei mezzi disponibili), alle forze aeree e ai sommergibili, con questi ultimi rappresentati da una dozzina di unità italiane e da due o tre unità tedesche. Nonostante il forte schieramento di unità antisommergibili e antiaeree da parte degli Alleati, i mezzi dell'Asse riuscirono a cogliere qualche successo: il 15 luglio il sommergibile Enrico Dandolo riuscì a danneggiare l'incrociatore HMS Cleopatra, il 16 luglio la portaerei HMS Indomitable fu danneggiata da un aerosilurante italiano mentre il 23 luglio l'incrociatore HMS Newfoundland fu danneggiato in un attacco subacqueo attribuito all'italiano Ascianghi o al tedesco U-407. Il sommergibile Ambra tentò, tra il 17 e il 18 luglio, di trasportare dei mezzi d'assalto della Xª Flottiglia MAS per attaccare le navi nemiche ferme davanti Siracusa, ma fu scoperto e danneggiato dai velivoli alleati al largo di Capo Spartivento e dovette interrompere la missione; la reazione delle unità di scorta fece del resto pagare un pesante prezzo alle forze subacquee italiane, che nelle operazioni attorno alla Sicilia persero cinque battelli: Flutto, Nereide, Acciaio, Ascianghi e Pietro Micca.

## Bilancio e conseguenze

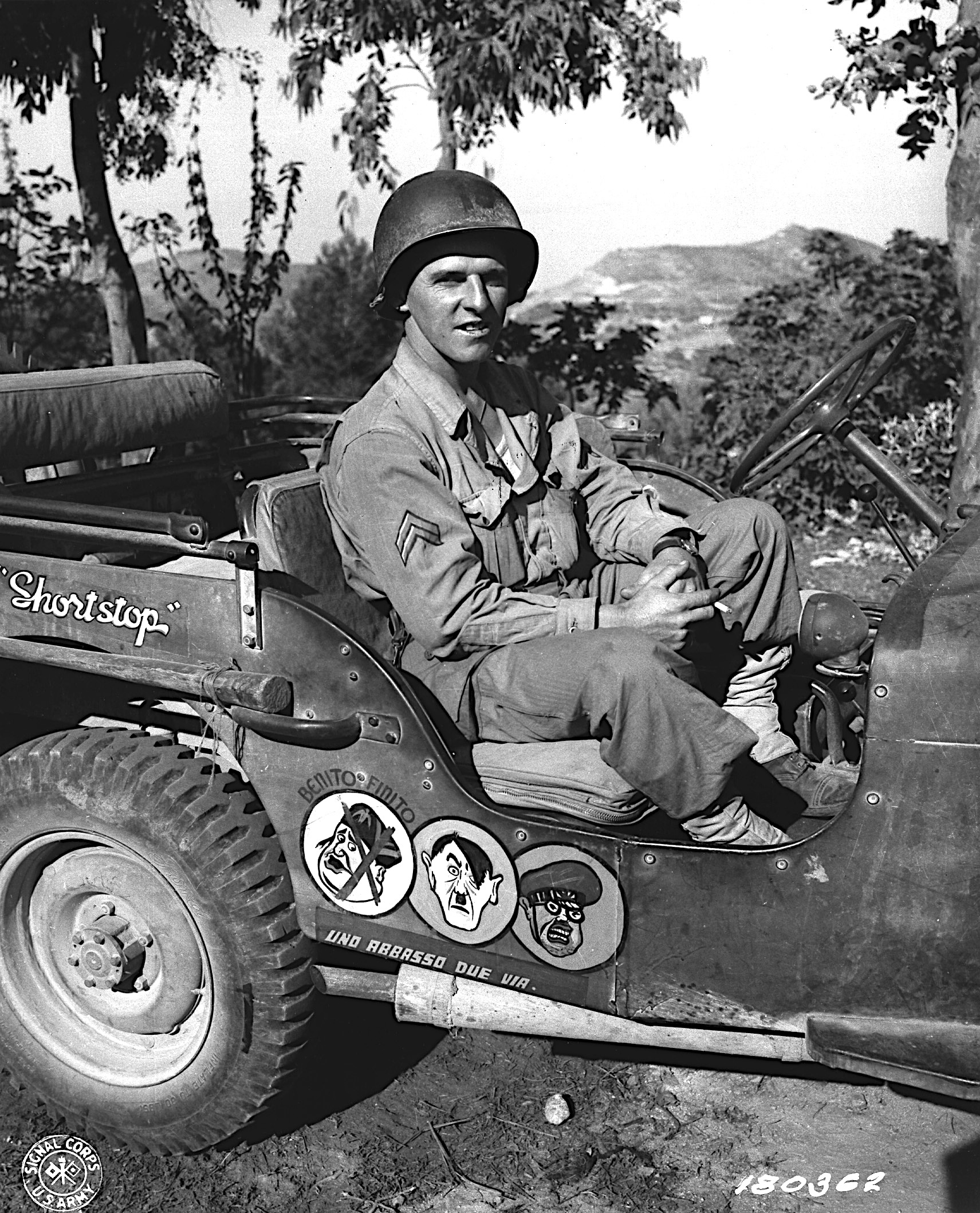
Soldato in posa su una jeep Willys; nella parte bassa si possono notare le caricature dei tre capi di Stato dell'Asse con la figura di Mussolini barrata

La campagna era durata 38 giorni e gli Alleati avevano conquistato altri 16 000 km² di territorio dell'Asse, con importanti basi aeree e porti, nonché reso più sicure le vie commerciali nel Mediterraneo e le vie di rifornimento meridionali attraverso Suez. La campagna aveva inoltre affrettato la caduta di Mussolini e accelerato le trattative per il successivo armistizio con l'Italia, che fu firmato il 3 settembre a Cassibile e reso noto l'8 dello stesso mese.
Nonostante fosse stato il protagonista della campagna, Patton rischiò seriamente di essere sollevato dal comando della 7ª Armata e rispedito negli Stati Uniti a causa di alcuni episodi di maltrattamento nei confronti di soldati, rei secondo il generale di codardia nonostante si trovassero ricoverati nelle retrovie per nevrosi da combattimento: in un primo incidente Patton diede dei ceffoni a due soldati colpiti da stress da combattimento, mentre nel secondo il generale minacciò con la pistola un soldato e gli diede un pugno in testa. Eisenhower costrinse Patton a fare ammenda con i soldati che aveva aggredito e a scusarsi con tutti gli uomini della 7ª Armata, ma appena la notizia divenne di dominio pubblico la figura del generale divenne parecchio scomoda e ricevette un'alta attenzione mediatica: Patton dovette lasciare il comando e poco dopo lasciò il teatro di guerra senza suscitare troppo rammarico tra i suoi soldati dato che, contrariamente al mito, non godeva di grande popolarità tra gli uomini.
Alcuni collaboratori di Montgomery avevano ipotizzato che l'8ª Armata avrebbe potuto subire fino a diecimila vittime durante la prima settimana di combattimenti in Sicilia; in realtà se ne contarono 1 517, oltre un terzo delle quali registrate nell'operazione aviotrasportata precedente gli sbarchi. Nonostante ciò, la campagna di Sicilia fece registrare molte perdite tra gli Alleati: gli americani ebbero 8 800 perdite, tra cui 2 237 morti, mentre 13 000 soldati furono ricoverati per malattia, soprattutto malaria. I britannici ebbero all'incirca 12 800 perdite, compresi 2 721 morti. I tedeschi riportarono all'incirca 29 000/30 000 perdite, tra cui 4 325 morti, 4 583 dispersi, 13 500 feriti e 5 523 prigionieri. Tra le file italiane i morti accertati furono 4 678, i dispersi 36 072 e i feriti 32 500; della 6ª Armata del generale Guzzoni solo una piccola parte riuscì a reimbarcarsi in Calabria, lasciandosi dietro 116 861 uomini che caddero prigionieri. Gran parte dei dispersi italiani e tedeschi furono presunti deceduti e sepolti sul campo di battaglia, o in località sconosciute, mentre un'altra parte rientrò probabilmente nel numero dei soldati locali che disertarono e rientrarono presso le loro case.

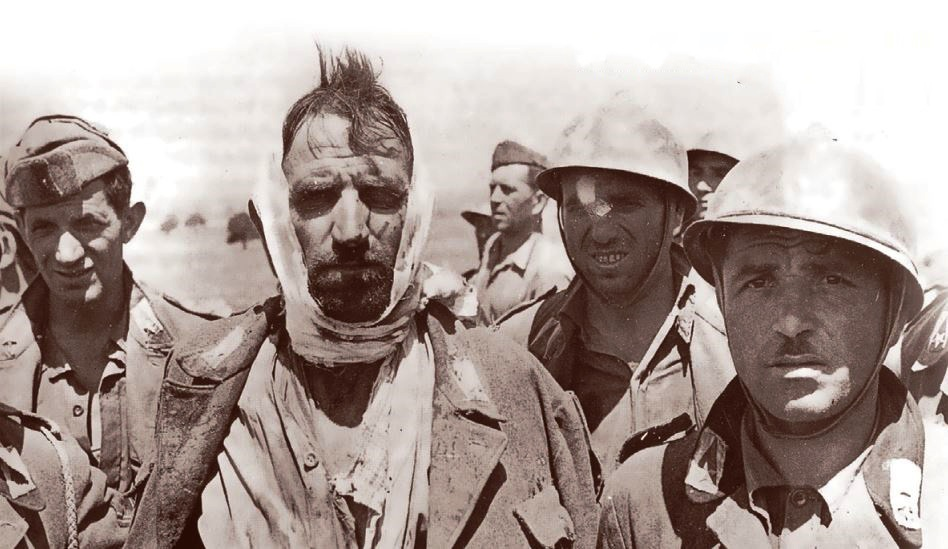
Prigionieri italiani della 206ª Divisione costiera

Secondo l'ammiraglio tedesco Friedrich Ruge, la campagna per gli Alleati fu «un successo grande, ma incompleto»; nelle sue memorie invece il feldmaresciallo Kesselring ritiene che gli americani sprecarono il loro enorme potenziale bellico per conquistare un «territorio di scarso interesse» e i comandanti alleati rivelarono una «scarsa propensione al rischio». Forse ciò era il risultato delle difficoltà di coesistenza tra comandanti britannici e statunitensi e soprattutto della mancanza di coordinazione tra le forze di terra e le forze aeree, che spesso agivano in modo indipendente. Questi problemi furono evidenti durante l'evacuazione delle forze di terra italo-tedesche attraverso lo Stretto di Messina: i tedeschi sfuggirono agli Alleati non per colpa dei soldati delle due armate, che combatterono valorosamente, bensì per colpa dell'aeronautica e della marina, che non intervennero in modo deciso per bloccare lo Stretto. Gli Alleati erano a conoscenza dei piani tedeschi di evacuazione già dal 31 luglio, ma gli uomini di Hube riuscirono comunque a lasciare l'isola praticamente con tutto il materiale, le artiglierie, i trasporti di prima e seconda linea e gli equipaggiamenti personali. 

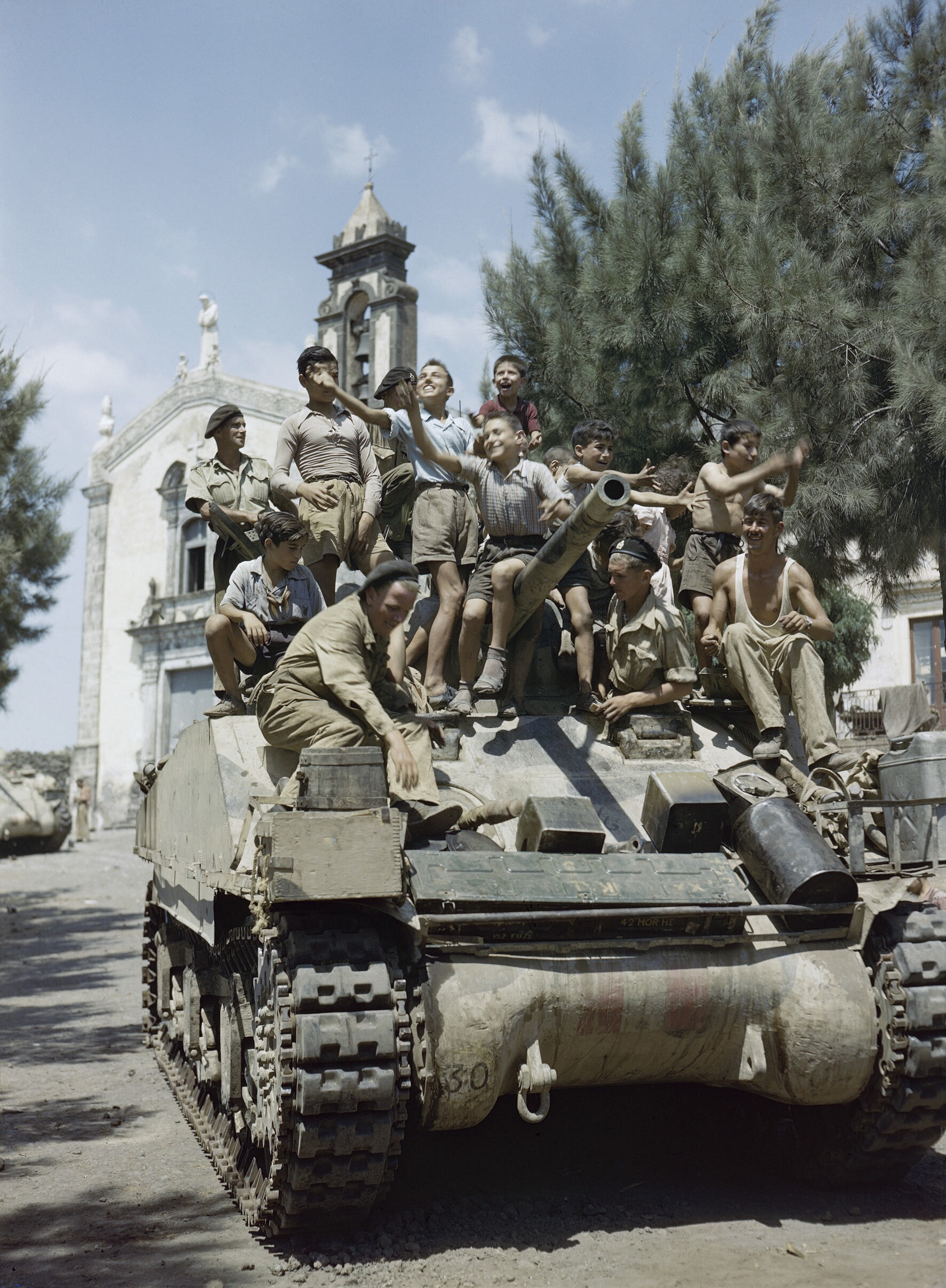
Carro armato Sherman per le strade di Belpasso; sullo sfondo la chiesa di Sant'Antonio da Padova

Le mine marine e le bocche da fuoco presenti a protezione non rappresentano un'attenuante per gli Alleati; le forze aeree di Tedder agirono lentamente e soprattutto prevedibilmente: l'abitudine britannica di attaccare in certi orari consentì a von Liebenstein di programmare gli orari di evacuazione. La Royal Navy fu praticamente inoperativa e le poche sortite compiute dal naviglio sottile non furono sufficienti; l'ammiraglio Cunningham, che nel 1915 era presente nei Dardanelli durante l'assalto britannico ai forti turchi, forse memore di quell'occasione preferì non rischiare le sue navi, lasciando ai tedeschi la libertà necessaria durante le operazioni. Gli anglo-americani non tentarono nemmeno dei lanci aviotrasportati o degli sbarchi di ranger o commando per tagliare le linee di rifornimento e di evacuazione attraverso la Calabria. A tal proposito il generale Heinrich von Vietinghoff, comandante della 10ª Armata tedesca nell'Italia meridionale affermò: «[...] fu un errore pagato a caro prezzo non tentare un'invasione della Calabria prima della fine della campagna di Sicilia. [...] è incomprensibile che gli Alleati non si siano impadroniti dello Stretto di Messina [...] ma anche della Calabria meridionale, questo sarebbe stato possibile senza particolari difficoltà». La Royal Navy non dovette nemmeno temere la reazione della flotta italiana, che non uscì mai dai propri porti per contrastare gli alleati; Supermarina non si assunse la responsabilità di inviare la flotta a difesa dell'isola e tentò di scaricare la responsabilità sul capo di stato maggiore di prendere tale decisione; si ebbero numerose discussioni che condannarono la flotta all'inoperosità. Neppure i numerosi sommergibili in agguato a sud della Sicilia ottennero risultati: nel corso della campagna andarono perduti l'Ascianghi, il Bronzo, il Flutto, il Nereide, l'Argento e l'Acciaio con 152 uomini d'equipaggio; i battelli riuscirono solo a danneggiare gli incrociatori leggeri HMS Cleopatra e HMS Newfoundland e ad affondare la motocannoniera MGB 641.
Il 29 agosto Eisenhower atterrò a Catania accolto da Montgomery, giusto in tempo per definire gli ultimi aspetti dell'operazione Baytown che portò gli uomini dell'8ª Armata in Calabria il 3 settembre. Nel frattempo i tedeschi risalirono la penisola per attestarsi su posizioni difensive e per prepararsi ad attuare l'operazione Achse, in vista di una sempre più probabile capitolazione dell'Italia. Ciò avvenne l'8 settembre, quando Eisenhower annunciò l'armistizio da Radio Algeri, lo stesso giorno in cui la 5ª Armata del generale statunitense Mark Clark sbarcava a Salerno.

### Esplicative
1. ↑  Le fonti riportano infatti dati discordanti: Hart, p. 627 parla di 195 000 uomini, Caruso, p. 161 di circa 172 000 uomini, Petacco, p. 126 di circa 170 000 uomini. L'USSME infine riporta una cifra complessiva di 320 000 uomini dell'Asse presenti in Sicilia, divisi in 252 000 italiani e 68 000 tedeschi, compresi gli uomini addetti ai servizi della Marina e dell'Aeronautica. Di questi, 32 500 feriti italiani e 13 500 feriti tedeschi vennero evacuati nel corso della campagna, assieme ad altri 62 000 italiani e 39 569 tedeschi (illesi) nella sua fase conclusiva[1].
2. ↑  Lo storico Rick Atkinson riporta cifre meno precise ma assimilabili a queste; circa 4 300 morti tedeschi e 4 700 italiani, più 140 000 prigionieri quasi tutti italiani. Vedi: Atkinson, p. 204
3. ↑  Le cifre, infatti, discordano molto oltre alle due citate: lo storico Atkinson riporta una cifra di perdite complessive pari a 22 800 uomini. Vedi: Atkinson, p. 204.
4. ↑  Fin dagli anni '50 una storiografia vicina al neofascismo ha accusato gli Alleati di aver riportato in Sicilia la mafia, vanificando quindi gli sforzi mussoliniani al riguardo. Di certo alcuni nomi di peso tornarono in Sicilia, ma è proprio la facilità con cui ripresero il controllo del territorio e tornarono a spadroneggiare - a poco meno di quindici anni dalla proclamazione della fine della mafia in Sicilia - che dimostra come in realtà la mafia non se n'era mai andata dalla Sicilia e non era stata affatto sconfitta, mentre i presunti successi del regime nella lotta alla mafia non erano altro che proclami propagandistici. Vedi:  Francesco Filippi, Mussolini ha fatto anche cose buone. Le idiozie che continuano a circolare sul fascismo, Torino, Bollati Boringhieri, 2019,  pp. 55-59, ISBN 978-88-3393-274-3..
5. ↑  Il Mediterranean Air Command era la struttura di comando suprema delle forze aeree alleate in Mediterraneo sotto il controllo di Eisenhower, cui era sottoposto il Mediterranean Allied Air Force (MAAF) del maresciallo Tedder. Egli, a sua volta, aveva ai suoi ordini il Northwest African Air Forces (NAAF) del generale statunitense Carl Andrew Spaatz (la super-unità che componeva principalmente il MAC, con quartier generale in Tunisia), il Middle East Air Command (MEAC) del maresciallo Sholto Douglas e la Air Headquarters Malta ("RAF di Malta") del vice-maresciallo Keith Park. Vedi: Bonacina, pp. 169-170.
6. ↑  Come parte degli sbarchi via mare, presero terra a sud della località di Agnone circa 400 uomini della 3 Commando Brigade, sotto il comando del tenente colonnello John Durnford-Slater, che catturarono il ponte Malati, il cui possesso fu perso poco dopo, a causa di un contrattacco italiano condotto dal gruppo tattico al comando del tenente colonnello Francesco Tropea. I carri della 50ª Divisione britannica sgominarono quindi i difensori e presero definitivamente il ponte lo stesso giorno. Vedi: Caruso, p. 260
7. ↑  Le dure perdite subite dagli americani a Troina suscitarono polemiche e portarono alla destituzione del generale Terry Allen, comandante della 1ª Divisione fanteria, che fu sostituito dal generale Clarence Hubner. Vedi: D'Este, pp. 380-384.
8. ↑  La quale secondo il generale Lucas, a Troina fu impegnata nella «[...] battaglia più dura che gli americani abbiano combattuto dai tempi della prima guerra mondiale». Vedi: Atkinson, p. 187.
9. ↑  Questi aggiramenti anfibi con obiettivi limitati furono varie volte utilizzati da Patton durante l'avanzata verso Messina, che egli stesso definì «end runs» con una terminologia presa in prestito dal baseball, ma in nessun caso queste operazioni riuscirono nell'obiettivo di rallentare il nemico. Vedi: Morris, p. 126.

### Bibliografiche
1. 1 2 3 4 5 6  USSME, pp. 400-401.
2. 1 2 3 4  Hart, p. 627.
3. 1 2  Petacco, p. 126.
4. 1 2  Hart, p. 620.
5. ↑  Ognuna delle due armate alleate al momento degli sbarchi contava 80 000 uomini; vedi: Atkinson, p. 41.
6. 1 2 3  Bonacina, p. 199.
7. ↑  Hart, p. 619.
8. ↑  Morris, p. 129.
9. ↑  Rocca, pp. 6-8.
10. ↑  Rocca, pp. 8-10.
11. ↑  Rocca, pp. 12-15.
12. ↑  Rocca, p. 15.
13. ↑  Rocca, pp. 16-17.
14. ↑  Rocca, pp. 17-18.
15. ↑  Rocca, p. 18.
16. ↑  Caruso, pp. 98-99.
17. ↑  Rocca, p. 19.
18. ↑  Petacco, pp. 125-126.
19. ↑  Caruso, p. 99.
20. ↑  Caruso, p. 102.
21. ↑  Rocca, pp. 20-21.
22. ↑  Rocca, p. 21.
23. ↑  Rocca, p. 22.
24. ↑  Rocca, pp. 22-24.
25. 1 2  Atkinson, p. 67.
26. ↑  Caruso, p. 154.
27. ↑  Rocca, p. 24.
28. ↑  Caruso, p. 156.
29. ↑  Atkinson, p. 41.
30. ↑  Atkinson, p. 43.
31. ↑  Atkinson, p. 69.
32. ↑  Caruso, pp. 115-116.
33. ↑   Francesco Mattesini, Alberto Santoni, La partecipazione tedesca alla guerra aeronavale nel Mediterraneo (1940-1945), Albertelli, 2003,  pp. 397-398, ISBN 978-88-8737-248-9.
34. ↑  Caruso, p. 116.
35. 1 2  Atkinson, p. 68.
36. ↑   Comitato di Redazione, Conoscere per dominare. Guide del buon soldato. Dialoghi Mediterranei, su istitutoeuroarabo.it. URL consultato il 28 maggio 2023.
37. ↑  Atkinson, p. 124.
38. ↑  Caruso, pp. 71-72.
39. ↑  Caruso, p. 73.
40. ↑  Caruso, p. 109.
41. ↑  Caruso, p. 112.
42. ↑  Caruso, pp. 169-170.
43. ↑  Morris, p. 46.
44. ↑  Morris, pp. 46-47.
45. ↑  «[...] in particolare nel palermitano e nel Trapanese, i mafiosi nella gran maggioranza subirono condanne solo leggere nei processi di periodo fascista, magari passarono qualche anno al confino, ma la riproduzione del loro sistema di potere non venne per questo interrotta». Citazione in:  Salvatore Lupo, Il mito del grande complotto, Donzelli editore, 2023,  p. 52.
46. 1 2  Bonacina, p. 195.
47. 1 2  Bonacina, p. 196.
48. ↑  Bonacina, pp. 196-197.
49. ↑  Bonacina, p. 197.
50. ↑  Bonacina, pp. 199-200.
51. ↑  Bonacina, p. 200.
52. ↑  Bonacina, pp. 189-190.
53. ↑  Rocca, pp. 34-35.
54. ↑  Rocca, pp. 33-34.
55. ↑  Rocca, p. 34.
56. ↑  Caruso, p. 176.
57. 1 2  Caruso, p. 181.
58. ↑  Atkinson, p. 86.
59. ↑  Caruso, p. 177.
60. ↑  Atkinson, p. 87.
61. ↑  Caruso, p. 186.
62. ↑  Atkinson, pp. 86-94.
63. ↑  Caruso, pp. 160-161.
64. ↑  Rocca, pp. 163-165.
65. ↑  Caruso, p. 161.
66. ↑  Rocca, pp. 161-162.
67. ↑  Caruso, p. 162.
68. ↑  Caruso, p. 163.
69. 1 2  Caruso, p. 261.
70. ↑  Sadkovich, p. 467.
71. ↑  Sadkovich, p. 468.
72. ↑  Sadkovich, p. 469.
73. ↑  Bauer, p. 201.
74. ↑  Rocca2, pp. 272-273.
75. ↑  Scutts, pp. 59-60.
76. ↑  Atkinson, p. 77.
77. ↑  Atkinson, p. 78.
78. ↑  Atkinson, pp. 81-82, 84.
79. ↑   USS Monrovia APA31 (TXT), su hazegray.org. URL consultato il 24 giugno 2015.
80. ↑  Caruso, p. 184.
81. ↑  Caruso, pp. 185-186.
82. 1 2  Atkinson, p. 93.
83. ↑  Atkinson, pp. 90-94.
84. ↑  Atkinson, p. 91.
85. ↑  Atkinson, p. 94.
86. ↑  Atkinson, pp. 105-106.
87. ↑  Atkinson, pp. 107-108.
88. ↑   C. J. C. Molony, The Mediterranean and Middle East: The Campaign in Sicily 1943 and The Campaign in Italy 3 September 1943 to 31 March 1944, collana History of the Second World War - United Kingdom Military Series V., Uckfield, Naval & Military Press,  p. 81, ISBN 1-84574-069-6.
89. ↑  Atkinson, pp. 108-109.
90. ↑  Caruso, pp. 191-192.
91. 1 2  Atkinson, p. 104.
92. 1 2  Caruso, p. 195.
93. ↑  Caruso, p. 193.
94. ↑  Caruso, pp. 192, 194.
95. ↑  Atkinson, pp. 94-95.
96. ↑  Atkinson, pp. 95-96.
97. ↑  Atkinson, p. 97.
98. ↑   History of the sinking of DD-622, su ussmaddox.org. URL consultato il 1º luglio 2015.
99. 1 2  Atkinson, p. 98.
100. ↑  Caruso, p. 198.
101. ↑  Caruso, p. 199.
102. 1 2  Atkinson, p. 99.
103. ↑  Garland, p. 131.
104. ↑   U.S. Army in World War II - Mediterranean Theater of Operations - Sicily and the Surrender of Italy, su ibiblio.org. URL consultato il 25 dicembre 2020.
105. ↑  Atkinson, p. 102.
106. ↑  (EN) Dictionary of American Naval Fighting Ships - Sentinel, su hazegray.org. URL consultato il 1º luglio 2015.
107. ↑  Garland, p. 129.
108. ↑   DD-443 Swanson, su hazegray.org. URL consultato il 22 giugno 2015.
109. 1 2  Atkinson, pp. 102-103.
110. ↑  Morris, p. 88.
111. ↑  D'Este, pp. 225-226.
112. 1 2  D'Este, p. 226.
113. ↑  D'Este, pp. 226-227.
114. ↑  D'Este, p. 229.
115. ↑  D'Este, pp. 229-230.
116. ↑  D'Este, pp. 230-231.
117. ↑  Morris, p. 92.
118. ↑  Atkinson, pp. 130-131.
119. ↑  Morris, pp. 92-93.
120. 1 2  Morris, p. 93.
121. ↑  Morris, p. 94.
122. ↑  Morris, p. 95.
123. ↑  D'Este, pp. 285-286.
124. ↑  Kesselring, p. 187.
125. 1 2  D'Este, p. 251.
126. 1 2 3 4  Morris, p. 107.
127. ↑  Fronte meridionale, pp. 68-69.
128. ↑  Fronte meridionale, p. 69.
129. ↑  D'Este, pp. 289-291.
130. ↑  D'Este, p. 284.
131. 1 2  Giorgerini, p. 399.
132. ↑  Caruso, pp. 222-224.
133. ↑  Giorgerini, pp. 398-399.
134. ↑  Caruso, pp. 228-229.
135. ↑  Morris, p. 104.
136. ↑   Claudio Pavone, Una guerra civile. Saggio storico sulla moralità nella Resistenza, Torino, Bollati Boringhieri, 2017  [1991],  p. 15, ISBN 978-88-339-1676-7.
137. ↑  Morris, pp. 98-99.
138. ↑  Morris, p. 105.
139. ↑  Morris, p. 106.
140. ↑  Atkinson, p. 153.
141. ↑  Morris, p. 11243.
142. ↑  Atkinson, p. 187.
143. ↑  Atkinson, pp. 139-143.
144. ↑  D'Este, p. 333.
145. ↑  Morris, p. 108.
146. ↑  Morris, pp. 108-109.
147. ↑  Morris, pp. 109-110.
148. ↑  Morris, p. 110.
149. ↑  Morris, pp. 66-110.
150. ↑  Morris, pp. 110-111.
151. ↑  D'Este, pp. 338-339.
152. ↑  D'Este, p. 341.
153. ↑  D'Este, pp. 341-343.
154. ↑  D'Este, p. 342.
155. ↑  D'Este, pp. 342-343.
156. ↑  D'Este, p. 366.
157. ↑  D'Este, pp. 366-367.
158. ↑  Fronte meridionale, p. 78.
159. ↑  D'Este, p. 368.
160. ↑  D'Este, pp. 368-369.
161. ↑  Fronte meridionale, pp. 78-79.
162. ↑  D'Este, p. 369.
163. ↑  Morris, pp. 126-127.
164. 1 2 3 4  Fronte meridionale, p. 82.
165. ↑  D'Este, p. 367.
166. ↑  Fronte meridionale, pp. 81-82.
167. ↑  Atkinson, pp. 190-191-192.
168. ↑  Atkinson, pp. 192-194.
169. ↑  Atkinson, p. 195.
170. 1 2  Atkinson, p. 196.
171. ↑  Morris, p. 126.
172. ↑   Gloria Chianese, I massacri nazisti nel mezzogiorno d'Italia (PDF), Italia Contemporanea, dicembre 1997-marzo 1998,  p. 153.
173. ↑  Morris, p. 127.
174. ↑  Bragadin, pp. 312-314.
175. ↑  Bagnasco, pp. 385-386.
176. ↑  Bragadin, pp. 332-335.
177. 1 2  Bagnasco, pp. 386-387.
178. ↑  Bragadin, pp. 330-332.
179. ↑  Atkinson, pp. 203-204.
180. 1 2  Morris, p. 128.
181. ↑  Atkinson, p. 202.
182. ↑  Atkinson, p. 208.
183. ↑  Atkinson, p 105.
184. ↑  Atkinson, p. 204.
185. ↑  Atkinson, p. 205.
186. ↑   Quei bambini sul carro armato - la Repubblica.it, su larepubblica.it. URL consultato il 13 settembre 2020.
187. ↑  Morris, pp. 124-125.
188. ↑  Morris, pp. 125-126.
189. ↑  Morris, p. 124.
190. ↑   Giorgio Giorgerini, Uomini sul fondo. Storia del sommergibilismo italiano dalle origini a oggi, Milano, Mondadori, 2002,  pp. 360-363, ISBN 978-88-04-50537-2.
191. ↑  Atkinson, p. 207.